# Operation Restoring Hope
Unter der Bezeichnung Operation Restoring Hope (oder: Renewal of Hope, deutsch „Wiederherstellung der Hoffnung“ oder „Erneuerte Hoffnung“) wurde von einer Militärallianz unter Führung Saudi-Arabiens eine am 22. April 2015 begonnene zweite Phase der Militärintervention im Jemen verkündet. An der von den Vereinigten Staaten von Amerika, Frankreich und Großbritannien logistisch unterstützten Militäroffensive im Jemen, die seit dem 26. März 2015 geführt wird, beteiligen sich im Rahmen der von Saudi-Arabien geführten Militärallianz auch Ägypten, Bahrain, Katar, Kuwait, die Vereinigten Arabischen Emirate, Jordanien, Marokko, Sudan und seit Mai 2015 Senegal.
Nach den vierwöchigen Luftangriffen der von der Militärallianz Operation Decisive Storm genannten ersten Phase hatten die Rebellen kaum Territorium eingebüßt und kontrollierten weiterhin die Hauptstadt Sanaa und weite Landesteile, während dschihadistische Gruppen und mit ihnen verbündete Stammeskämpfer von der saudisch-geführten Militäroffensive profitiert hatten und einen mehrere hundert Kilometer langen Küstenstreifen am Golf von Aden kontrollierten. Der von jemenitischen Rebellen de facto entmachtete Präsident Abed Rabbo Mansur Hadi, für dessen Wiedereinsetzung die Militärallianz nach eigener Darstellung die Offensive durchführte, befand sich weiterhin im Exil in Saudi-Arabien. Die Weltgesundheitsorganisation warnte vor dem unmittelbar bevorstehenden Zusammenbruch des Gesundheitssystems im Jemen. Als verantwortlich für das Anwachsen der humanitären Katastrophe im Jemen wird neben den Bombardierungen und Kämpfen während der Operation Decisive Storm insbesondere die Seeblockade des Jemen angesehen, die von Seiten der saudi-arabisch angeführten Militärallianz beibehalten wird.
Dessen ungeachtet hatte die saudisch-geführte Militärallianz am 21. April 2015 die Einstellung der Luftangriffe und die Beendigung der Operation Decisive Storm für die Nacht auf den 22. April als politische Phase der Militärintervention verkündet und angegeben, die militärischen Ziele der saudisch geführten Militärallianz seien erreicht worden, die militärischen Ressourcen der Rebellen seien zerstört worden und eine von den Rebellen ausgehende Gefahr für die Zivilisten, Saudi-Arabien und seine Nachbarstaaten sei erfolgreich abgewendet worden. Als Ziel der zweiten Phase wurde angegeben, Evakuierungen sollten abgesichert, weitere Huthi-Vorstöße verhindert und Zivilisten geschützt werden.
Mit Beginn der Operation Restoring Hope wurden die Luftangriffe unter Beibehaltung der Seeblockade des Jemen fortgeführt. Der UN-Koordinator für humanitäre Angelegenheiten im Jemen verurteilte die Luftangriffe der von Saudi-Arabien geführten Militärallianz im Jemen als Verstoß gegen das internationale humanitäre Völkerrecht und prangerte ausdrücklich die Erklärung der Provinz Saʿda zum „militärischen Ziel“ an.
Mitte Juni 2015 von den UN vermittelte Friedensgespräche zwischen jemenitischen Kriegsparteien in Genf endeten ohne Einigung auf einen Waffenstillstand.
In einer für Mitte Juli 2015 von den UN vermittelte Waffenruhe, die jedoch kaum eingehalten wurde, eroberten regierungstreue Milizionäre mit Unterstützung von Kampfflugzeugen und Schiffen der von Saudi-Arabien geführten Militärkoalition Teile von Aden von den Huthi-Rebellen zurück, worauf – erstmals seit einem Vierteljahr – mehrere Minister der ins saudi-arabische Exil geflohenen Regierung Hadi nach Angaben der Exilregierung nach Aden zurückgekehrt sein sollen.

## Vorgeschichte

### Huthi-Konflikt
Im Sommer 2014, nachdem im Jemen seit Jahren politisches Chaos und Gewalt geherrscht hatten, waren die Huthi-Rebellen auf die Hauptstadt Sanaa vorgerückt, hatten diese im September 2014 erreicht und sie ungehindert vom Salih-treuen Militär und – mit Unterstützung von gegen die Zentralregierung gerichteten Stämmen – eingenommen. Mit der faktischen Einnahme der Stadt hatten die Rebellen zugleich auch die Zentralregierung faktisch abgesetzt und kontrollierten inzwischen weite Teile des Nordjemens sowie Teile des Zentral- und Südjemens. Im Januar 2015 hatten sie auch den Präsidentenpalast eingenommen. Sie hatten in der Folge das Parlament aufgelöst und ihren Einfluss im Westen und Zentrum ausgeweitet. Wie schon elf Jahre zuvor versuchten die Huthis, die Schwäche der Regierung zu nutzen und das Land zurückzuerobern. Anfang 2015 hatte der Golf-Kooperationsrat den Huthi-Milizen mit Maßnahmen zum Schutz der arabischen Halbinsel gedroht. Nachdem diese 9 von 21 Provinzen des Landes erobert hatten, hatte sich die Lage wenige Tage vor der Militärintervention weiter zugespitzt. Hadi, der im Januar 2015 als Präsident zurückgetreten war, war Anfang Februar 2015 zunächst in seine Heimatstadt Aden geflohen, hatte seinen Rücktritt an dem Tag, an dem seine Amtszeit regulär abgelaufen wäre, widerrufen und Aden, wohin die Saudis inzwischen ihre Botschaft verlegt hatten, zur Landeshauptstadt erklärt.

### Operation Decisive Storm
Als auch die von Hadi zur neuen Landeshauptstadt ausgerufene Stadt Aden zu fallen drohte, hatte eine unter von Saudi-Arabien gebildete und unter saudischer Führung stehende sunnitische Militärallianz verschiedener arabischer Staaten militärisch mit der Operation Decisive Storm genannten Anfangsphase der logistisch von den USA, Frankreich und Großbritannien unterstützten Militärintervention eingegriffen und die Luftangriffe im Jemen am 26. März 2015 begonnen und als offizielles Ziel der Militäroperation den Schutz der „legitimen Regierung Jemens“ vor einer Übernahme durch die Huthi-Rebellen verkündet. Zugleich war Hadi Ende März vor den gegen Aden vorrückenden Huthis nach Riad in Saudi-Arabien geflohen, von wo aus er versuchte, weiterzuregieren. Er wurde von einigen Teilen der Armee (ihm loyale Einheiten, Regierungstruppen) sowie von sunnitischen Stammesmilizen (Freiwillige aus dem Süden) unterstützt.
Am Abend des 21. April 2015 hatte die von Saudi-Arabien geführte Militärkoalition das Ende ihrer Luftangriffe im Jemen verkündet, das nach der Darstellung des Sprechers der von Saudi-Arabien geführten Militärkoalition, General Ahmed Assiri, angeblich „auf Bitten der jemenitischen Regierung und des Präsidenten Abed Rabbo Mansur Hadi“ erfolgt war. Während die Rebellen trotz der vierwöchigen Luftangriffe kaum Territorium verloren hatten, noch immer die Hauptstadt Sanaa und große Teile des Landes kontrollierten und sich der de facto entmachtete Präsident Hadi noch immer im Exil in Saudi-Arabien befand, behauptete das saudi-arabische Verteidigungsministerium, die Operation Decisive Storm sei beendet, weil ihre militärischen Ziele erreicht worden seien.
Mit der neuen Operation kündigte Saudi-Arabien eine neue Phase der Militärintervention im Jemen an, es folge nun die Operation Restoring Hope. Assiri sagte, die Luftangriffe auf Ziele im Jemen würden eingestellt, doch behalte sich die Armee weitere „Anti-Terror-Operationen“ gegen die Huthi-Milizen vor. Wenige Stunden nach der Erklärung, in der Nacht auf den 21. April 2015, dankte Präsident Hadi aus dem Exil in Saudi-Arabien heraus in einer Rede an die Jemeniten seinen „arabischen und muslimischen Brüdern“ für ihre Militäroperation gegen die Huthi-Rebellen.
Ungeachtet der Verkündung von der Beendigung der Luftangriffe deuteten Äußerungen des saudi-arabischen Militärsprechers, Brigadegeneral Ahmed Asseri, der gesagt hatte, die Militärallianz werde auch weiterhin verhindern, dass sich Huthi-Kämpfer innerhalb des Jemen bewegten und aktiv würden, darauf hin, dass die Militärallianz dennoch weiter gegen die Huthi-Milizen vorgehen könnte. Man müsse in einer Stadt wie Aden müsse weiterhin Zivilisten schützen, um die Rebellen davon abzuhalten, ihrer Operationen fortzusetzen. Die saudi-arabischen Boden- und Marine-Einheiten würden weiterhin die Grenze zum Jemen bewachen und alle Lieferungen an die Rebellen unterbinden. Saudi-Arabien mobilisierte weitere Sicherheitskräfte. Der zuständige Minister Mitab ben Abdallah erklärte, die hauptsächlich aus Bodentruppen bestehende und von den anderen Streitkräften unabhängige Nationalgarde, die sich aus 75.000 Soldaten und 25.000 Stammeskämpfern zusammensetzt, stehe bereit, um „an der Seite der anderen Truppenteile“ zu kämpfen. Der saudi-arabische König Salman ordnete am 21. April 2015 die Mobilisierung der Nationalgarde an, die für einen möglichen Einsatz im Jemen in Gefechtsbereitschaft versetzen werden sollte.
In der Zeit vom 26. März 2015 bis zur rund vier Wochen später erfolgten Verkündigung des Endes der Operation Decisive Storm hatte die Militärkoalition mehrere Tausend Luftangriffe auf die Huthi-Rebellen und ihre Verbündeten in der Armee durchgeführt. Nach der verkündeten Beendigung der Militäroffensive wurde diese von Seiten des saudischen Herrscherhauses und im saudi-arabischen Staatsfernsehen als „erfolgreich“, von Seiten westlicher Medien dagegen als „chaotisch“ (Christoph Sydow/Der Spiegel) bezeichnet. Zwar war es dem saudi-arabischen Militär während der vierwöchigen Bombardierungen im Jemen gelungen, Waffenarsenale zu zerstören, die zuvor von den Huthis erobert worden waren, darunter ein Raketenlager in Sanaa. Doch waren die angekündigten strategischen Ziele nicht erreicht worden und es wurden in den Medien aus verschiedenen Gründen Zweifel an Planung, Präzision und Erfolg der Militäroperation angemeldet:
- Die Rebellen verloren trotz der vierwöchigen Luftangriffe kaum Territorium und kontrollierten weiterhin die Hauptstadt Sanaa und große Teile des Landes.[27] Die militärische Macht der Huthi-Rebellen und ihres Verbündeten, des ehemaligen jemenitischen Präsidenten Salih, war nicht zerstört worden.[37]
- Der de facto entmachtete Präsident Hadi befand sich weiterhin im Exil in Saudi-Arabien.[27] Das Ziel, die alte jemenitische Regierung Hadis wieder einzusetzen, war nicht erreicht worden[37] und schien auch nicht nahe gerückt.[38]
- Die größte Provinz des Landes, der Hadramaut, befand sich nach Ende der Militäroffensive fast vollständig in der Hand der Terrorgruppe AQAP und verbündeter Stammeskämpfer. Die Dschihadisten hatten von Saudi-Arabiens Luftangriffen profitiert und kontrollieren mittlerweile einen mehrere hundert Kilometer langen Küstenstreifen am Golf von Aden.[27]
- Aus der zuerst ausgerufenen Militärkoalition aus zehn Staaten, die sich an dem Krieg gegen die Huthis angeblich beteiligten, schieden Regierungen aus oder beteiligten sich nur symbolisch wie Pakistan, der Sudan und Marokko.[27]
- Die von Saudi-Arabien und Ägypten bereits als bevorstehend angekündigte Bodeninvasion blieb aus.[27]
- Erst wenige Stunden vor Verkündung des Endes der Militäroperation[Anm. 1] hatte der saudische König Salman noch die saudische Nationalgarde mobilisiert,[27] was zunächst Erwartungen gefördert hatte, dass Saudi-Arabien zu einer Bodenoffensive übergehen könnte oder dazu eingesetzt werden, die südliche Metropole Aden und ihre Hafenanlagen zu sichern.[28]
- Die humanitären Kosten wurden als zu hoch angesehen.[38] Nach Angaben der Weltgesundheitsorganisation WHO sollen seit Beginn der Luftschläge mehr als 900 Menschen,[27][Anm. 2] darunter nach Angaben von medizinischen und Hilfsorganisationen hunderte Zivilisten,[39] getötet und 3500 verletzt worden sein.[27][Anm. 2] Saudi-Arabiens Luftwaffe bombardierte unter anderem auch Flüchtlingscamps und – laut Human Rights Watch möglicherweise vorsätzlich im Sinne eines Kriegsverbrechens[40] – ein Lebensmittellager der Hilfsorganisation Oxfam,[27] das Einrichtungen zur Trinkwasserversorgung für Tausende von Familien in Saʿda beinhaltete und dessen genaue Lagekoordinaten[Anm. 3] Oxfam nach eigenen Angaben zuvor den Streitkräften der saudisch-geführten Militärkoalition zur Vermeidung eines Beschusses angegeben hatte.[40] Ein US-amerikanischer Regierungsbeamter gab gegenüber der New York Times als Grund dafür, dass es in den letzten Tagen vor der Beendigung der Luftoffensive eine Anzahl von Diskussionen zwischen Vertretern der USA, Saudi-Arabiens und der VAE über die Beendigung der Bombardierungen gegeben hatte, schließlich an: „Die Kollateralschäden sind einfach zu groß“.[27][41][42] Nach Darstellung der New York Times sollten die US-amerikanische Regierung entgegen der offiziellen saudi-arabischen Darstellung in den der Beendigung der Militäroffensive vorangegangenen Tagen darauf gedrängt haben, dass Saudi-Arabien die Luftangriffe beendet.[27][41][39] Laut der New York Times sollten US-amerikanische Vertreter und Diplomaten für den Mittleren Osten in privaten Gesprächen eingeräumt haben, dass die zunehmende humanitäre Katastrophe durch den Tod von hunderten Zivilisten und das Embargo von Nahrungsmitteln, Treibstoff, Wasser und Medizin offenkundig ein berechneter Faktor in der saudischen Kalkulation gewesen sei.[39]

## OperationRestoring Hope
| Staat                        | Beitrag zur Beteiligung (nach eigener Angabe oder Zusage)                                                |
| ---------------------------- | --- |
| Saudi-Arabien                | - 100 Kampfflugzeuge - 14 Schiffe                                                                        |
| Vereinigte Arabische Emirate | - 30 Kampfflugzeuge                                                                                      |
| Kuwait                       | - 15 Kampfflugzeuge                                                                                      |
| Ägypten                      | - 12 Kampfflugzeuge - 4 Schiffe                                                                          |
| Katar                        | - 10 Kampfflugzeuge                                                                                      |
| Bahrain                      | - 8 Kampfflugzeuge                                                                                       |
| Jordanien                    | - 6 Kampfflugzeuge                                                                                       |
| Marokko                      | - 6 Kampfflugzeuge                                                                                       |
| Sudan                        | - 3 Kampfflugzeuge                                                                                       |
| Vereinigte Staaten           | Bereitstellung geheimdienstlicher und logistischer Unterstützung sowie verstärkte Anwesenheit der Marine |

Die saudi-arabische Führung kündigte zwar am 21. April 2015 ein Ende der Luftangriffe in der bis dahin ausgeführten Form an, doch bombardierte die von Saudi-Arabien geführte Militärallianz auch in den folgenden Tagen weiterhin Ziele im Jemen, ohne dass ersichtlich wurde, auf welche Weise Saudi-Arabien sein offiziell erklärtes Ziel der Wiedereinsetzung Hadis zu erreichen beabsichtigte. Statt wie angekündigt, die Angriffe einzustellen und wie signalisiert, an einer politischen Lösung zu arbeiten, setzte Saudi-Arabien die Luftangriffe in vielen Landesteilen Jemens fast unvermindert fort. Der Außenminister der jemenitischen Exilregierung Hadi widerrief das Ende der Operation Decisive Storm und erklärte die Fortsetzung der Militäroperation. Die wochenlangen heftigen Kämpfe zwischen Huthi-Rebellen und mit ihnen verbündete Armeeeinheiten mit den Truppen und Milizen von Präsident Hadi sowie die seit Ende März währenden Luftangriffe der von Saudi-Arabien angeführten und von den USA unterstützten arabischen Militärallianz wurden auch während der Operation Restoring Hope fortgeführt. Insbesondere in Aden, Taizz und Sanaa dauerten schwere Kämpfe und Luftangriffe der saudisch geführten Militärkoalition über Wochen hin an.
Beobachter sprachen bereits wenige Tage nach dem zunächst verkündeten Beginn der Operation Restoring Hope von den schwersten Kämpfen der Ende März 2015 begonnenen Militärintervention der saudi-arabisch geführten Militärallianz im Jemen. Die Ausweitung der Kämpfe auf immer mehr Provinzen und der Einsatz zunehmend schwererer Geschütze während der Operation Restoring Hope schürte Medienangaben zufolge die Befürchtung, dass sich der Krieg über die Grenze ausbreiten könne. Während die Luftangriffe der saudisch geführten Militärallianz im Jemen fortgeführt wurden, schienen die Saudis Medienberichten zufolge in zunehmend aggressiver Weise Stellvertreterkräfte am Boden mehr Macht zu geben, auszubilden und insbesondere in Aden einzusetzen, einschließlich von Stämmen, die seit langem mit Saudi-Arabien verbündet waren. Bei dem Versuch der saudischen Luftwaffe, den Vormarsch der Huthis auf Aden zu stoppen, wurden viele Zivilisten getroffen. Die Bombardierung von Flughäfen und die Blockade der jemenitischen Häfen schnitten die Bewohner zudem von der Versorgung mit Lebensmitteln und Treibstoff ab. Analysten äußerten sich zunehmend kritisch über die saudisch geführte Militäraktionen im Jemen und beurteilten den Konflikt als offenbar festgefahren und als zeitlich nicht absehbar begrenzt. Sie reagierten mit ihrer Kritik hauptsächlich auf einen Aufschrei aus der jemenitischen Bevölkerung, der den Krieg als physisch und psychisch zerstörerisch beklagte. Auch Stimmen der internationalen Presse reagierte in der festgefahrenen Situation mit wachsender Kritik auf die Luftangriffe. Die Redaktionsleitung der New York Times nannte die Luftangriffe in einer Schlagzeile vom 24. April 2015 eine „Katastrophe“, bei der sich der Jemen tagtäglich weiter dem vollständigen „Zusammenbruch“ nähere. In gleichem Sinne äußerten sich Entwicklungshelfer wie die Leiterin von Ärzte ohne Grenzen, Marie-Elisabeth Ingres.
Trotz des Einsatzes der von den USA, Frankreich und Großbritannien logistisch unterstützten und saudisch geführten Militärallianz arabischer Staaten schienen die Huthi auch bis Anfang Mai nicht entscheidend geschwächt worden zu sein. Die Zivilbevölkerung litt zunehmend unter dem Konflikt zwischen Huthi-Rebellen und Anhängern Hadis. Zudem litt die Bevölkerung unter dem Bombardement der Saudis und unter der See- und Luftblockade der saudisch-geführten Militärkoalition, wegen derer dringend benötigte Lebensmittel und Medikamente nicht ins Land gelangen konnten. Auch waren alle größeren Landebahnen des Yemen zerstört worden.
Sechs Wochen nach Beginn des saudischen Luftkriegs im Jemen stimmte Saudi-Arabien nach starkem diplomatischen Druck der USA erstmals einer Feuerpause zu, die es als fünftägige „humanitären Pause“ anbot, und die den Transport von Hilfslieferungen für die notleidende Bevölkerung ermöglichen solle. Während die Exilregierung Hadi die „internationale Gemeinschaft“ um den Einsatz von Bodentruppen bat, lehnte Kerry dies mit dem Hinweis ab, „weder Saudi-Arabien noch die USA“ dächten an einen derartigen Einsatz. Das Angebot der Saudis kam zu einem Zeitpunkt, an dem die Lage im Jemen immer dramatischer wurde. Die seit mehr als sechs Wochen anhaltenden Luftangriffe durch Saudi-Arabien und seine Verbündeten hatten den Vormarsch der Huthi-Rebellen nicht stoppen können, denen es stattdessen in Aden zuletzt gelungen war, weitere Teile der Stadt – mit dem Präsidentenpalast – zu erobern. Die Huthi kontrollierten nach wie vor einen großen Teil des Jemen. Kurz vor dem Angebot einer Waffenruhe hatten auch 22 im Jemen tätige Hilfsorganisationen ein sofortiges Ende der von Saudi-Arabien verhängten Luft- und Seeblockade gefordert, um die leidende Zivilbevölkerung mit Nahrungsmitteln, Treibstoff und Medikamenten versorgen zu können.
Während die am 21. April 2015 vom saudischen Verteidigungsministerium zunächst angekündigte Einstellung der Luftangriffe der Militäroperation angesichts des Vormarschs der von Salih unterstützten Huthi-Miliz nur eine Nacht angedauert hatte, die Rebellen trotz aller Bombardements weiterhin zahlreiche Städte und Provinzen kontrollierten, sich der Krieg im Jemen seit Beginn des saudisch geführten Luftkriegs auf Stellungen Ansar Allahs sukzessive ausgeweitet hatte und Human-Rights-Watch-Vorwürfe des Einsatzes der international geächteten Streumunition durch Saudi-Arabien erhob, entstand der Eindruck, dass sich das Ziel der saudischen Monarchie, den von Ansar Allah entmachteten Präsidenten Hadi wieder einzusetzen, kaum noch durchsetzen lasse. Auch Ende Mai 2015, nachdem die von den UN für den 28. Mai 2015 festgesetzten Friedensgespräche – offenbar aufgrund des Beharrens des jemenitischen Exilpräsidenten Hadi – für unbegrenzte Zeit verschoben worden waren, schienen die Saudis dem Erreichen ihres offiziell verkündeten Zieles, die jemenitische Exilregierung wieder an die Macht zu bringen, nicht näher gekommen zu sein und stützten sich weiterhin hauptsächlich auf Luftangriffe, um die Huthis zu schwächen, die mit ihren Verbündeten noch immer die Hauptstadt beherrschten und über militärische Präsenz in anderen wichtigen Städten verfügten, einschließlich des Hafens von Aden.
Am 16. Juli übernahmen Anti-Huthi-Kräfte und Kämpfer des sogenannten Volkswiderstandes mit Unterstützung Saudi-Arabiens und der VAE die Kontrolle über den Hafen von Aden. Am 17. Juli erklärte der Vizepräsident der jemenitischen Exil-Regierung, Khaled Bahah, Aden für „befreit“. Am selben Tag kamen mehrere Minister und Geheimdienstbeamte der Exilregierung in Aden an und verkündeten, Aden werde die militärische Basis für weitere Operationen sein. Darauf reagierten Kräfte der Huthis und Salihs am 19. Juli mit einer neuen Attacke in den Außenbezirken Adens. Am 21. Juli wurden die Kräfte der Huthis erneut aus der Stadt gedrängt.

### Ankündigung der Ziele
Mit der Verkündung über die Beendigung der Operation Decisive Storm durch die saudi-arabisch geführte Militärkoalition kündigte Saudi-Arabien als Führer der Militärallianz gegen die Huthi-Rebellen im Jemen am Abend des 21. April 2015 zugleich den Beginn einer neuen Einsatzphase oder Operation der saudi-arabischen Militärintervention im Jemen an, die mit dem Namen „Restoring Hope“ (oder „Renewal of Hope“, deutsch: „Wiederherstellung der Hoffnung“ oder „Erneuerte Hoffnung“) bezeichnet wurde. Damit beginne die politische Phase der Militärintervention. Evakuierungen sollten abgesichert, weitere Huthi-Vorstöße verhindert und Zivilisten geschützt werden. Der saudi-arabische Militärsprecher, Brigadegeneral Ahmed Asseri, erklärte, die Seeblockade werde aufrechterhalten. Die Rebellen stellten laut Assiri keine Gefahr mehr für die Zivilisten dar, ihre militärischen Ressourcen seien zerstört. Es habe eine Gefährdung für Saudi-Arabien und seine Nachbarstaaten bestanden, die erfolgreich abgewendet worden sei.
Assiri schloss künftige Luftangriffe auf die Rebellen jedoch nicht aus. Er sagte: „Wir sprechen nicht von einer Waffenruhe“. Die Operation Restoring Hope habe eine „militärische Komponente“ und werde die Überwachung der Lage aus der Luft und von See aus einschließen. Die Huthi-Milizen würden angegriffen, „wenn sie versuchten Zivilisten Schaden zuzufügen“. Die Militärallianz konzentriere sich bei der Operation auf Anti-Terror-Maßnahmen, Hilfen und die politische Lösung des Konflikts im Jemen. In der neuen Phase gehe es darum, Evakuierungen abzusichern, weitere Huthi-Vorstöße zu verhindern und Zivilisten zu schützen. Laut dem Fernsehsender al-Arabiya sollte der Schwerpunkt der neuen Operation auf Sicherheit, Terrorbekämpfung und einer politischen Lösung für den Konflikt im Jemen liegen. Was konkret darunter verstanden werden sollte, blieb zunächst offen. Am 27. April 2015 wurden gegen die Huthi-Milizen und mit ihnen verbündete Kräfte gerichtete Luftangriffe auf Sanaa, Saʿda, Taʿizz und Aden gemeldet.

### Ablauf der Militärintervention ab 22. April

#### Zeittafel der Militäreinsätze und Gewaltakte
- Wenige Stunden nach der Ankündigung vom Abend des 21. April 2015, die einen Monat zuvor begonnene Militärintervention mit den vierwöchigen Luftangriffen im Jemen in der Nacht auf den 22. April 2015 zu beenden und nur noch Angriffe zu fliegen, wenn dies „nötig“ sein sollte,[72][73][74] da die Militäroperation jedwede Bedrohung für die Sicherheit Saudi-Arabiens und seiner Nachbarn ausgeschaltet habe,[75] bombardierte die saudisch-geführte Militärkoalition am 22. April 2015 erneut Stellungen der Huthi-Rebellen Taizz[72][73] und Aden.[76][26][39] In Taizz hatte die Schiitenmiliz zuvor nach örtlichen Angaben ein bedeutendes Armeehauptquartier eingenommen, in dem eine Hadi-loyale[Anm. 5] Brigade stationiert war.[72][73] In den Städten Aden, Huta und Daleh kam es zu neuen Gefechten zwischen Einheiten Hadis und Huthi-Rebellen.[73] Insbesondere in Taizz gab es heftige Straßenkämpfe.[76] Insgesamt flogen saudi-arabische Kampfflugzeuge mindestens zwölf Einsätze am 22. April 2015. Ein Sprecher der saudisch-geführten Militärkoalition sagte, die jemenitische Regierung habe um die neuerlichen Angriffe gebeten, nachdem die Rebellen ein wichtiges Armeehauptquartier in Taizz eingenommen hätten.[26]

Am 7. Mai 2015 teilte das auf die Überwachung islamistischer Webseiten spezialisierte US-Unternehmen SITE mit, dass Nasser bin Ali al-Ansi – ein AQAP-Anführer, der im Januar 2015 in einem Internetvideo die Verantwortung für den Anschlag auf die französische Satirezeitung Charlie Hebdo übernommen hatte – und andere islamistische Kämpfer laut einem von der AQAP auf Twitter eingestellten Video offenbar in der Nacht zum 22. April 2015 in Mukalla bei einem US-Drohnenluftangriff getötet worden waren.
- Am 23. April 2015 setzte die von Saudi-Arabien angeführte Militärkoalition ihre Luftangriffe auf die Huthi-Rebellen im Jemen fort und bombardierte nach Angaben von Anwohnern unter anderem Ortschaften nördlich von Aden, nahe der Hauptstadt Sanaa, sowie Panzer.[74][75] Auch Huthi-Stellungen nahe Taizz und in Jarim wurden demnach bombardiert.[75] Die USA beteiligten sich an den nach der Verkündigung des Angriffsstopps fortgeführten Luftangriffen saudi-arabisch angeführten Militärkoalition im Jemen Medienangaben zufolge nicht.[78] Die Luftangriffe der saudisch angeführten Militärkoalition zielten den Rebellen zufolge auf das Regierungsviertel in Aden mit dem von den Rebellen kontrollierten Präsidentenpalast, sowie auf den von Rebellen kontrollierten Luftwaffenstützpunkt Al-Anad nördlich von Aden.[79]
- Am 26. April 2015 weiteten sich die Kämpfe zwischen Huthi-Rebellen und regierungstreuen Truppen im Jemen aus. Beobachter sprachen von den schwersten Kämpfen, seitdem die saudi-arabische Militärallianz Ende März 2015 im Jemen militärisch interveniert hatte. Aus mehreren Städten wie Sanaa, Aden und Taizz sowie den Provinzen Dalea und Saʿda wurden neue Gefechte gemeldet.[50][80] Die saudische Luftwaffe griff nach Augenzeugenberichten erneut auf der Seite sunnitischer Milizen ein, die gegen die Huthis kämpften.[44] Unter anderem griffen Saudi-Arabien und seine Verbündeten auch den Präsidentenpalast in Sanaa an, wobei es sich um die ersten Luftangriffe auf Sanaa handelte, seitdem die Militärallianz mitgeteilt hatte, ihre Angriffe auf die Huthis zu verringern.[81] Zudem attackierten ausländische Kriegsschiffe Augenzeugen zufolge Stellungen der Huthis in Aden,[50][81] wobei es sich um das erste Mal handelte, dass der Handelshafen beschossen wurde.[81] In Aden selbst kam es zu heftigen Auseinandersetzungen zwischen Huthis und Soldaten, wobei Insidern zufolge erstmals auch Panzer und Katjuscha-Raketen eingesetzt wurden,[81] mit denen eine Sunniten-Miliz gegen die Huthis vorgegangen sein soll.[50][80][82]
- Während die saudischen Luftwaffe am 27. April 2015 Stellungen der Huthi-Rebellen in den südjemenitischen Provinzen Schabwa und Dhale bombardierte, drangen die Rebellen Augenzeugenberichten zufolge auf die Provinzhauptstadt Dhale vor, die von Hadi-Anhängern gehalten wurde. Auch gegen Salih-treue Truppen, die an der Seite der Huthis kämpfen, wurden nach Augenzeugenberichten beider Provinzen am 27. April Luftangriffe geführt.[46]
- Am 28. April 2015 bombardierte Saudi-Arabien den Flughafen Sanaa[83] und zerstörte die Landebahn des Flughafens,[84][85] der seit Januar 2015 von Huthi-Rebellen kontrolliert wurde,[85] sowohl von kommerziellen als auch von militärischen Flugzeugen verwendet wurde und bereits zu Beginn der saudisch angeführten Militärintervention Ende März 2015 Ziel der ersten Bombenangriffe gewesen war.[86] Die saudi-arabische Militärkoalition begründete den Angriff am 28. April 2015 offiziell über ihren Sprecher damit, dass sie damit die Landung eines iranischen Flugzeugs – nach anderen Berichten zweier iranischer Flugzeuge – habe verhindern wollen, dessen Pilot – beziehungsweise dessen Piloten – den Luftraum des Jemen verletzt und mehrere Warnungen ignoriert habe – beziehungsweise hätten.[84][85][83][87] In einem anderen Bericht mit der Darstellung des Sprechers der saudisch geführten Militärkoalition, General Ahmed Asseri, vom 28. April 2015 hieß es, das Flugzeug habe die Erlaubnis erhalten, über Saudi-Arabien in den Jemen zu fliegen, dann aber eine nicht autorisierte Flugroute über Oman gewählt.[85][88] Um die Landung zu verhindern, habe die saudisch geführte Militärkoalition laut Asseri die Landebahn zerstören müssen, worauf das Flugzeug in den Iran zurückgekehrt sei.[85][88] Saudi-Arabiens Verteidigungsministerium begründete die Luftangriffe damit, das Flugzeug sei bereits im Landeanflug gewesen und habe im Auftrag des Irans versucht, affen an die Huthi-Milizen zu liefern.[89] Dagegen erklärte ein Offizieller des Flughafens in übereinstimmenden Berichten, es habe kein iranisches Flugzeug in Sanaa landen wollen. Die Landebahn sei durch den Angriff der saudisch geführten Militärkoalition so zerstört worden, dass Flugzeuge mit Hilfsgütern nicht mehr landen könnten.[84][85] Laut einem Middle-East-Eye-Bericht hatte ein „jemenitischer Offizieller“ dem Onlinenachrichtenportal gegenüber erklärt, dass der Luftangriff zwei über Oman nach Jemen fliegende iranische Flugzeuge, die medizinische Hilfsgüter an Bord gehabt und den jemenitischen Luftraum am Morgen erreicht hätten, zum Umkehren gezwungen habe. Der Iran habe die Absicht zu den Flügen zuvor verkündet, Saudi-Arabien dies jedoch als Aggression gewertet.[86] Neben dem Angriff auf den Flughafen in Sanaa führte die saudisch geführte Militärkoalition erneut Luftangriffe in der Provinz Marib und nahe den Städten Taizz und Hodeida durch.[85]
- Die saudi-arabisch angeführte Militärallianz setzte ihre Bombardierungen am 29. April 2015 fort, die Vertretern regierungstreuer Truppen im Süden des Jemen zufolge vor allem den Huthi-Stützpunkten in Aden sowie dem an den internationalen Flughafen grenzenden Viertel Chor Maksar[90][91] und dem Bezirk Dar Saad galten.[91] In Aden als einer der wenigen verbliebenen Hochburgen Hadis[92][91] lieferten sich der Regierung Hadi treue Milizen und Huthi-Rebellen nach Angaben von Einwohnern die heftigsten Kämpfe seit Ende März, mit dem Schwerpunkt der Kämpfe im Viertel Chor Maksar. Demnach setzten die Milizen und Rebellen in der Nacht zum 30. April Panzer ein und beschossen sich mit Mörsergranaten. Den Berichten nach seien Häuser in Brand geschossen worden, Frauen und Kinder in den Flammen umgekommen und viele Zivilisten auf den Straßen durch Heckenschützen oder Panzerbeschuss getötet worden.[91][90]
- Bei saudischen Luftangriffen und Kämpfen zwischen verfeindeten örtlichen Milizen im Jemen am 30. April und 1. Mai wurden zusammen Dutzende Menschen getötet, die meisten von ihnen Zivilisten:[93]

Am 1. Mai 2015 warf Saudi-Arabien den Huthi-Rebellen vor, auf sein Gebiet vorgedrungen zu sein und ein Gefecht provoziert zu haben. Laut dem saudi-arabischen Verteidigungsministerium sollen Huthi-Kämpfer in der Nacht auf den 1. Mai im Gebiet von Nadschran auf saudi-arabisches Territorium vorgestoßen sein, was zu einem Gefecht und dem Eingreifen der saudi-arabischen Luftwaffe geführt habe, bei dem drei saudi-arabische Soldaten und Dutzende Huthis getötet worden seien. Bei vorigen Grenzzwischenfällen seit Beginn der saudi-arabisch geführten Militärintervention waren nach Angaben Saudi-Arabiens elf saudi-arabische Soldaten getötet worden. In westlichen Medien hieß es bei der Wiedergabe der offiziellen saudi-arabischen Angaben über den Grenzzwischenfall aus der Nacht auf den 1. Mai auch, die Huthi-Rebellen hätten „saudische Kontrollposten an der Grenze angegriffen“, sie hätten „erstmals saudiarabisches Territorium angegriffen“, die „saudiarabische Bodentruppen hätten den Angriff auf Beobachtungsposten an der südlichen Grenze nahe der Stadt Nadschran abgewehrt“, und es habe sich um einen „Huthi-Großangriff“ und „die bislang umfangreichste Attacke der Huthi-Rebellen“ gehandelt.
- Am 3. Mai 2015 setzte die von Saudi-Arabien geführte Militärkoalition in Aden Medienangaben zufolge eine Spezialeinheit mit mehreren Dutzend Soldaten ab,[49][98] deren genaue Aufgabe zunächst nicht klar war.[99] Arabische Medien zitierten jemenitische Offiziere, es sei das Ziel der Spezialeinheit, einen geeigneten Ort für die Errichtung einer schwer gesicherten „Grünen Zone“ zu finden, wohin die exilierte Regierung zurückkehren könnte.[100] Nach Angaben von Journalisten in Aden handelte es sich dabei möglicherweise um jemenitische Soldaten, die in Saudi-Arabien ausgebildet worden waren.[98][101] In Aden verteidigten sich lokale sunnitische Milizen gegen das Vordringen der Huthi-Rebellen. Nach Darstellung des von Saudi-Arabien finanzierten TV-Senders al-Arabiya trafen Hadi-loyale[Anm. 5] jemenitische Truppen in Aden ein, deren Aufgabe es sei, „den Kampf der lokalen Milizen zu organisieren“.[98] Die Ankunft des Landungstrupps hatte auch Spekulationen ausgelöst, dass eine saudische Bodenoffensive begonnen hätte.[98][102][101][103] Der Anführer einer der Regierung Hadi treuen jemenitischen Miliz widerrief seine vorige Aussage, nach der er sich bei den gelandeten Kämpfern nicht um Jemeniten gehandelt habe.[104][59]
- Nach UN-Angaben vom 4. Mai 2015 hatten Bombardierungen der saudisch geführten Militärkoalition auf den Internationalen Flughafen in Sanaa und ihre Angriffe auf seine Start- und Landebahnen im Laufe der vorangegangenen Woche die Rollfelder für den Flugverkehr unbrauchbar gemacht.[58] Nach Augenzeugenberichten wurden mehrere Verkehrsflugzeuge und Cargo-Maschinen am Boden zerstört. Wegen der Kämpfe war der Flughafen seit Wochen gesperrt.[105]
- Am 5. Mai 2015 beschossen die Huthi-Rebellen Medienangaben zufolge die saudische Grenzstadt Nadschran mit Granaten.[105][106] Das saudische Militär gab an, auf die „Provokation“ reagiert und mit Kampfhubschraubern Huthi-Stellungen im Nordjemen angegriffen zu haben.[105][107] Der saudische Militärsprecher verkündete, Saudi-Arabien behalte sich weitere Gegenschläge vor.[105] Die saudische Armee stand zu diesem Zeitpunkt bereits seit Wochen an der Grenze zu Jemen in Alarmbereitschaft.[106]

Anfang Mai 2015 eroberten Rebellen Medienangaben zufolge den Bezirk Chor Maksar auf der Landenge in Aden. In einem online ohne Autorenangabe erschienenen Artikel der Nordwest-Zeitung wurde behauptet, dass Rebellen die Häuser nach namentlich bekannten Milizenführern und Hadi-Anhängern durchsucht haben. Ein Sicherheitsbeamter habe anonym von Erschießungen auf der Straße berichtet.
- Am 6. Mai 2015 wurden Kämpfe in ganz Jemen gemeldet, mit nach Angaben der Konfliktparteien mindestens 120 Todesopfern in Aden.[108][109] Die von Saudi-Arabien angeführte Militärkoalition flog demnach weitere Angriffe auf die Rebellen in Aden, aber auch in Ma'rib, Saʿda und Dhamār.[108] Über 30 Luftangriffe führte die saudisch geführte Militärkoalition im Nordjemen durch.[109]

Die Huthi-Rebellen brachten in Aden weitere und strategisch wichtige Bezirke unter ihre Kontrolle und nahmen den Präsidentenpalast ein. Sie eroberten nach Angaben der Militärbehörden nach schweren Kämpfen mit Soldaten, die loyal zu der Exilregierung standen, weite Teile des Bezirks Tawahi, der als einer der letzten Rückzugsorte der Anhänger Hadis galt und wo sich der wichtigste Hafen des Jemen und der Präsidentenpalast befanden.
- Am 7. Mai 2015 bot der saudische Außenminister Adel al-Dschubair nach Gesprächen mit US-Außenminister John Kerry und starkem diplomatischen Druck der USA eine fünftägige „humanitäre Pause“ im Jemen an,[63][64][65][61] während Kerry, dem maßgeblicher Einfluss auf die Entscheidung der Saudis zugeschrieben wurde,[65][52][61][62] die Rebellen aufforderte, das Angebot anzunehmen.[63] Kerry beschrieb das Waffenstillstandsangebot als bedeutende Gelegenheit, die humanitäre Krise zu lindern.[63] Ungeachtet des Angebots einer Feuerpause setzte Saudi-Arabien mit seinen Verbündeten die Luftangriffe im Jemen fort. Am 7. Mai erfolgten nach einer Meldung der amtlichen saudi-arabischen Nachrichtenagentur SPA Angriffe auf Huthi-Ziele in der Provinz Saʿda, wobei nach Angaben von Bewohnern in der Stadt Saʿda auch das Grabmal des Gründers der Schiiten-Miliz, Hussein al-Huthi, beschädigt wurde. Nach Angaben von Anwohnern kam es auch zu heftigem Granatbeschuss entlang der Grenze zu Saudi-Arabien.[110] Der Sprecher der saudisch geführten Militärallianz kündigte den Huthi-Rebellen Vergeltung für mehrere Angriffe auf saudi-arabisches Territorium mit acht Todesopfern an, bei denen am 5. Mai drei und am 6. Mai fünf Menschen durch Geschosse aus dem Jemen getötet worden waren. Der Sprecher sagte, die Miliz werde einen „hohen Preis“ bezahlen müssen, die Sicherheit Saudi-Arabiens habe „für die Koalition oberste Priorität“.[111]
- In der Nacht zum 8. Mai 2015 und an dessen Morgen bombardierte die saudisch geführte Militärallianz nach Angaben von Einwohnern Ziele in Aden.[110] Ebenfalls in der Nacht auf den 8. Mai und in dessen frühen Morgenstunden wurde die Stadt Saʿda nach Angaben jemenitischer Behörden von über 50 Luftangriffen getroffen.[112]

Am 8. Mai 2015 wurde in saudischen Staatsmedien berichtet, dass die saudisch geführte Militärkoalition den Bewohnern in der Nähe der saudischen Grenze gelegenen Stadt Saʿda ein Ultimatum gesetzt habe, das Gebiet bis zum Einbruch der Dunkelheit zu verlassen. Die saudisch geführte Militärkoalition habe die als Hochburg der Huthi-Rebellen geltende Stadt und die gesamte Provinz zum „militärischen Ziel“ erklärt. Der saudische Außenminister, Adel al-Dschubair, bezeichnete die Erklärung der jemenitischen Stadt zum „militärischen Ziel“ als eine Reaktion auf grenzübergreifende Aggression und beschuldigte die Huthis, Zivilisten in Saudi-Arabien angegriffen und getötet zu haben. Die saudische Regierung kündigte eine harte Reaktion an. Einige Stunden darauf und kurz nachdem saudische Flugzeuge über Saʿda Flugblätter mit der Aufforderung an die Bevölkerung abgeworfen hatten, die Gegend bis Sonnenuntergang zu verlassen (wörtlich: „Ab 19 Uhr ist Saʿda legitimes militärisches Ziel“), griff die saudisch geführte Militärallianz staatlichen saudischen Medien zufolge am späten Abend des 8. Mai Huthi-Stellungen in der Provinz Saʿda an, unter denen sich unter anderem drei Hauptquartiere von Rebellenanführer Abdulmalik al-Huthi befunden hätten. Anwohner berichteten von einer Massenflucht.
Einige Stunden nach der Erklärung der Stadt Saʿda zum „militärischen Ziel“ durch die saudisch geführte Militärkoalition verkündeten John Kerry und Adel al-Dschubair unilateral den Beginn der fünftägigen „humanitären Pause“ für den 12. Mai 2015. Kerry deutete an, dass die saudisch geführte Militärkoalition kleinere Offensiven während der Pause gestatten würde. Al-Dschubair erklärte, der Waffenstillstand könne in Abhängigkeit von der Reaktion der Huthi-Rebellen verlängert werden. Er hoffe, „dass die Huthis zu Verstand kommen und der Waffenruhe zustimmen“ und forderte sie auf, die Kämpfe zu beenden. Der Waffenstillstand werde beendet werden, wenn die Huthis oder ihre Verbündeten ihm nicht gerecht würden. Dies sei eine Möglichkeit für die Huthis zu zeigen, dass ihnen ihre Leute und das jemenitische Volk wichtig sind. Zugleich kündigte Saudi-Arabien an, bis zu einem möglichen Beginn einer Waffenruhe im Huthi-Kernland hart zuzuschlagen.
- Nachdem die jemenitische Luftfahrtbehörde am 8. Mai 2015 angekündigt hatte, dass die von etlichen Luftangriffen zerstörte Landebahn des seit Ende April aufgrund der Bombardierung der arabischen Militärkoalition lahmgelegten Flughafens von Sanaa repariert werden soll, um Hilfsflüge zur Versorgung der notleidenden Bevölkerung zu ermöglichen, wurde die Start- und Landebahn am 9. Mai nach Angaben von Augenzeugen erneut bei Luftangriffen unter saudischem Kommando beschossen und von zwei Raketen getroffen.[55]

Nach UN-Angaben des OCHA trafen die Luftangriffe der saudisch geführten Koalition in Saʿda verschiedenen Gebiete, einschließlich des Regierungsgeländes und des al-Majbalah-Marktes. Am 9. Mai 2015 fanden demnach Luftangriffe, Granatfeuer und schwere Zusammenstöße auch in acht anderen Distrikten statt, und die Luftangriffe in den Provinzen Amran und Hajjah wurden fortgesetzt.
- Die saudisch geführte Militärallianz setzte ihre Attacken Augenzeugenberichten am Morgen des 10. Mai 2015 mit Luftangriffen auf die Residenz des ehemaligen Präsidenten Saleh in Sanaa fort. Nach Angaben der jemenitischen Nachrichtenagentur Chabar blieben der Salih und seine Familie dabei unverletzt.[21]

Nach Medienangaben vom 10. Mai 2015 akzeptierte der Sprecher des mit den Huthi-Rebellen verbündeten Flügels des jemenitischen Militärs, Scharaf Lukman, die von Saudi-Arabien vorgeschlagene fünftägige Feuerpause. Die Salih-treuen Soldaten seien mit einem humanitären Waffenstillstand einverstanden, und die Waffenruhe werde die „tyrannische“ Seeblockade gegen den Jemen beenden und Hilfslieferungen ermöglichen. Ein Sprecher der Huthi-Rebellen signalisierte ebenfalls vorsichtige Zustimmung für eine Feuerpause, ohne sich jedoch ausdrücklich auf den saudi-arabischen Vorschlag zu beziehen. Er sagte, die Huthi-Rebellen begrüßten jede Waffenruhe, die den Zugang von Hilfslieferungen für die Bevölkerung ermögliche. Mohamed al-Bukhaiti, ein führender Huthi-Vertreter, erklärte gegenüber BBC, dass die Feuerpause nicht in förmlicher Weise vorgeschlagen worden sei und die Huthis nicht antworten würden, bis ein genauer Plan vorgelegt würde.

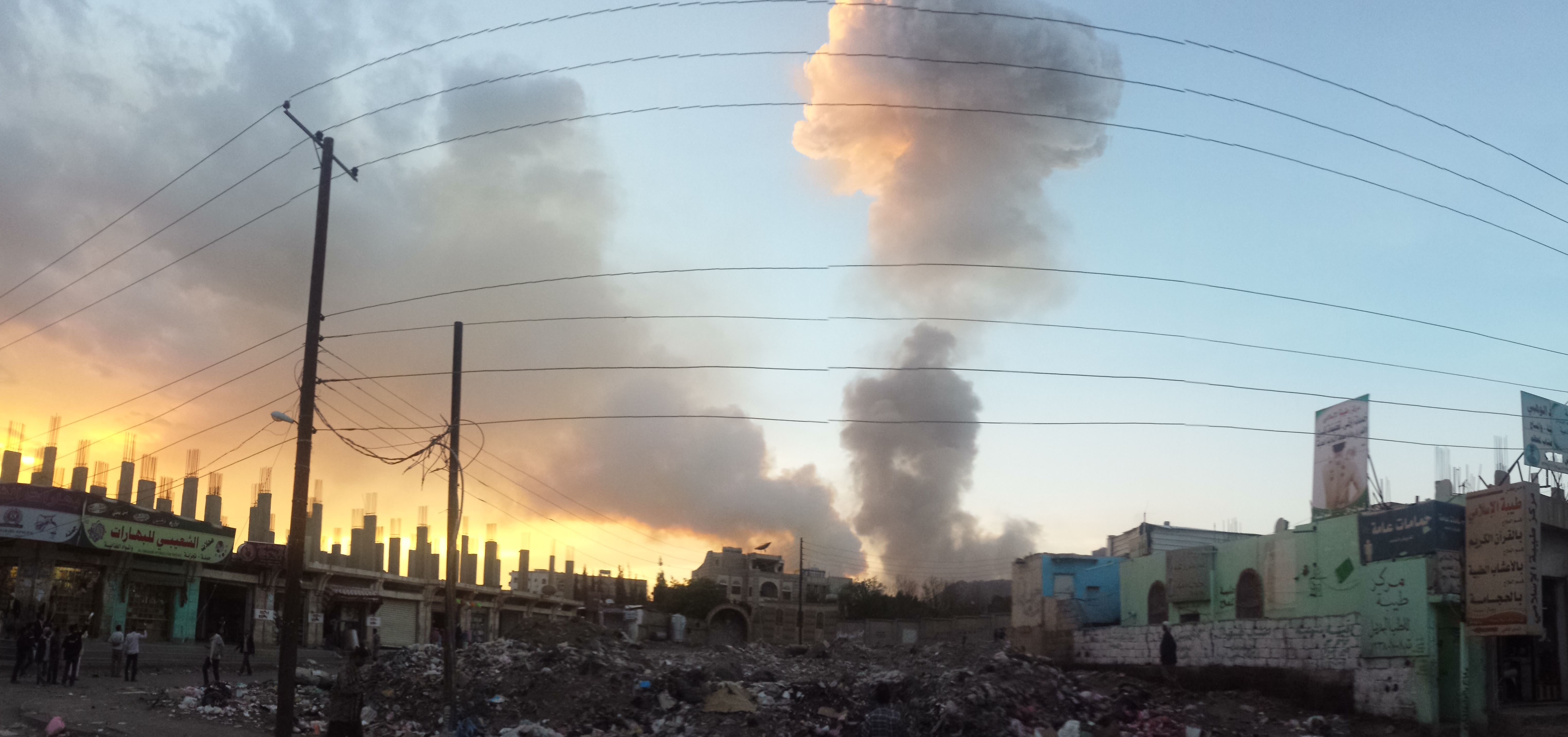
Sanaa, Luftangriff am 11. Mai 2015

- Am 11. Mai 2015, einen Tag vor dem geplanten Beginn der Waffenruhe, lieferten sich saudi-arabische Truppen und Huthi-Rebellen Medienberichten zufolge über die Grenze hinweg heftige Artillerieduelle. Nach eigenen Angaben schossen die Rebellen Raketen und Granaten auf die saudi-arabischen Städte Jisan und Nadschran. Zuvor soll Saudi-Arabien nach Angabe der Rebellen mehr als 150 Raketen auf die jemenitischen Provinzen Saʿda und Haddscha geschossen haben. Außerdem hätten nach Angaben der Rebellen saudi-arabische Kampfflugzeuge Stellungen der Huthi in der Stadt Taizz und in der Ölprovinz Marib angegriffen.[67][66] Zudem schossen die Huthi-Rebellen nach eigenen Angaben in der Provinz Saʿda einen F-16-Kampfjet der von Saudi-Arabien angeführten Militärkoalition ab, der kurz zuvor von dem zur arabischen Militärkoalition gehörende Marokko als vermisst gemeldet worden war.[66] Medienberichten zufolge verlegte Saudi-Arabien Panzer an die Grenze zum Jemen.[67]

Bei Luftangriffen der arabischen Militärkoalition am 11. Mai 2015 wurde auch ein Waffen- und Munitionsdepot nahe Sanaa getroffen. Nach Angaben von Augenzeugen galten die beiden Angriffe einem Depot der Huthi-Rebellen auf dem Hügel Nogom im Osten der Stadt, wo Rauchsäulen aufstiegen.
- Am 12. Mai 2015 bombardierte die saudische Luftwaffe Medienberichten zufolge „praktisch zur letzten Minute vor Beginn der Waffenruhe“ um 22 Uhr MESZ Ziele in Sanaa.[118][119] Nach Angaben aus Sicherheitskreisen galten die Luftangriffe Waffenlagern und anderen Militäreinrichtungen nördlich und südlich von Sanaa, unter anderem dem internationalen Flughafen.[119] Nach Berichten von Anwohnern galten die schweren Luftangriffe im Stadtteil Dschabal Nukum einem Waffenlager der Huthi-Rebellen. Nach einer zunächst nicht von unabhängiger Seite überprüften Darstellung der von den Huthis kontrollierten Nachrichtenagentur Saba sollen dabei 90 Menschen getötet und 300 verletzt worden sein.[118] In der Stadt Taizz sollen nach Angaben aus Sicherheitskreisen schwere Kämpfe zwischen Rebellen und Hadi-treuen Truppen stattgefunden haben. Die Luftangriffe endeten kurz nach dem Abflug des neuen UN-Sondergesandten für den Jemen, Ismail Ould Scheich Ahmed, nach Sanaa, der nach Medienangaben dort mit Vertretern der Konfliktparteien einschließlich der Huthi-Rebellen zusammentreffen wollte.[119]
- Nach ersten Berichten aus dem Jemen schienen sich die Konfliktparteien am 13. Mai 2015 zunächst weitgehend an die vereinbarte Waffenruhe zu halten.[118][120]
- Vor allem im Süden des Jemen kam es über mehrere Tage zu schweren Gefechten mit Dutzenden Toten. Dabei erlitt die Huthi-Miliz erstmals seit den zweimonatigen Kämpfen eine militärische Niederlage.[121][122] Medienberichten zufolge gelang es sunnitischen Milizen oder Stammeskämpfern laut Berichten von Anwohnern und Gegnern der Huthis vom 25. Mai 2015 nach den zweimonatigen Gefechten, in denen große Teile Dhaleas zerstört wurden, einen wichtigen Militärstützpunkt im Distrikt al-Dhalea einzunehmen und die Rebellen weitgehend aus Dhalea zu vertreiben.[123][121][122] Rund 40 Huthis seien getötet worden. Dennoch schienen die Rebellen die Übermacht zu haben.[123][121] Nach Angaben von Reuters soll es sich bei den Milizen um eine lose verbundene Gruppe von Kämpfern gehandelt haben, die sich selbst Southern Resistance nennen.[122] In der Stadt Taizz schlugen die Rebellen die Attacken zurück. Saudi-Arabien und seine Verbündeten flogen weiter schwere Luftangriffe gegen die Rebellen-Miliz, bei denen auch ein Haus von Ahmed Salih, dem Sohn des ehemaligen Präsidenten Ali Abdullah Salih, getroffen wurde.[121]
- Am 27. Mai 2015 nahmen arabische Kampfflugzeuge und Kriegsschiffe den größten Militärhafen des Jemen in Hodaida unter Dauerbeschuss. Bei dem Angriff wurden die Hafenanlagen der Stadt, die wie das dortige Militär mit den Huthi-Rebellen verbündet war, laut einem Behördenvertreter schwer beschädigt und zwei Kriegsschiffe teilweise zerstört.[124][125][126][127] Es handelte sich Medienangaben zufolge um den schwersten Angriff auf die jemenitische Marine, seit Saudi-Arabien seine Militäroffensive im Jemen Ende März 2015 begonnen hatte.[126][127]
- Am 29. Mai 2015 brachen nach Medienangaben heftige Kämpfe in der Nähe des Flughafens von Aden aus, als lokale Milizen Huthi-Rebellen angriffen und saudisch geführte Kräfte Luftangriffe auf einen Militärstützpunkt in der Nähe des Flughafens ausführten. Der Flughafen von Aden, dem wirtschaftlichen Zentrum des Jemen, war seit Beginn der Kämpfe im Jemen geschlossen worden, doch bot der Hafen in Aden sporadische Zugangsmöglichkeit für dringend benötigte humanitäre Hilfe aus dem Ausland. Huthis und Salih-loyale Kräfte waren in Aden in den Bezirken Khor Maksar, Crater und Moalla konzentriert.[122]
- In der Nacht zum 6. Juni 2015 gab es heftige Gefechte entlang der saudi-arabischen Grenze. Im Sender Al-Arabija war vom „schwersten Angriff“ die Rede, den die Huthis und die mit ihr verbündete Republikanische Garde bis zu diesem Zeitpunkt durchgeführt hätten.[128]
- Am 6. Juni 2015 schossen die Rebellen erstmals eine Scud-Rakete auf Saudi-Arabien ab. Ziel der ballistischen Rakete, die vom saudi-arabischen Militär mit zwei Patriot-Raketen abgefangen wurde, war die Stadt Chamis Al-Muschait mit dem größten Luftwaffenstützpunkt im Süden Saudi-Arabiens. Der Beschuss wurde als Beleg angesehen, dass die Huthi-Rebellen ungeachtet der Luftangriffe weiterhin über schwere Waffen verfügten.[128]
- Am 7. Juni 2015 wurde nach Angaben der von Rebellen kontrollierten Nachrichtenagentur Saba bei einem Luftangriff der saudisch geführten Militärallianz gegen einen Stützpunkt der jemenitischen Armee vor allem das Gebäude unter Beschuss genommen, in dem sich das Oberkommando befand.[128]
- Am 8. Juni 2015 versuchten die Rebellen in Aden bereits seit fünf Tagen, Zugang zu Buraiqa zu erhalten, einem strategischen Bereich der Stadt mit einer Erdölraffinerie und einem Hafen.[129]
- Seit dem 13. Juni 2015 verbreitete die AQAP im Internet ein Video-Statement von Khaled Batarfi, das den Tod von Nasser al-Wuhayshi, dem Chef der AQAP, bei einem US-Angriff verkündete. Unbestätigten Medienangaben zufolge war Wuhayshi einen Tag zuvor von einer US-amerikanischen Flugdrohne getroffen worden. Innerhalb weniger Monate hatten die USA damit vier prominente Vertreter der AQAP getötet.[130]
- Am 14. Juni 2015, kurz vor den für den 15. Juni angesetzten Friedensverhandlungen in Genf, gelang es den Huthi-Rebellen nach Angaben von Einwohnern, die nahe der Grenze zu Saudi-Arabien gelegene, als wichtige Provinzhauptstadt geltende Stadt al-Hasm (Provinz Dschauf) einzunehmen.[131]
- Truppen aus Saudi-Arabien und den VAE, deren Zahl in den Medien auf bis zu 3500 geschätzt wird, befanden sich nach Medienangaben von August 2015 seit Anfang Juli 2015 in Aden und Umgebung und bereiteten angeblich einen Vorstoß nach Norden vor. Die Saudis brachten in der Folge Truppen und Kriegsgerät über ihre Südgrenze, um den Anti-Huthi-Kämpfern in Marib Verstärkung zu bringen.[132]
- In der Nacht vom 5. auf den 6. Juli 2015 – während der UN-Sondergesandte Ahmed an einem anderen Ort der Hauptstadt Vertreter der Partei zu Gesprächen über eine Waffenruhe traf – griff die saudisch geführte Militärkoalition Ziele in Sanaa an und bombardiert dort das Hauptquartier des Allgemeinen Volkskongresses, wobei nach Angaben der Partei mehrere Angestellte und Wachleute getötet worden seien.[133]
- Am 8. Juli 2015 griffen Kampfflugzeuge der von Saudi-Arabien angeführten Militärkoalition nach Angaben aus Armeekreisen nahe der Grenze zu Saudi-Arabien ein, als „dutzende Soldaten übergelaufen“ seien und den Huthi-Rebellen ihre Unterstützung zugesagt hätten.[134] Westliche Medienberichte sprachen „Meuterei“[134] oder Desertation[135]. Anschließend hatte es nach Angaben aus Armeekreisen Kämpfe mit regierungstreuen[Anm. 5] Soldaten gegeben. Gepanzerte Fahrzeuge und Truppentransporter seien bei den Luftangriffen und den Kämpfen zerstört oder beschädigt worden, bevor die Situation unter Kontrolle gebracht worden sei. In der südjemenitischen Hafenstadt Aden gab es nach Angaben von Einwohnern heftige Kämpfe zwischen Rebellen und regierungstreuen[Anm. 5] Truppen. Nach Angaben der von den Rebellen kontrollierten Nachrichtenagentur sabanews.net kam es zudem zu einem Gefängnisausbruch in der Gegend des Gefängnisses der Provinz Mahawit, bei dem rund 40 Häftlinge entkommen seien, nachdem Kampfjets der saudisch geführten Militärkoalition die Gegend unter Beschuss genommen hätten.[134]
- Die für Mitte Juli 2015 bis zum Ende des Fastenmonats Ramadan vereinbarte Feuerpause wurde praktisch fast nicht eingehalten. Am 14. Juli 2015 verloren die Huthi-Rebellen Medienberichten zufolge mit Unterstützung von Kampfflugzeugen und Schiffen der von Saudi-Arabien geführten Militärkoalition die Kontrolle über den internationalen Flughafen von Aden und Teile des Stadtviertels Chor Maksar an regierungstreue[Anm. 5] Milizionäre.[1][2] Örtliche Journalisten und die Zeitung Aden al-Ghad berichteten, Milizen des „Südlichen Widerstandes“ hätten den Airport in der umkämpften Hafenstadt mit Hilfe von saudischen Luftangriffen eingenommen und die Huthis auch weitgehend aus einem benachbarten Stadtteil gedrängt. Der Verlust des Flughafens bedeutete für die Rebellen die schwerste Niederlage in dem Krieg seit Monaten.[2] Am Morgen des 15. Juli drangen Kämpfer des sogenannten Volkswiderstands Medienberichten zufolge im bis dahin von den Rebellen gehaltenen Stadtteil Crater vor, wo sich der Präsidentenpalast von Aden befindet. Im Viertel Mualla übernahmen sie nach Angaben des Volkswiderstands die Kontrolle des Gouverneurssitzes.[1][3] Nach der Rückeroberung des Hafens und des Flughafens von Aden kehrten – erstmals seit einem Vierteljahr – nach Angabe der Exilregierung Hadi mehrere ihrer Minister nach Aden zurück. Ein Vertreter der jemenitischen Exil-Regierung sagte am 16. Juli, Interimspräsident Hadi habe die Delegation entsandt.[3] Vor dem Ramadan-Ende meldete die jemenitische Exil-Regierung Hadi den Durchbruch der Militärkampagne, während der einige Tage zuvor verkündete Waffenstillstand keine Erwähnung mehr fand. Die tatsächliche militärische Lage war schwer einzuschätzen. Es kam zu verschiedenen nicht verifizierbaren Nachrichten. So meldete das Wall Street Journal am 17. Juli, dass in Aden Soldaten aus den VAE gegen die Huthis mitgekämpft hätten. Zudem hieß es, auch Kämpfer der AQAP seien an den Kämpfen beteiligt gewesen, wonach die AQAP den Sieg mitgefeiert hätte, bei dem die Leichen von Huthis zur Schau gestellt wurden.[136] Den täglichen Berichten des neokonservativen American Enterprise Institute (AEI) zufolge war an der Offensive gegen Aden eine in Saudi-Arabien neu aufgestellte jemenitische Einheit mit 300 Mann beteiligt.[137][138][139] Die VAE sollen für die Operation gepanzerte Mannschaftswagen zur Verfügung gestellt haben, deren Zahl von Beobachtern zwischen 40 und 100 angegeben wird. Die Angreifer sollen mit Hilfe saudischer Kriegsschiffe von See her gekommen sein.[137] Faktisch fiel Aden an den Südlichen Widerstand, da die Hadi gegenüber loyalen militärischen Kräfte und die Milizen des Südlichen Widerstands trotz der pragmatischen Kooperation bei der Rückeroberung von Aden politisch nicht verbunden waren und Hadi zwar der international anerkannte Präsident des Jemen, der Südliche Widerstand jedoch die stärkste physische Macht vor Ort war.[140]
- In der Nacht vom 17. auf den 18. Juli 2015 nahmen nach Angaben von Einwohnern und Funktionären der Exilregierung lokale Kämpfer und Armeekräfte im Jemen zwei von Huthi-Kräften verteidigte Armeestützpunkte ein: von den Saudis unterstützte jemenitische Kräfte eroberten mit Luftunterstützung den Armeestützpunkt Labuza in der Provinz Lahidsch und das Hauptquartier der 117ten Panzerdivision in der Provinz Schabwa.[141][142] Vertreter der Anti-Huthi-Kräfte gaben an, die Offensive sei über Wochen geplant gewesen und habe von Ausbildung und Waffenlieferungen Saudi-Arabiens und der UAE profitiert. Per Dekret benannte Exil-Präsident Hadi am 18. Juli die Hauptdurchgangsstraße in Aden als Geste des Dankes nach dem saudi-arabischen König Salman. Der Islamische Staat im Jemen veröffentlichte am 18. Juli eine Stellungnahme und mehrere Fotos online und gab erstmals an, an den Auseinandersetzungen in Aden teilgenommen zu haben. Die Huthis gaben an, ihre Militärkampagne in Aden ziele darauf ab, islamistische Hardlinermilizen und eine korrupte Regierung zu entfernen.[141]
- Ungeachtet der Versicherungen der jemenitischen Exil-Regierung vom 17. Juli 2015, Aden wieder unter Kontrolle zu haben, hielten die Kämpfe dort an. Die Huthi-Rebellen kontrollierten weiterhin einige Stadtteile.[143][144] Augenzeugen in der Stadt Aden hatten bereits kurz nach der Verkündung der „Befreiung“ Adens durch die jemenitische Exil-Regierung von weiterem Anhalten der Kämpfe und der fortdauernden Kontrolle von Teilen der Stadt durch die Huthi-Rebellen berichtet.[145][139] In der Nacht zum 19. Juli erzielten die Kämpfer des Volkswiderstands und ihre Verbündeten nach Angaben des Militärs im Bezirk Tawahi Erfolge, der wie der Präsidentensitz noch immer zu großen Teilen von den Huthi-Rebellen kontrolliert wurde. Nach den Angaben des Militärs hätten sich die „regierungstreuen Truppen“[Anm. 5] auch dem Hauptquartier der vierten Militärdivision genähert. Sie wurden durch Luftangriffe der von Saudi-Arabien angeführten Militärkoalition auf Stellungen der Rebellen in Tawahi unterstützt.[145]
- Am 20. Juli 2015 kam es zu mehreren Attacken des IS in Sanaa. Dabei detonierte eine Autobombe vor einer schiitischen und von Huthis besuchten Moschee und tötete mindestens 5 Menschen. Eine weitere Autobombe detonierte in einer Polizeistation und tötete 5 Menschen.[69]
- Am 21. Juli 2015 wurden die Kräfte der Huthis erneut aus Aden gedrängt.[69]
- In Taizz hielten die Kämpfe über den Ramadan hin an.[69]
- Am 22. Juli 2015 nahmen Medienberichten nahmen Pro-Regierungskräfte den Präsidentenpalast in Aden wieder ein und ein saudisches Militärflugzeug landete auf dem wieder eröffneten Flughafen von Aden.[146]
- Mitte August 2015 zogen sich die Huthi Medienangaben zufolge aus Atak zurück und gaben ihre letzten Positionen in Südjemen auf. Der Abzug der Huthis sei nach einer Vereinbarung mit einem lokalen Separatistenführer erfolgt, der den Huthi freies Geleit gewährte. In Jemen sei damit ein territoriales Gleichgewicht entstanden: Die Huthi und die mit ihnen weiterhin verbündeten Anhänger von Salih beherrschten den Norden des Jemen, während der Süden von verschiedenen Anti-Huthi-Gruppen kontrolliert werde, die mit der von Saudi-Arabien angeführten Militärallianz verbündet seien. Der Abzug der Huthi aus dem Süden erlaubte es ihnen Medienangaben zufolge, ihre Truppen an der alten Grenze zwischen Nord- und Südjemen zusammenzuziehen. In einigen Gefechten entlang dieser Linie brachten sie ihren Gegnern empfindliche Niederlagen bei.[132]

Die saudischen Luftangriffe in Jemen wurden fortgesetzt.
- Nach dem Rückzug der Huthis aus Aden auf Druck sogenannter „regierungstreuer Kräfte“ und der „Rückeroberung der Stadt durch die Regierung“ weitete die AQAP ihre Präsenz in Aden aus und militante islamistische Gruppen übernahmen am 22. August 2015 die Kontrolle von Teilen Adens, einschließlich des Haupthafens und mehrerer Regierungsgebäude.[147][148] Die AQAP brachte wichtige Teile der Adens unter ihre Kontrolle.[149] Hohe Sicherheitsbeamte teilten am 22. August mit, al-Qaida-Kämpfer hätten das Viertel Tauahi, zu dem auch der Präsidentenpalast und der Hafen gehören, besetzt und patrouillierten auf den Straßen.[149][148] Zuvor hatte es mehrere Sprengstoffangriffe in Aden und Hadramaut auf Regierungsgebäude gegeben.[147] In Aden wurde das vierstöckige Hauptquartier-Gebäude der Geheimpolizei Augenberichten zufolge bei einem Bombenanschlag völlig zerstört. Ein Behördenvertreter machte die AQAP verantwortlich, die Anfang August 2015 das Hauptquartier besetzt und Unterlagen der Polizei zerstört hatte.[148] Zudem brachen nach dem Rückzug der Huthi-Rebellen aus dem Süden nördlich von Aden Kämpfe zwischen Milizen und Kämpfern des Südlichen Widerstands (Hirak) in Konkurrenz um die Kontrolle aus.[147] Nach späteren Medienangaben dauerte Besetzung des zentralen Quartiers Tawahi in Aden durch al-Qaida-Kämpfer mehrere Stunden.[150]
- Am 26. August 2015 meldeten Medien, saudische Bodentruppen seien erstmals seit Beginn der Militärintervention über die Grenze in den Jemen eingedrungen. Der arabische Nachrichtensender Al-Arabija berichtete, die saudischen Soldaten seien einige Kilometer in die Provinz Saada vorgerückt, um Huthi-Rebellen davon abzuhalten, Saudi-Arabien über die Grenze hinweg zu beschießen.[151] Die saudisch geführte Militärkoalition führte am 26. August Medienangaben zufolge die schwersten Luftangriffe seit Wochen auf Ziele in Sanaa und den Bergen durch, in denen sich zahlreiche Militäreinrichtungen befanden. Zuvor hatten die Huthi-Rebellen von Sanaa aus eine Scud-Rakete auf ein Kraftwerk nahe der Stadt Dschāzān abgefeuert. Zuvor waren Huthis bereits auf saudisches Territorium vorgestoßen, wobei mehrere saudische Panzer zerstört und einen General getötet worden waren.[152]
- Die von Saudi-Arabien angeführte Militärkoalition positionierte nach ihrem Sieg gegen die Huthi-Rebellen in Aden ihre Truppen, um gegen das weiterhin von den Huthi-Rebellen kontrollierte Sanaa zu marschieren. Bei Taizz versuchten die Saudi den Riegel zu brechen, den die Huthi-Rebellen und Salih-treuen Truppen um die seit Wochen erbittert umkämpfte Stadt gelegt hatten. Saudische Militärflugzeuge bombardierten Huthi-Stellungen und trafen dabei regelmäßig zivile Ziele. Obwohl die Anti-Huthi-Koalition beträchtliche Truppen zur Unterstützung der lokalen Milizionäre nach Taizz gebracht hatte, hielten die Rebellen die Stellung und versperrten damit den Weg nach Sanaa.[150]

Währenddessen geriet der den Rebellen abgerungene Süden des Landes zunehmend außer Kontrolle. Verschiedene Milizen, unter ihnen Verbände, die von al-Qaida kontrolliert wurden, waren im Südjemen aktiv. In Aden machte sich nach der Vertreibung der Huthi-Rebellen Unsicherheit breit. Der Abzug regulärer Truppen der saudisch angeführten Militärkoalition, zu der neben Jemeniten auch Soldaten aus den VAE und Saudi-Arabien gehörten, lieferte Aden den lokalen Milizionären aus, die im Wesentlichen drei Gruppen angehörten: den südjemenitischen Separatisten, der Islah-Partei – welche von den Muslimbrüdern und Salafisten gesteuert wird – sowie der AQAP. Seit Wochen wurde in sozialen Netzwerken über Schießereien mit oft unklarer Beteiligung berichtet.

#### Todesopfer
Am 30. April 2015 gab UN-Generalsekretär Ban Ki-moon an, in den vorangegangenen sechs Wochen seien über 1.200 Menschen getötet worden.
Bei Luftangriffen und Kämpfen im Süden des Jemen wurden während der ersten zwei Tage der Operation Restoring Hope mindestens 92 Menschen getötet. Darunter befanden sich nach Angaben aus Rebellenkreisen 46 Rebellen, die bei Luftangriffen der von Saudi-Arabien geführten Militärkoalition sowie bei Kämpfen mit Hadi-Anhängern getötet worden, zudem nach Angaben eines Arztes in Aden acht Hadi-Anhänger, und schließlich nach Angaben von Vertretern der Regierung Hadi 38 Menschen, die bei Kämpfen in den südlichen Städten Daleh und Loder getötet wurden. Meldungen vom 26. April 2015 zufolge kamen laut Angaben von Soldaten der Regierung Hadi bei Kämpfen in der Provinz Dalea mindestens 25 Huthi-Anhänger und sechs Angehörige der Hadi-treuen Streitkräfte ums Leben.
Der UNHCHR-Sprecher, Rupert Colville, betonte am 24. April 2015, dass nach dem offiziell von der saudisch angeführten Militärkoalition verkündeten Ende Operation Decisive Storm am 22. April allein bei einem Luftangriff auf eine Brücke 40 Zivilisten, darunter sieben Kinder, getötet wurden. Von den nach UN-Angaben bis Anfang Mai 2015 mehr als 1000 Todesopfern der Kämpfe und Bombardierungen im Jemen waren etwa die Hälfte Zivilisten.
Die von Saudi-Arabien geführte Militärallianz bombardierte in der Nacht zum 1. Mai ein Wohnviertel in Sanaa, wobei nach Berichten von Krankenhausärzten mindestens 20 Bewohner, nach Angaben von Behörden und Augenzeugen mindestens 14 Zivilisten starben und laut Augenzeugenangaben mehrere Häuser von den Bomben in Trümmer gelegt wurden. Nach anderen Berichten sollen bei dem Luftangriff im Sawaan-Bezirk von Sanaa am 30. April 2015 26 Zivilisten getötet worden sein. In Aden lieferten sich Huthis und regierungstreue Milizen schwere Kämpfe, bei denen laut Augenzeugenberichten mindestens 21 Menschen getötet wurden, unter ihnen 13 Zivilisten.
Nach OHCHR-Angaben vom 5. Mai 2015 waren in den vorangegangenen Tagen Wohnhäuser durch Luftangriffe zerstört worden, die Berichten zufolge Personen gehörten, die den Huthis angehörten. Am 1. Mai wurden in Folge eines Luftangriffs, der Berichten zufolge auf das Haus eines Huthi-Führers in Sa’wan in der Provinz Sanaa erfolgte, mindestens 17 Zivilisten getötet, darunter vier Kinder und neun Frauen, sowie Dutzende weitere Zivilisten verletzt. In Aden waren mindestens 22 Zivilisten bei zwei weiteren Vorfällen getötet worden. Weitere Luftangriffe trafen ein 40 Kilometer nördlich von Taizz gelegenes militärisches Feldlazarett mit einer aufgrund der Zugangsbeschränkungen nicht unabhängig bestätigten Anzahl von Toten.
Nach Angaben des UN-Büros des Hohen Kommissars für Menschenrechte (OHCHR) vom 5. Mai 2015 waren infolge des Konflikts im Jemen im Zeitraum vom Beginn der arabisch geführten Luftangriffe 26. März bis zum 3. Mai 2015 mindestens 646 Zivilisten getötet worden, darunter 50 Frauen und 131 Kinder. Zudem hatten demnach mehr als 1364 Zivilisten Verletzungen erlitten. Zudem kam es nach den OHCHR-Angaben zu einer starken Zerstörung der zivilen Infrastruktur in vielen Landstrichen, einschließlich Häusern.
Am 6. Mai 2015 meldeten die Konfliktparteien über 120 Todesopfer in Aden, darunter hauptsächlich Zivilisten. Dutzende der Zivilisten waren getötet worden, als bei Kämpfen zwischen Huthi-Rebellen und lokalen Unterstützern Hadis im Hafen von Aden ein Boot von einer Granate getroffen worden war, auf dem sich etwa 50 Menschen befanden, die die Kampfzone auf dem Seeweg hatten verlassen wollen. Ein Beamter des Gesundheitsministeriums machte die Rebellen für den Beschuss verantwortlich. In der Nacht auf den 6. Mai 2015 waren in anderen Stadtteil von Aden nach Angaben von Anwohnern und Rettungskräften etwa 30 Huthi-Rebellen und zehn lokale Unterstützer des Präsidenten bei Gefechten getötet worden. Nach Angaben eines Vertreters der Gesundheitsbehörde von Aden vom 6. Mai 2015 waren 32 Tote und 67 Verletzte in die Krankenhäuser Adens eingeliefert worden. Bis zum 6. Mai 2015 waren nach UN-Angaben 1.527 Menschen infolge des Konflikts gestorben und 6.266 Verletzte registriert. Mindestens 646 Zivilisten hatten bis zu diesem Zeitpunkt ihr Leben verloren.
Nachdem nach saudischen Medienberichten vom 6. Mai 2015 und amtlichen saudischen Angaben vier Saudis an der Grenze zu Jemen in Nadschran durch Raketen- und Mörserbeschuss der Huthi-Rebellen getötet worden waren, reagierte das saudische Militär am folgenden Tag mit neuen Bombardements auf Ziele in der Provinz Saʿda, dem Kernland der Huthis, bei denen nach örtlichen Angaben mindestens 34 Zivilisten starben, darunter 27 Angehörige einer einzigen Familie.
Mit Stand vom 6. Mai 2015 waren nach UN-Angaben 1.527 Menschen infolge des Konflikts umgekommen und 6.266 verletzt worden. Mindestens 646 Zivilisten hatten ihr Leben verloren. Der UN-Koordinator für humanitäre Angelegenheiten im Jemen, Johannes Van der Klaauw, gab am 7. Mai in einer Stellungnahme an, dass in den sechs Wochen seit der Eskalation des Konflikts im Jemen über 1400 Menschen getötet und fast 6000 durch Luftangriffe und Bodenkämpfe verletzt worden seien, darunter viele Zivilisten.
Die Zeit vom 4. bis zum 10. Mai 2015 stellte sich nach Auswertungen der UN als die seit dem Beginn der Kämpfe im Jemen am 26. März bis zu diesem Zeitpunkt tödlichste Phase heraus, mit mindestens 182 getöteten Zivilisten, von denen die Hälfte Kinder und Frauen waren. Etwa die Hälfte der Todesopfer in dieser Phase waren den UN-Angaben zufolge als Opfer von Luftangriffen – besonders in der Provinz Sa'ada – gemeldet worden. Andere Zivilisten waren durch Granatbeschuss und während Kämpfen zwischen den zwei beiden Seiten in mindestens fünf Provinzen (Taʿizz, Abyan, Dāliʿ und ʿAdan) oder durch Heckenschützen getötet worden.

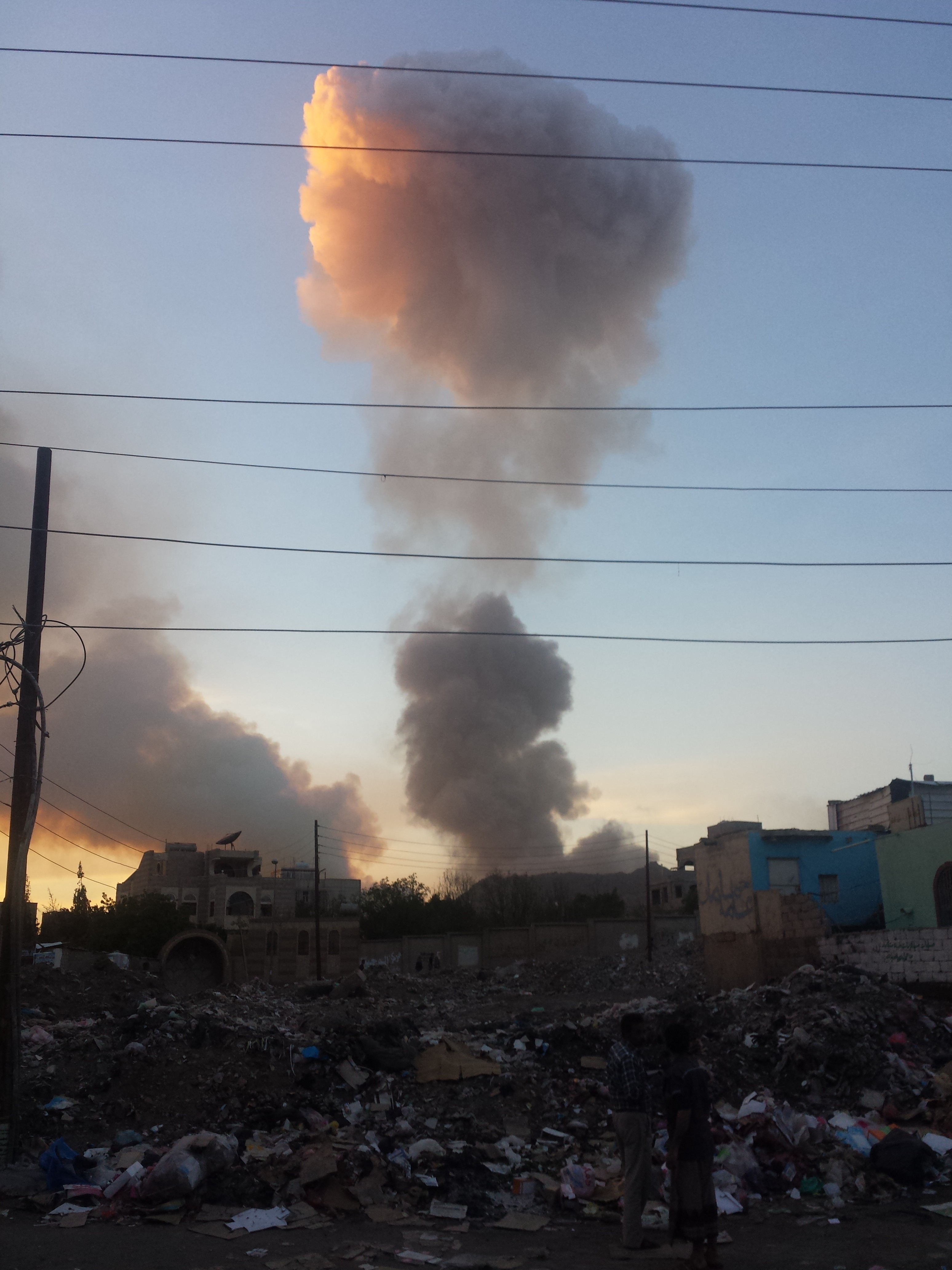
Sanaa, Luftangriff am 11. Mai 2015

Die Anzahl der Opfer bei Luftangriffen der arabischen Militärkoalition vom 11. Mai 2015 auf ein Waffen- und Munitionsdepot nahe Sanaa wurde nach ersten Medienberichten auf mindestens fünf Tote beziffert.
Am 13. Mai 2015 berichtete Human Rights Watch, dass Pro-Huthi-Kräfte seit dem 5. Mai 2015 offenbar wahllos dutzende Artillerieraketen aus Nordjemen in den südlichen Teil Saudi-Arabiens geschossen hatten, wobei nach Angaben saudischer Regierungsquellen mindestens 12 Zivilisten getötet und über ein Dutzend weitere verletzt worden seien.
Trotz der fünftägigen Waffenruhe im Mai stieg die Anzahl der Todesopfer im Jemen weiter an, wobei Zivilisten überproportional von den Kämpfen betroffen waren. Nach Angaben der International Organization for Migration (IOM) waren über 2.000 Menschen im Jemen getötet worden, von denen es sich laut dem OHCHR bei etwa der Hälfte um Zivilisten handelte.
Am 21. Mai 2015 wurden die zwei Reporter Abdallah Qabel (Yemen Youth TV und Belqees TV) und Youssef Al-Aizari (Suhail TV) Berichten zufolge bei der Zerstörung des seismologischen Zentrums in Jabal Hiran durch einen Luftangriff der saudisch geführten Militärkoalition getötet. Die beiden Reporter waren am 20. Mai entführt worden, als sie über ein Treffen berichten wollten, das von gegen die Huthi-Rebellen gerichteten Stammesmitgliedern im Al-Hadi-Bezirk in Dhamār gehalten wurde. Die Familien der beiden Journalisten hatten am 21. Mai internationale Menschenrechtsorganisationen und Nachrichtensender über die Entführung alarmiert und um Hilfe für ihre frühzeitige Entlassung gebeten. Laut der Familien hatten Huthi-Rebellen die beiden Journalisten zusammen mit dem Aktivisten Hussein Al-Ayssi an einem Militärcheckpoint abgefangen, sie durchsucht und ihre Ausrüstung konfisziert. Reporter ohne Grenzen machte die Huthi-Rebellen für den Tod der beiden Journalisten bei dem Luftangriff der saudisch-geführten Militärkoalition verantwortlich und sprach von Geiselnahme.
Ende Mai 2015 kam es zu den bis dahin tödlichsten Tagen der zweimonatigen Kämpfe, als saudisch geführte Luftangriffe allein am 27. Mai über 80 Menschen töteten, von denen die Hälfte Zivilisten waren. Am 27. Mai 2015 wurden bei Luftangriffen der saudi-arabischen Allianz im Grenzgebiet zu Saudi-Arabien und in einem dicht besiedelten in der Stadt Sanaa fast 80 Menschen getötet, viele von ihnen Zivilisten. Erste Berichte legten nahe, dass dabei mindestens 40 Zivilisten im Bakeel-al-Meer-Gebiet in der Provinz Haddscha getötet wurden und weitere 40 Menschen im Sabaa-Gebiet von Sanaa.
Am 7. Juni 2015 wurde nach Angaben der Huthi-Rebellen bei einem Luftangriff der von Saudi-Arabien angeführten Militärallianz in Sanaa 44 Menschen getötet und mehr als 100 verletzt worden, darunter viele Zivilisten.
Am 8. Juni 2015 meldeten Meiden, dass nach Angaben des Pro-Hadi-Militärsprechers Ali al-Ahmedi in Aden eine Frau und drei ihrer Kinder durch eine von den Rebellen abgefeuerte Katjuscha-Rakete in ihrem Haus getötet worden seien. Nach Angaben von Gesundheitsbehörden wurden neun Menschen, darunter drei Zivilisten, innerhalb von 24 Stunden bei Kämpfen in Aden getötet und 53 verletzt.
Nach Angaben von Zeugen und Behörden wurden am 11. Juni 2015 mindestens 20 Zivilisten durch einen Luftangriff der saudisch geführten Militärkoalition getötet, der einen öffentlichen Bus auf einer Autobahn südlich von Aden getroffen hatte.
Am 17. Juni 2015 kam es zum bis dahin blutigsten Luftangriff auf Zivilisten. Saudische Raketen töteten in einem Konvoi fliehender Familien 31 Menschen, darunter zahlreiche Frauen und Kinder.
Nachdem bereits am 17. Juni 2015 bei zwei Bombenanschlägen in der Nähe von Moscheen in Sanaa und des Hauptquartiers der Huthi-Rebellen zwei Menschen getötet und rund 60 verletzt worden waren, kamen am 20. Juni bei einem weiteren Autobomben-Anschlag in der Nähe einer von Huthi besuchten Moschee in Sanaa erneut zwei Menschen ums Leben. Sowohl für die Anschläge am 17. wie auch für den am 20. Juni erklärte sich der IS für verantwortlich, der die Huthi als Ketzer tituliere.
Intensive Kämpfe setzten sich auch im Juli fort, wobei allein zwischen dem 3. und 15. Juli mindestens 165 Zivilisten getötet wurden, darunter 53 Kinder und 23 Frauen. Die meisten der Zivilopfer waren Berichten zufolge durch Luftangriffe verursacht worden, doch wurden Zivilisten auch regelmäßig durch Granatfeuer und in Straßenkämpfen verletzt und getötet.
Allein am 6. Juli wurden nach Angaben der von der Huthi-Bewegung kontrollierten Medien und Bewohnern bei Luftangriffen der von Saudi-Arabien geführten Militärallianz 176 Kämpfer getötet, was bei Bestätigung der Angaben die höchste Zahl an Todesopfern durch die Luftangriffe seit Beginn des Einsatzes am 26. März und zugleich als Rückschlag für die zu diesem Zeitpunkt laufenden Bemühungen um eine Waffenruhe darstellen würde. 63 Menschen wurden nach Angaben der von den Huthi kontrollierten staatlichen Nachrichtenagentur Saba bei Luftangriffen in der Provinz Amran getötet, darunter 30 Menschen auf einem Markt. Ebenfalls in der Provinz Amran wurden nach Angaben von Bewohnern rund 20 Kämpfer und Zivilisten an einem Huthi-Checkpoint außerhalb der Stadt Amran getötet. Auf einem Tiermarkt in der Stadt al-Foyoush töteten Kampfflugzeuge der saudisch geführten Militärallianz zudem 60 Menschen. Weitere 30 Menschen, darunter 10 Huthi-Kämpfer, wurden nach Angaben von Anwohnern bei einem offenbar auf einen Huthi-Checkpoint an der Hauptstraße zwischen Aden und Lahidsch geführten Angriff getötet. Nach Angaben von Stämmen wurden in der Zentralwüste von Marib rund 20 Huthi-Kämpfer und an ihrer Seite kämpfende Soldaten bei Luftangriffen und Gefechten mit Stammeskämpfern, die Hadi unterstützen, getötet. UN-Angaben bestätigten, dass bei zwei verschiedenen Vorfällen am 6. Juli durch Luftangriffe Marktplätze in den Provinzen Amran und Lahidsch getroffen und mindestens 76 Zivilisten getötet wurden.
Am 7. Juli kam es nach Angaben der Nachrichtenagentur Saba in Sanaa und al-Bayda zu zwei Autobombenanschlägen, bei denen zusammen Dutzende Menschen getötet wurden.
Kurz vor Mitte Juli 2015 eskalierte die Gewalt im Jemen weiter und es kam zu einigen der Tage mit den höchsten Zahlen an Todesopfern seit März, wobei Moscheen, Schulen und vier Märkte von Angriffen getroffen wurden, die den Tod von Zivilisten forderten. Nach Beginn der von den UN vermittelten, aber nicht eingehaltenen einwöchigen Waffenruhe ab dem 11. Juli 2015 wurden nach Angaben der jemenitischen Exil-Regierung Hadi bis zum 13. Juli 2014 mindestens 45 Menschen, davon allein 35 Menschen am 12. Juli, getötet. Durch Luftangriffe der von Saudi-Arabien angeführten Militärkoalition kamen bei sogenanntem friendly fire nicht nur Frauen und Kinder, sondern auch Soldaten ums Leben, die den Exil-Präsidenten Hadi unterstützten.
Nach dem nominellen Beginn der Waffenruhe am 11. Juli starben bis zum 15. Juli mindestens 33 Zivilisten. In einer besonders tödlichen Attacke der saudi-arabischen Militärkoalition wurden mindestens 29 Zivilisten getötet, nachdem ein Luftangriff den Al-Ummal-(Arbeiter)-Wohnkomplex für die Al-Muhamsheen getroffen hatte, eine marginalisierte Gruppe in Sanaa.
Nach einem Bericht der Nachrichtenagentur AFP vom 19. Juli 2015 sollen Angaben des örtlichen Gesundheitsdienste, Al-Chadr Laswar, zufolge allein im umkämpften Stadtteil Dar Saad im Norden Adens bei Raketen- und Mörsergranatenangriffen der Huthi-Rebellen 57 Zivilisten getötet und mehr als 200 weitere verletzt worden sein. Zu den 57 zivilen Todesopfern zählten demnach zwölf Kinder. Mehr als 215 Menschen seien verletzt worden, darunter 25 Kinder. Die Nachrichtenagentur dpa berichtete unter Berufung auf Mitarbeiter von Gesundheitseinrichtungen von 48 Toten und etwa 170 Verletzten.
Bei Luftangriffen der von Saudi-Arabien angeführten Koalition auf ein zaiditisches Stadtviertel in Taizz kamen am 20. August 2015 mindestens 65 Zivilisten ums Leben. Unter den Toten waren laut Ärzte ohne Grenzen auch 17 Kinder und 20 Frauen. In Taizz arbeiteten zu diesem Zeitpunkt laut MSF lediglich noch sieben von einst 20 Krankenhäusern. MSF erklärte weiter, die Krankenhäuser seien mit Verletzten überfüllt, wichtige Medikamente fehlten und wegen der Kämpfe und Luftangriffe erreichten viele Verletzte und medizinisches Personal die Kliniken nicht.

#### Entwicklung der humanitären Lage
| Erfasster Zeitraum (in Klammern: Veröffentlichung)                                                                            | Anzahl jemenweit | Quellen                         |
| --- | ---------------- | ------------------------------- |
| 26. März – (28. April) | >300.000         | [ 187 ]                         |
| 26. März – (15. Mai) | 450.000          | [ 185 ] [ 188 ] [ 189 ]         |
| 26. März – 7. (17.) Mai | 545.719          | [ 190 ] [ 189 ]                 |
| 26. März – 28. Mai (4. Juni)                                                                                                  | 1.019.762        | [ 191 ] [ 192 ] [ 193 ]         |
| 26. März – 2. (6.) Juli | 1.267.590        | [ 194 ]                         |
| 26. März – 5. August | 1.439.118        | [ 195 ] [ 196 ] [ 197 ]         |
| 26. März – 14. Oktober | 2.305.048        | [ 198 ] [ 199 ] [ 200 ] [ 201 ] |
| zusätzlich zu 330.000 vor dem Konflikt Binnenvertriebenen und 250.000 vorwiegend aus Somalia stammenden Flüchtlingen im Jemen |                  |                                 |

Für den Ausbruch der humanitären Katastrophe im Jemen wurde neben den vierwöchigen Bombardierungen während der Operation Decisive Storm auch insbesondere die saudi-arabische Seeblockade des Jemen verantwortlich gemacht, deren Beibehaltung das saudische Königshaus für die Operation Restoring Hope angekündigt hatte. Die Seeblockade hatte drastische Folgen für die Bevölkerung. In dem auf Importe angewiesenen Land kamen Müllabfuhr, öffentliche Verkehrsmittel und der Betrieb von Krankenwagen aus Kraftstoffmangel zum Erliegen. Der Ausfall an Lebensmitteleinfuhren ging mit einem rapiden Preisanstieg einher. Dem Roten Kreuz zufolge verhinderten die Luftangriffe die Lieferung international bereitgestellter Hilfsgüter.

##### April
Während die saudische Luftwaffe weiterhin Huthi-Milizen und rebellische Armeeeinheiten bombardierte, ohne dass der über fünfwöchige Luftwaffeneinsatz größere Erfolge aufzuweisen hatte, sagten am 27. April 2015 Vertreter von Hilfsorganisationen, die Lage im Jemen sei katastrophal geworden. ICRC-Sprecherin Marie Claire Feghali nannte die Situation ausdrücklich eine „humanitäre Katastrophe“ und sagte, die humanitäre Lage sei vor dem Krieg bereits „schwer genug“ gewesen, doch gebe es „einfach keine Worte um zu beschreiben, wie schlecht sie geworden ist“. Der Minister für Menschenrechte im Jemen, Izzedine al-Asbahi, stimmte der Einschätzung zu und sagte auf einer Konferenz in Saudi-Arabien im Hinblick auf die Zerstörungen der Infrastruktur, der Krieg und seine Folgen hätten den Jemen um 100 Jahre zurückgeworfen, insbesondere in den Provinzen Aden, Dhalea und Taizz. Der aus dem Amt scheidende UN-Sondergesandte für den Jemen, Jamal Benomar, warnte am 27. April 2015 davor, dass ein neues Waffenembargo gegen den Jemen die humanitäre Krise verstärken und zur Einschränkung dringendst benötigter Güter und humanitärer Hilfe für den Jemen führen könne.
Während der katastrophalen humanitären Lage im Jemen war die Lieferung von Hilfsgütern schwierig und die den jemenitischen Luftraum kontrollierende saudisch geführte Militärkoalition verlangt von Flugzeugen, dass sie auf dem Weg in den Jemen einen Zwischenhalt in Saudi-Arabien einlegen, um durchsucht zu werden. Mit der Zerstörung der Landebahn in Sanaa wurde die Landung von Flugzeugen mit Hilfsgütern nach Medienangaben dann letztlich unmöglich gemacht. Zu diesem Zeitpunkt hatten Medienberichten zufolge Hunderte von Luftangriffen und Dutzende von Bodenkämpfen in ganz Jemen Millionen Menschen in den Hunger und über 300.000 Menschen zum Schutz ihres Lebens in die Flucht getrieben.
Die UN-Nothilfekoordinatorin, Valerie Amos, gab in einer Pressemitteilung des Amtes für die Koordinierung humanitärer Angelegenheiten (United Nations Office for the Coordination of Humanitarian Affairs, Abkürzung: OCHA) vom 28. April 2015 an, dass nach Schätzungen humanitärer Partnerorganisationen durch den eskalierenden Konflikt mehr als 300.000 Menschen im Jemen, insbesondere in den Provinzen Haddscha, ad-Dāliʿ und Abyan zu Binnenflüchtlingen geworden seien, wobei sich ihre Anzahl seit dem 17. April verdoppelt habe. Gleichzeitig werde die Nahrungsmittelverteilung von humanitären Organisationen in der Provinz Hudaydah aufgrund des Kraftstoffmangels eingestellt. Auch die Wasserversorgungsanlagen in Sanaa seien aufgrund des Kraftstoffmangels geschlossen worden. Nach Ansicht der UN drohte aufgrund der akuten Treibstoffverknappung eine dramatische Verschlechterung der humanitären Lage. Die Seeblockade gegen den Jemen erschwerte zudem die Lieferung von Hilfsgütern.

##### Mai
Die Zerstörung der zentralen logistischen Infrastruktur, einschließlich Flughäfen, Seehäfen, Brücken und Straßen, hatte nach Angaben von Hilfsorganisationen „alarmierende Folgen für die Zivilbevölkerung“, deren humanitäre Situation sie als „mittlerweile katastrophal“ ansahen. Nachdem der UN-Koordinator für humanitäre Angelegenheiten im Jemen, Johannes Van der Klaauw, am 4. Mai die Einstellung der Bombardierung des Internationalen Flughafens in Sanaa durch die saudisch geführte Militärkoalition gefordert hatte, forderten auch die beiden internationalen Hilfsorganisationen IKRK und Ärzte ohne Grenzen am 5. Mai ein Ende der Angriffe auf die beiden Flughäfen Sanaa und Hodeida als zentrale logistische Infrastruktur. Durch die schweren Schäden durch die Angriffe wurde nach Ansicht der Hilfsorganisationen die Lieferung dringend benötigter humanitärer Hilfsgüter und die Bewegung humanitärer Helfer behindert. Zudem forderten sie, dass die zivile jemenitische Luftfahrtbehörde die Möglichkeit erhalten müsse, die Flughäfen zu reparieren, um die Ankunft humanitäre Hilfe zu ermöglichen. Cedric Schweizer, Leiter eines IKRK-Teams mit 250 Mitarbeitern im Jemen, sagte: „Jemen ist fast vollständig auf die Einfuhr von Lebensmitteln und Medikamenten angewiesen, vor allem für die Behandlung chronischer Krankheiten“. „Der Flughafen von Sanaa war ein wesentlicher Teil der zivilen Infrastruktur, und die wichtigste Lebensader für die notwendigsten humanitären Güter und Hilfsleistungen. Die harten Einfuhrbeschränkungen, die die Koalition in den vergangenen sechs Wochen verhängt hat, und der extreme Treibstoffmangel haben das tägliche Leben der Jemeniten unerträglich gemacht und ihr Leid immens“, so Schweizer. Laut Marie Elisabeth Ingres, Leiterin von Ärzte ohne Grenzen im Jemen, hatte der „aktuelle Konflikt“ den Menschen „im ganzen Land bereits extreme Not gebracht“: „Die Zerstörung der Landebahn des Flughafens in Sanaa bedeutet, dass unzählige Leben nun noch mehr in Gefahr sind. Wir können nicht länger zusehen wie Menschen gezwungen sind, verschmutztes Wasser zu trinken und wie Kinder sterben, obwohl dies vermieden werden könnte.“ Die Checkpoints der verschiedenen bewaffneten Gruppen blockierten zudem die Lieferung dringend benötigter medizinischer Hilfsgüter an Krankenhäuser, während Patienten und Verwundete keinen Zugang zu lebenswichtiger medizinischer Versorgung mehr hatten.

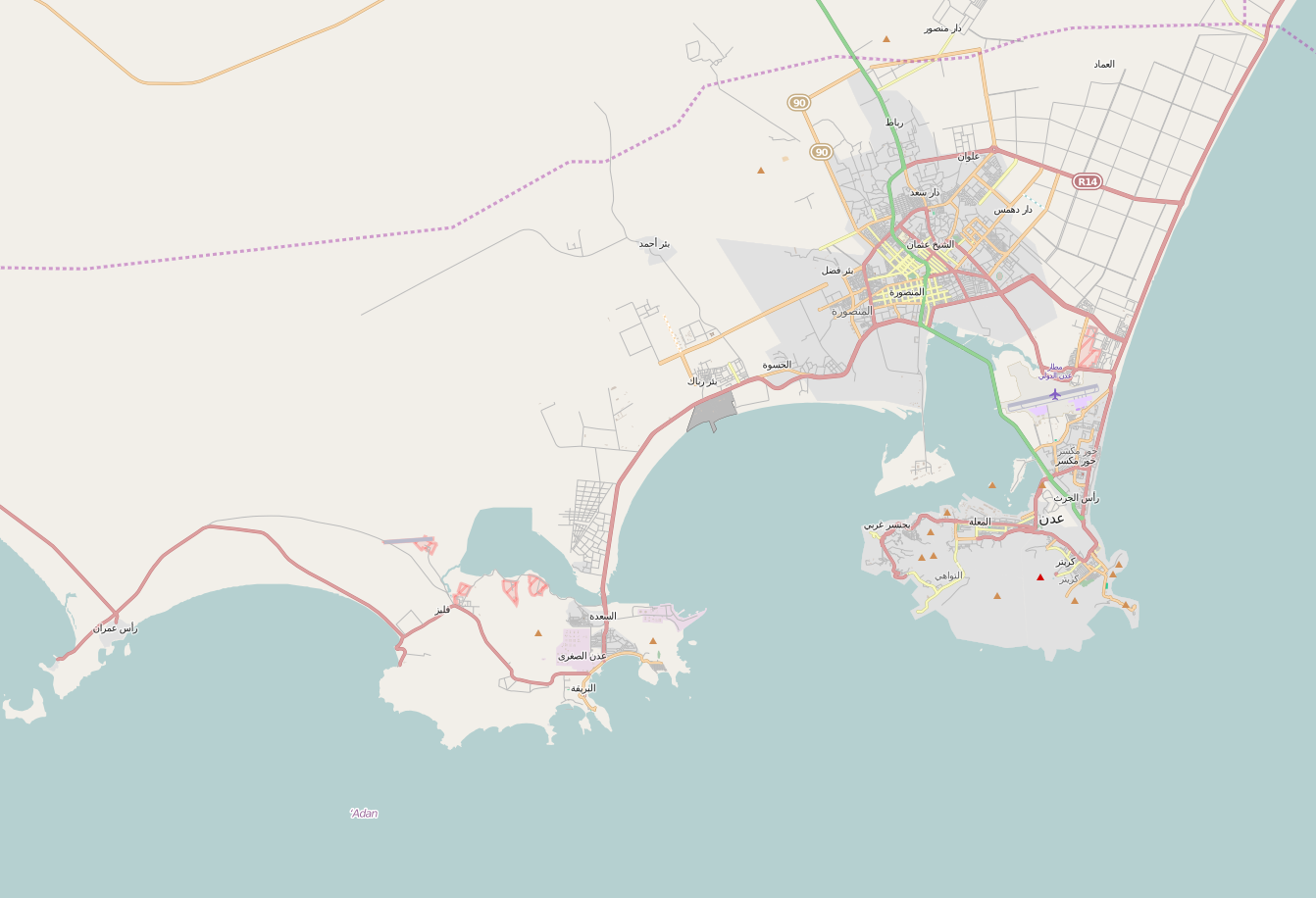
Aden mit der umkämpften Halbinsel

Nach Medienangaben vom 6. Mai 2015 waren zu diesem Zeitpunkt bereits seit Wochen hunderte Familien im Zentrum Adens, das eine der letzten Hochburgen der Hadi-Anhänger darstellte, zwischen den Häuserkampf-Fronten der Huthi-Rebellen auf der einen und den Anhängern Hadis auf der anderen Seite in ihren Häusern eingeschlossen. Versorgt wurden die Zivilisten, deren Vorräte zur Neige gingen, demnach lediglich von Freiwilligen, die auf dem Seeweg Nahrungsmittel und Medikamente herbeischafften. Tausende Zivilisten saßen in den am heftigsten umkämpften Bezirken fest, die auf einer Halbinsel im Arabischen Meer lagen und mit dem Festland durch eine weitgehend von den Huthis kontrolliert Landenge verbunden waren. Die so isolierten Straßenzüge wurden zu einem Kriegsgebiet mit Panzerfeuer und auf Dächern postierten Scharfschützen. Tote und Verletzte blieben oft über mehrere Tage in den Straßen liegen, da Krankenwagen sie aufgrund der Gefahr von Heckenschützen nicht abholten. Wasser wurde mit Eselskarren verteilt, weil Wasserwerke bombardiert wurden oder weil ihnen der Kraftstoff für die Pumpen fehlte. HRW beschuldigte die Huthis, „möglicherweise Kriegsverbrechen“ zu verüben und in Aden zwei Frauen erschossen sowie zehn örtliche Mitarbeiter bis zu zwei Wochen unrechtmäßig inhaftiert zu haben.
Nachdem Saudi-Arabien auf starken diplomatischen Druck der USA hin am 7. Mai 2015 erstmals einer humanitären Feuerpause zugestimmt hatte, wurde dies vorsichtig von Hilfsorganisationen begrüßt, von denen jedoch einige warnten, die von Saudi-Arabien vorgeschlagene Dauer von fünf Tagen reiche nicht aus, um sinnvolle Hilfsmaßnahmen durchzuführen. Nasser al-Khawlani, Vertreter des UN-Welternährungsprogramms (WFP) kritisierte die vorgeschlagene Dauer als unzureichend, da die Verteilung der Hilfsgüter der Organisation mindestens 10 Tage benötige.
Nachdem die saudisch geführte Militärkoalition saudischen Staatsmedien vom 8. Mai 2015 zufolge Bewohnern in der Stadt Saʿda ein Ultimatum gesetzt hatte, das Gebiet noch am selben Tage zu verlassen, die Stadt und die gesamte Provinz Saʿda zum „militärischen Ziel“ erklärt und einige Stunden darauf die angekündigten Luftangriffe in der Provinz Saʿda gestartet hatte, berichteten Anwohner von einer Massenflucht. Nach Angaben des UN-Vertreters im Jemen bombardierte die saudisch geführte Militärkoalition dabei „faktisch eingeschlossene Zivilisten“. Nach Berichten und Angaben von Entwicklungshelfern versuchten Zivilisten in Saʿda verzweifelt, den Luftangriffen der saudisch geführten Militärkoalition zu entkommen. Auch Hilfsorganisationen warnten, dass eine große Anzahl Zivilisten in der Provinz aufgrund fehlender Transportmöglichkeiten gefangen blieben. Ärzte ihne Grenzen sagte, dass es für die gesamte Bevölkerung von Saʿda unmöglich gewesen sei, das Gebiet innerhalb weniger Stunden zu verlassen, und rief die saudisch geführte Militärkoalition auf, Treffer auf Wohngebiete zu vermeiden. Nach UN-Angaben des OCHA vom 9. Mai 2015 führten die Kämpfe dazu, dass nach Schätzungen örtlicher Behörden rund 4000 aus ihren Häusern vertriebene Familien in der Provinz ʿAmrān und 2000 bis 2500 Familien in Sanaa angekommen waren und oft in öffentlichen Gebäuden wie Schulen, Universitäten und Regierungsgebäuden oder bei Verwandten Quartier bezogen. Nach WHO-Angaben von Mitte Mai 2015 verschlechterte sich die humanitäre Situation in der Provinz Saʿda, von wo die Bewohner weiterhin in die Bezirke Khamer und Houth in der Provinz ʿAmrān flohen, rapide. Ein fünftägiger humanitärer Waffenstillstand Mitte Mai 2015 reichte nicht aus, um die Versorgung nachhaltig zu verbessern, auch wenn es gelang, medizinische Nothilfe und andere Hilfsgüter ins Land zu bringen.
Der UN-Koordinator für humanitäre Angelegenheiten im Jemen verurteilte die Luftangriffe der von Saudi-Arabien geführten Militärallianz im Jemen als Verstoß gegen das internationale humanitäre Völkerrecht und prangerte ausdrücklich die Erklärung der Provinz Saʿda zum „militärischen Ziel“ an.
Die UN äußerten Mitte Mai 2015 tiefe Besorgnis über die Zahl der Todesopfer unter Zivilisten durch die saudisch geführten Bombardierungen und über die humanitären Auswirkungen der von der saudisch geführten Militärkoalition verhängten Luft- und Seeblockade. Auch die Zahl der Todesopfer hatte sich in den ersten Monaten immer weiter erhöht. Nach UN-Angaben waren bis Mai 2015 19 der 22 Provinzen des Jemen von bewaffneter Gewalt infolge des eskalierenden Konflikts betroffen.
Die von Saudi-Arabien geführte Allianz verstärkte nach Ablauf der fünftägigen Waffenruhe am 17. Mai 2015 ihre Luftangriffe auf Ziele der Huthis. Am 21. Mai 2015 tötete ein Luftangriff in geringer Entfernung zu einem Migrant Response Centre der internationalen Hilfsorganisation IOM in der Stadt Majdee (Provinz Haddscha) fünf äthiopische Flüchtlinge. Der saudi-arabische Militärsprecher, Brigadegeneral Ahmed Asseri, dementierte gegenüber der Nachrichtenagentur Reuters saudische Verwicklung und beschuldigte die Huthis, verantwortlich zu sein: „Wenn der Bericht korrekt ist, dann läge es in der Verantwortung der Huthis, die eine hohe Präsenz in dem Gebiet haben.“ Saudi-Arabien hatte bereits zuvor die Verantwortung für den Tod von Zivilisten in den weit nördlich gelegenen Gebieten geleugnet, die von Bewohnern und örtlichen Behörden saudischem Beschuss zugeschrieben wurden. Der saudische Beschuss der internationalen Hilfsorganisation fiel in eine Zeit, als die UN am 20. Mai 2015 mit Beginn für den 28. Mai Friedensgespräche in Genf eingeleitet hatten.
Einen Tag nachdem die unter Vermittlung der UN für den 28. Mai 2015 geplanten Friedensgespräche auf unbestimmte Zeit verschoben wurden, kam es zu einer Intensivierung der Gewalt. Die Provinz Taizz litt unter zunehmenden Luftangriffen, Granatbeschuss und bewaffneten Auseinandersetzungen. Wohngebiete in Taizz erlitten Berichten zufolge schwere Schäden an Wohnhäusern und ziviler Infrastruktur, einschließlich Krankenhäusern und Schulen. Nördliche Gebiete im Grenzgebiet zu Saudi-Arabien waren bereits in den unmittelbar vorangegangenen Wochen zu einer heftig umkämpften Front geworden, wobei sowohl die Huthis als auch die Saudis eine Reihe tödlicher grenzübergreifender Attacken gestartet hatten. Die Luftangriffe in der Hauptstadt Sanaa vom 27. Mai 2015 folgten einem bereits bekannten Muster, bei dem die saudisch geführten Attacken auf militärische Ziele in besiedelten Gebieten sekundäre Explosionen auslösten, die durch die Luft Schrapnell in Richtung nahegelegener Wohnhäuser schleuderten.

##### Juni
Ende Mai und Anfang Juni 2015 verschlechterte sich die humanitäre Lage im Jemen nach UNICEF-Angaben weiterhin, besonders in den südwestlichen Provinzen Aden, Lahidsch, Taʿizz und ad-Dāliʿ, wo die Gewalt zunahm und die Grundversorgung in vielen Teilen wegbrach. In den nördlichen Provinzen Saʿda, Haddscha und ʿAmrān führten die unablässigen Luftangriffe zur andauernden Binnenflucht.

Zerstörungen im Süden Sanaas durch Luftangriff vom 12. Juni 2015 (Foto: 13. Juni 2015)
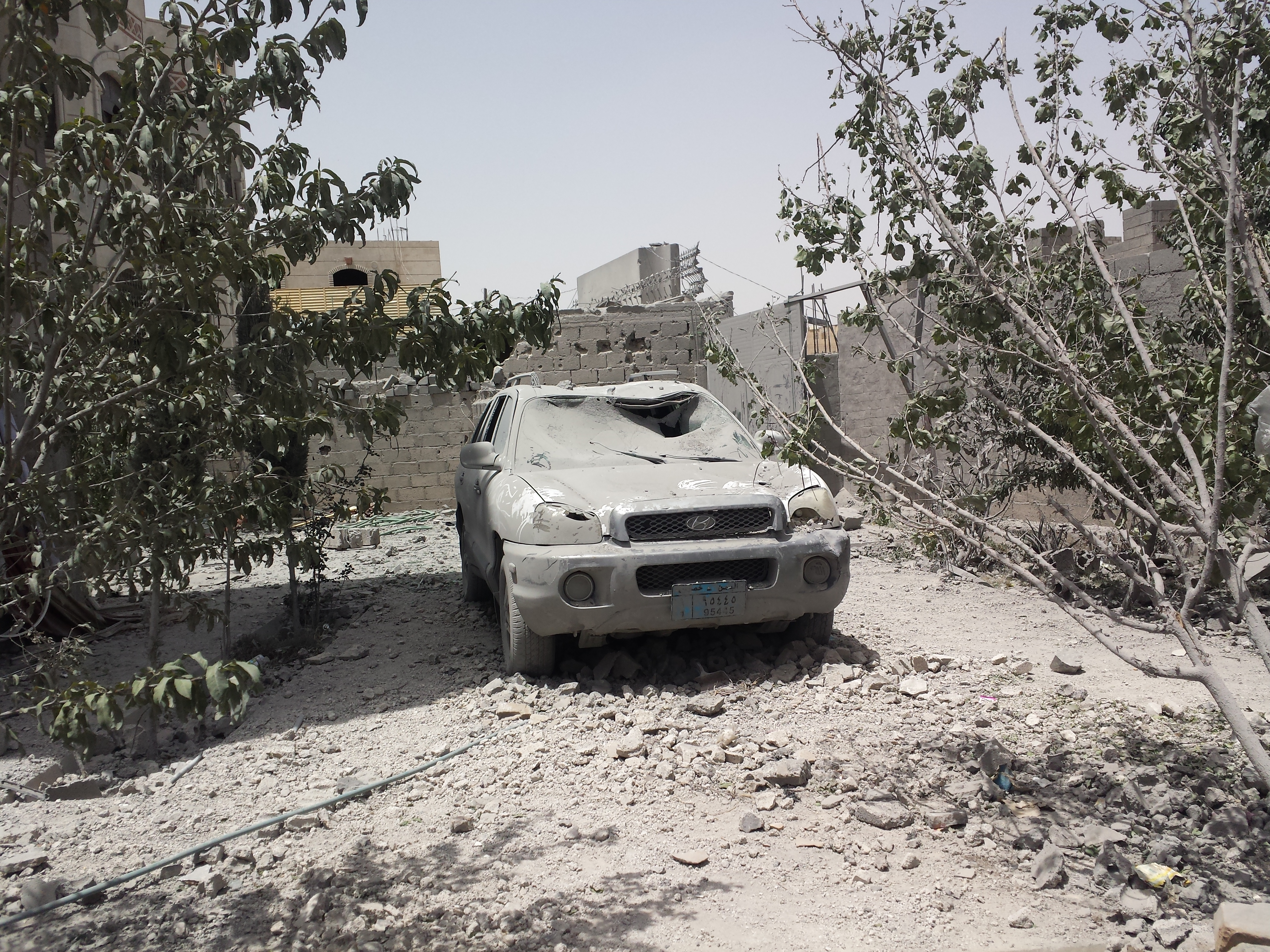
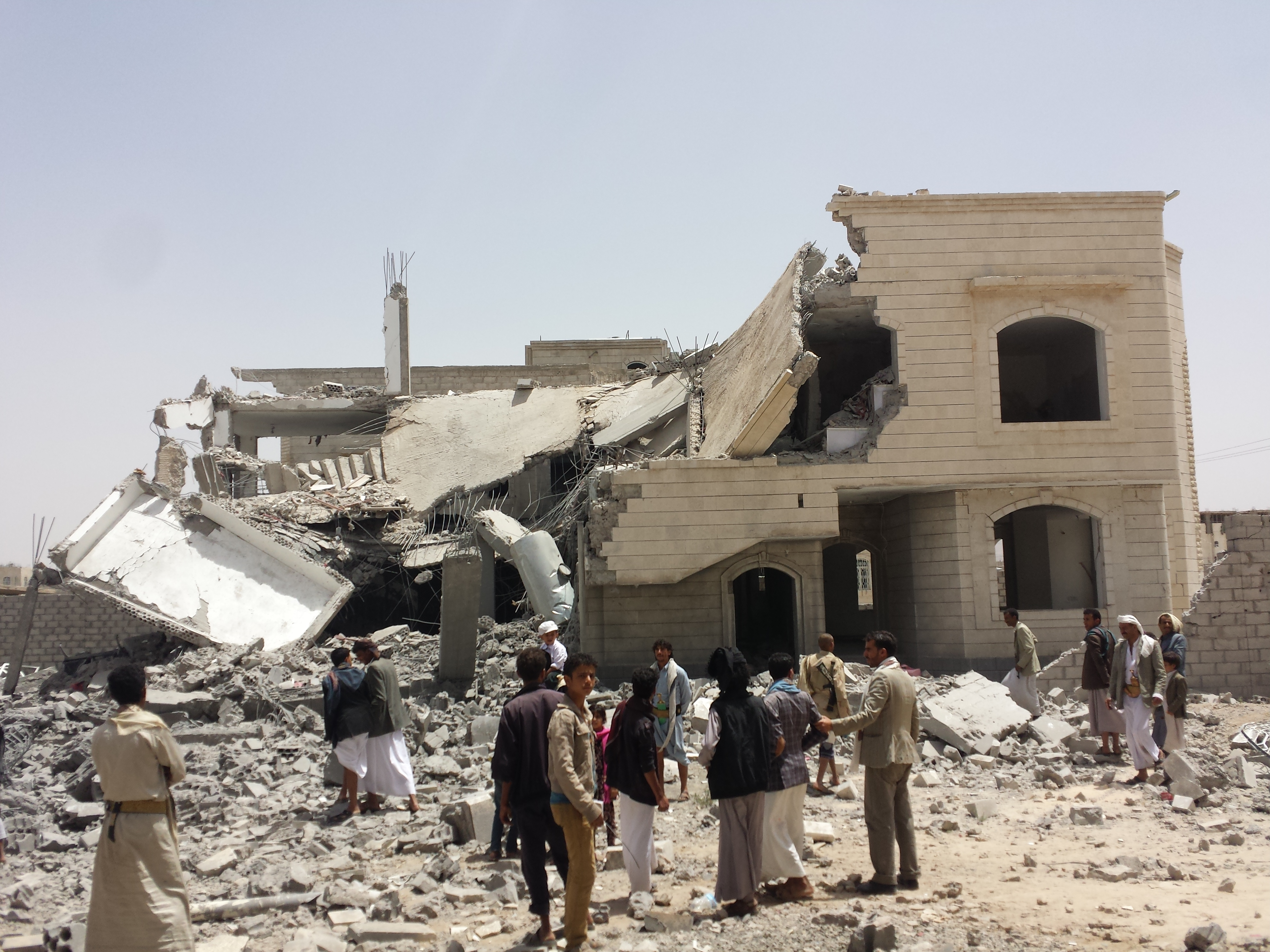
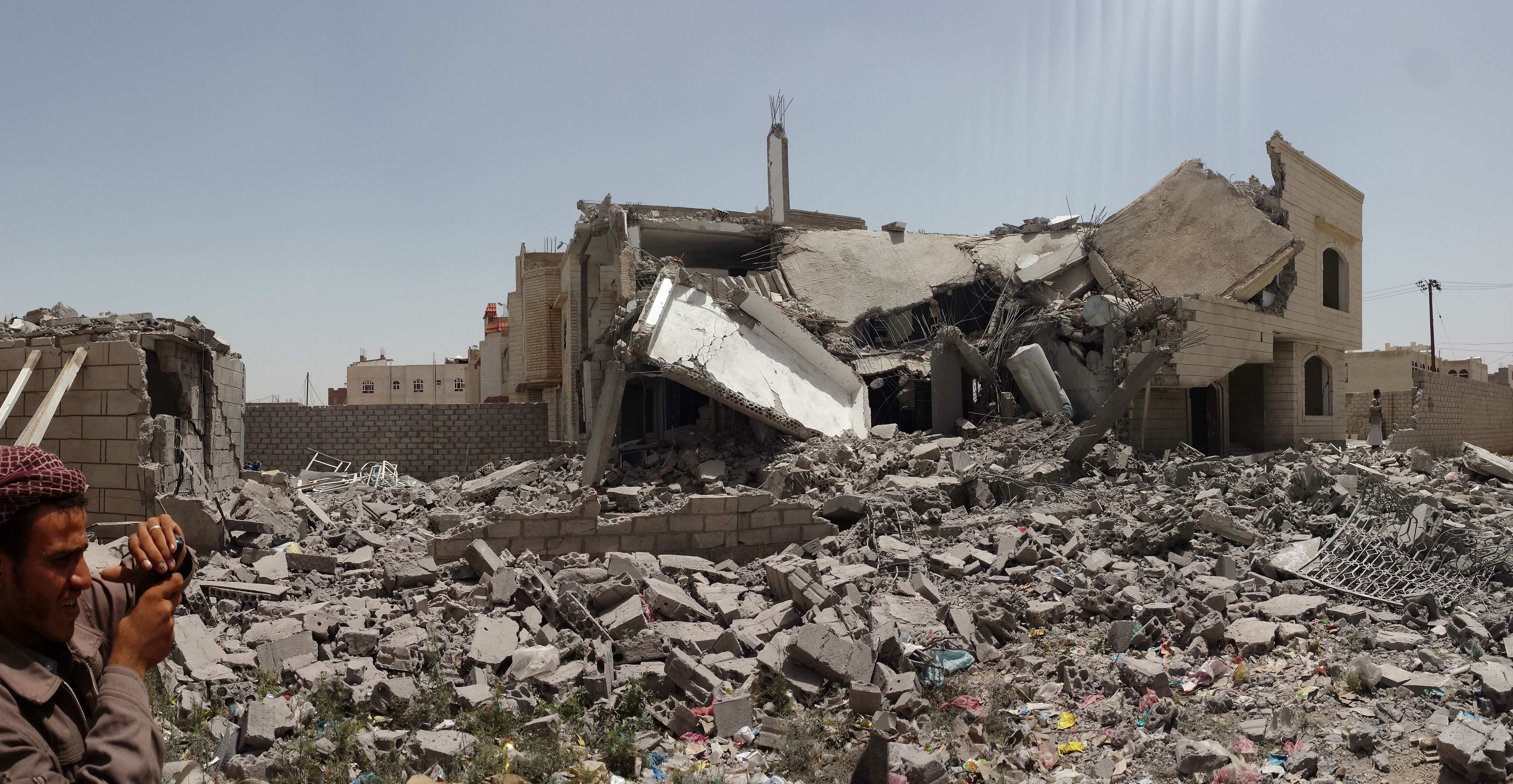
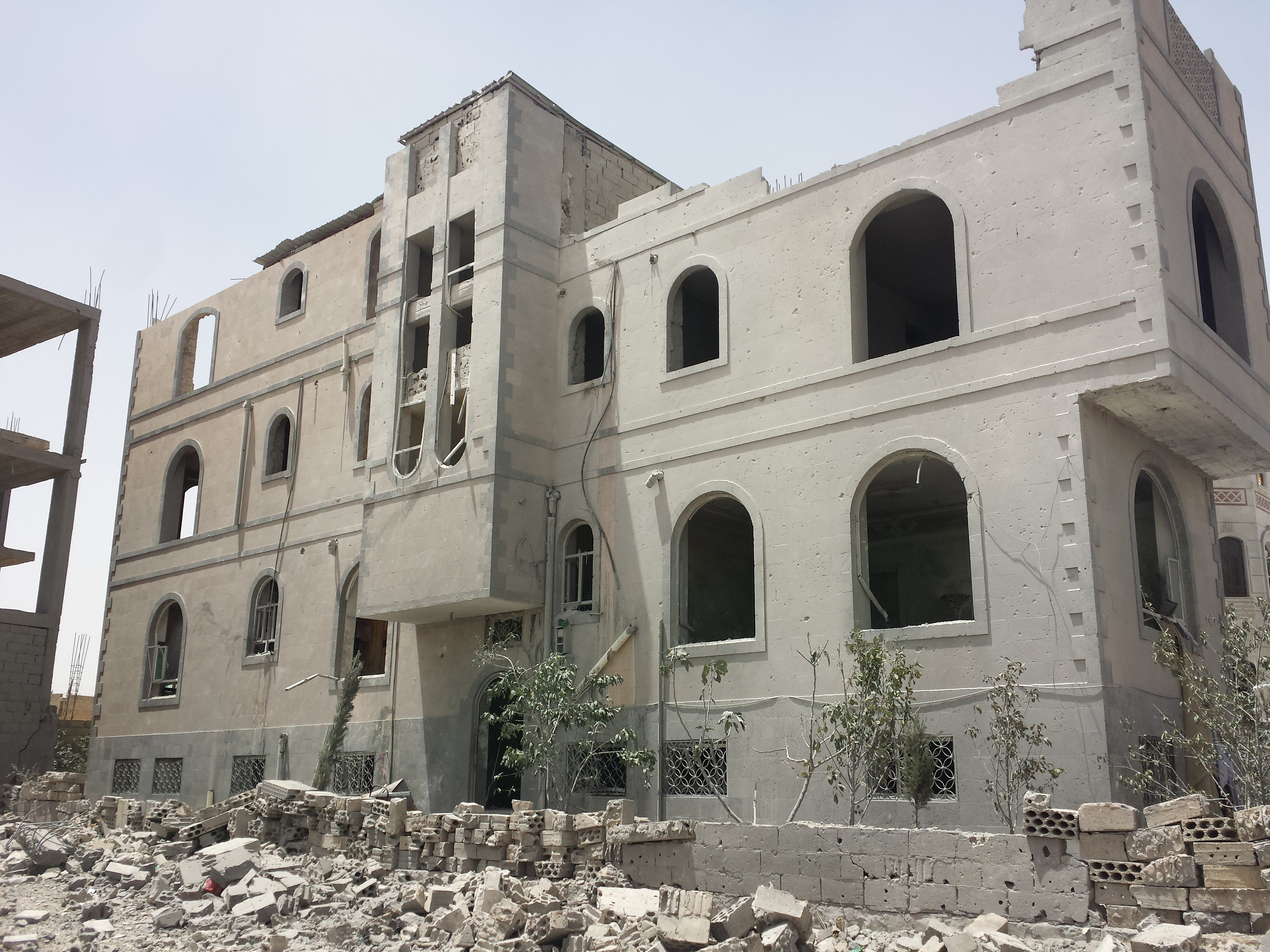

Anfang Juni 2015 benötigten nach UN-Schätzungen 78 Prozent der Jemeniten – 20 Millionen, und damit ein Zuwachs von 4 Millionen seit der Eskalation des Konflikts mit der saudischen Intervention im März – dringend Soforthilfe wie Nahrung, Wasser und medizinische Hilfe. Mitte Juni gab UNICEF an, dass es sich bei 9,9 der zu diesem Zeitpunkt 21 Millionen Jemeniten, die humanitäre Hilfe brauchten, um Kinder handelte. Hilfsorganisationen sagten, dass das humanitäre Desaster sich in dramatischer Weise durch die Seeblockade zugespitzt hatte, die dem Jemen von der saudi-arabisch geführten und von den USA und Großbritannien unterstützten Militärkoalition auferlegten worden war. Die anhaltenden Kämpfe bedrohten nach UN-Angaben die Versorgung der Bevölkerung mit Grundnahrungsmitteln. 12 bis 13 Millionen Menschen des verarmten Landes – rund die Hälfte der Bevölkerung – wurden von April bis Juni als „versorgungsgefährdet“ eingestuft, 6 Millionen davon im Juni als hochgefährdet. Am 9. Juni 2015 schrieb die Hilfsorganisation Oxfam, Jemen sei mittlerweile „das Land mit dem weltweit größten humanitären Bedarf“, dessen Situation „nun als eine der größten humanitären Krisen der Welt eingestuft“ werde. Alle 22 Provinzen waren zu diesem Zeitpunkt vom Konflikt betroffen.
Mitte Juni 2015 war bereits die Hälfte der jemenitischen Bevölkerung von Hunger bedroht, während saudische und ägyptische Kriegsschiffe sämtliche Häfen im Golf von Aden blockierten und die Einfuhr von Gütern verhinderten. In der umkämpften Stadt Aden, in deren Straßen große Müllmengen bei hohen Außentemperaturen Verwesungsprozessen ausgesetzt waren, war das Dengue-Fieber ausgebrochen. Die Zahl der Dengue-Erkrankten überschritt 5000, nach Angaben der städtischen Krankenhäuser bei einem täglichen Zuwachs von 100 bis 200 Fällen.
Mitte Juni 2015 von den UN vermittelte Friedensgespräche zwischen jemenitischen Kriegsparteien in Genf endeten ohne Einigung auf einen Waffenstillstand.
In vielen der Provinzen verschärfte sich die Situation. Ende Juni 2015 fanden an drei aufeinanderfolgenden Tagen Luftangriffe auf al-Hazm statt, die Hauptstadt der Provinz al-Dschauf. Etwa 900 Familien mussten daraufhin evakuiert werden. Die meisten Bewohner des Distrikts al-Matuma suchten Schutz in den Distrikten al-Maton und al-Masloub. In der Provinz al-Dschauf befanden sich etwa 2.470 binnenvertriebene Familien. Hinzu kamen 1.400 Familien aus Amran und anderen Provinzen. Aufgrund der andauernden Kämpfe und damit einhergehender Zugangsschwierigkeiten konnte humanitäre Hilfe für diese Gruppen nur eingeschränkt geleistet werden.
Die ersten drei Kriegsmonate hatten den Jemen nach Angaben des ständigen Vertreters der UNO im Jemen, Paolo Lembo, vom 26. Juni 2015 in einer anhaltend verfallenden humanitären und Sicherheitslage zurückgelassen. Den „Preis für den Konflikt“ zahlten demnach die jemenitischen Zivilisten, von denen schon vor dem Krieg Millionen nicht über gesicherte Ernährung verfügt und um den Zugang zu Bildung, Grundversorgung und sauberem Wasser hatten kämpfen müssen. Nach drei Monaten des Krieges benötigten 12,9 Millionen Menschen Hilfe zur Ernährung und es wurden mehr Menschen durch Krankheit und fehlenden Zugang zur Grundversorgung getötet als durch den unmittelbaren bewaffneten Konflikt.
Die US-amerikanische und britische Regierung versuchte Medienangaben zufolge mit geringer Wirkung, die Saudis still dazu zu bewegen, sich in ihrer Taktik zu zügeln und insbesondere die Seeblockade zu lockern. Entgegen der Bitten von Seiten des Westens und der UN versäumten es die Saudis auch über Monate, Gelder aus der bereits von ihnen im April versprochenen Summe von 274 Millionen US-Dollar zur Finanzierung humanitärer Hilfen freizugeben.

##### Juli
Nach UN-Angaben verstärkte sich die humanitäre Krise im Jemen seit dem Ausbruch der Kämpfe Ende März 2015 bis zum angekündigten Beginn der Waffenruhe am 10. Juli beständig.
Am 1. Juli 2015 rief die UNO den Level-3-Emergency (Notstand der Stufe 3) für den Jemen aus, die höchste Notstandsstufe der UN. Mit der Eingruppierung in die höchstmögliche Krisenstufe bezüglich des humanitären Notstands stand der Jemen in einer Reihe mit weltweit lediglich drei weiteren Ländern – Irak, Südsudan und Syrien. Mehr als 21,1 Millionen Menschen – über 80 Prozent der jemenitischen Bevölkerung – waren zu diesem Zeitpunkt akut auf humanitäre Hilfe angewiesen. 13 Millionen Menschen hatten Probleme, ausreichend Nahrung zur Verfügung zu haben. 9,4 Millionen Menschen hatten aufgrund abgeschnittener oder schwer beeinträchtigter Wasserversorgung kaum oder gar keinen Zugang zu sauberem Trinkwasser. Weil auch die Abwasserentsorgung zusammengebrochen war, hatten sich nach UN-Angaben bereits Krankheiten wie Malaria und Denguefieber weiter ausgebreitet. Das Gesundheitssystem stand nach UN-Angaben unmittelbar vor dem Zusammenbruch. Mindestens 160 Gesundheitseinrichtungen waren aufgrund der Unsicherheit und des Mangels an Treibstoff und Versorgungsgütern geschlossen. Es fehlte laut UN am nötigsten, selbst am Treibstoff für Hilfstransporte. Der UN-Generalsekretär Ban Ki-moon hatte bereits wiederholt vergeblich eine humanitäre Waffenruhe gefordert, die die Auslieferung dringend benötigter Hilfsleistungen an die aufgrund der Luftangriffe und Bodenkämpfe leidenden Zivilisten ermöglichen sollte. Die UN hatten auch die saudi-arabisch geführte Militärkoalition dazu gedrängt, mehr Handelsfrachtschiffe in die Häfen des Jemen zu lassen, der in starkem Maße abhängig von Nahrungs-, Kraftstoff- und anderen Importen lebenswichtiger Güter war. Wenige Tage zuvor hatte der UN-Nothilfekoordinator vor einer Hungersnot im Jemen gewarnt. 10 der 22 jemenitischen Provinzen hatten die UN als im Nahrungsnotstand befindlich – ein Stufe vor der Hungersnot – eingestuft. Die UN wollten dem Notstandsplan gemäß versuchen, 11,7 Millionen der am stärksten notleidenden Menschen im Jemen mit Hilfsleistungen zu erreichen.
Am 1. Juli 2015 beschädigten Luftangriffe und Granatbeschuss ein IOM-Büro in Haradh und einen Migrant Response Point (MRP) in Basateen (Provinz Aden).
Nachdem die UN und die USA zuvor eindringlich eine humanitäre Kampfpause gefordert hatten, stimmten der jemenitische Exilpräsident Hadi und andere Beteiligte einer am 10. Juli beginnenden und bis zum Ende des Fastenmonats Ramadan am 17. Juli geplanten Feuerpause zu. Nach monatelangem Krieg hatten sich die innerjemenitischen Konfliktparteien Medienberichten zufolge damit auf eine Feuerpause geeinigt, während der die notleidende Bevölkerung im Jemen mit Nahrungsmitteln, Wasser und Medizin versorgt werden sollte. Das WFP bezeichnete den Waffenstillstand als „unsere letzte Hoffnung“, um Zugang zu den Gebieten zu erhalten, die Hilfe brauchten. Die UN erklärten, es sei ein „zwingend erforderlich und dringend“, dass humanitäre Hilfe besonders schutzbedürftige Menschen im Jemen „ungehindert und nicht gebunden an Bedingungen über eine humanitäre Pause“ erreichen könne. Die saudisch geführte Militärkoalition verpflichtete sich dagegen Medienberichten zufolge nicht zur Einhaltung der Waffenruhe. Ein saudischer Vertreter hatte den Waffenstillstand als „unnütz“ abgelehnt.
In der ersten Julihälfte ankerten erstmals seit der Eskalation der Gewalt humanitäre Schiffe in Al-Mukalla (Provinz Hadramaut), die mit Lebensmitteln, WASH und medizinischer Ausrüstung beladen waren. Am 21. Juli liefen zwei Schiffe mit humanitärer Hilfe in den Hafen von Aden ein. Dabei handelte es sich um die ersten großen Schiffe, die in Aden seit Beginn des Konfliktes eingelaufen waren. Die Schiffe brachten Lebensmittelvorräte zur Versorgung von 180.000 Menschen für den Zeitraum eines Monats sowie Medikamente und 500 000 Liter Treibstoff.
Nachdem Kämpfer des Südlichen Widerstands (al-muqawama al-janubiyya) mit Unterstützung der saudisch geführten Militärkoalition Ende Juli 2015 die Kontrolle über das zerstörte Aden erlangt und die Kräfte der saudisch geführten Militärkoalition das von den Huthi-Rebellen besetzte Hafengebiet eingenommen hatten, verbesserte sich die humanitäre Lage in Aden nach Angabe des Projektkoordinators von Ärzte ohne Grenzen in Aden, Thierry Goffeau, etwas. Schiffe konnten anlegen und humanitäre Hilfe wie Lebensmittel sowie Treibstoff und Bulldozer anliefern. Mithilfe dieser Ausrüstung und Ausstattung konnte die Räumung und Reinigung der Straßen beginnen. Die vom Flughafen zum Crater-Viertel führende Küstenstraße wurde geräumt und Panzer entfernt. Die saudisch geführte Militärkoalition hielt den Flughafen, dessen Instandsetzung begonnen wurde. Die Lage unterschied sich demzufolge erheblich gegenüber der im Mai, Juni und bis Mitte Juli beobachteten, als die Kämpfe täglich geführt und Tag und Nacht angehalten hatten.

##### August
Am 18. August 2015 bombardierte die saudisch geführten Militärallianz in Hudaida den einzigen Hafen, über den humanitäre Hilfe nach Nordjemen gelangte. Die vier Kräne wurden zerstört, so dass dort Schiffsladungen kaum mehr gelöscht werden konnten.
Im August warnten die UN vor einer „Verschlimmerung der humanitären Katastrophe im Jemen“ und einer rapiden Verschlechterung der Versorgungslage im Jemen. Alleine 850.000 Kinder litten nach Angaben der UN-Berichterstatterin für das Recht auf Ernährung, Hilal Elver, an schwerer Unterernährung, während für die folgenden Wochen mit einem Anstieg auf 1,2 Millionen gerechnet werde, wenn der Konflikt weitergehe. Elver warnte die Konfliktparteien davor, Hunger als Waffe einzusetzen. Zivilisten aushungern zu lassen, könne als „Kriegsverbrechen oder Verbrechen gegen die Menschlichkeit“ eingestuft werden. Sie kritisierte, dass die Luftangriffe der saudisch angeführten Militärkoalition immer wieder Märkte und Versorgungstransporte treffen. Zudem schnitten Ausgangssperren die Bevölkerung von Versorgungsmöglichkeiten ab. Sie verwies auf Blockaden in Bezirken wie Aden oder Taizz, die Lebensmittellieferungen verhinderten. Elver betonte, dass der Jemen zu 80 Prozent auf Nahrungsmittelimporte angewiesen sei. 13 Millionen Menschen sollten keinen ausreichenden Zugang zu Nahrungsmitteln haben. Zwar gelangen Truppen und der saudisch geführten Militärallianz Erfolge gegen die Huthi-Rebellen wie die Rückeroberung von Aden. Doch Gefechte wie in der Stadt Ibb und in anderen Regionen zeigten, dass der Kampf um den Jemen und die humanitäre Katastrophe sich fortsetzten.

##### September/Oktober

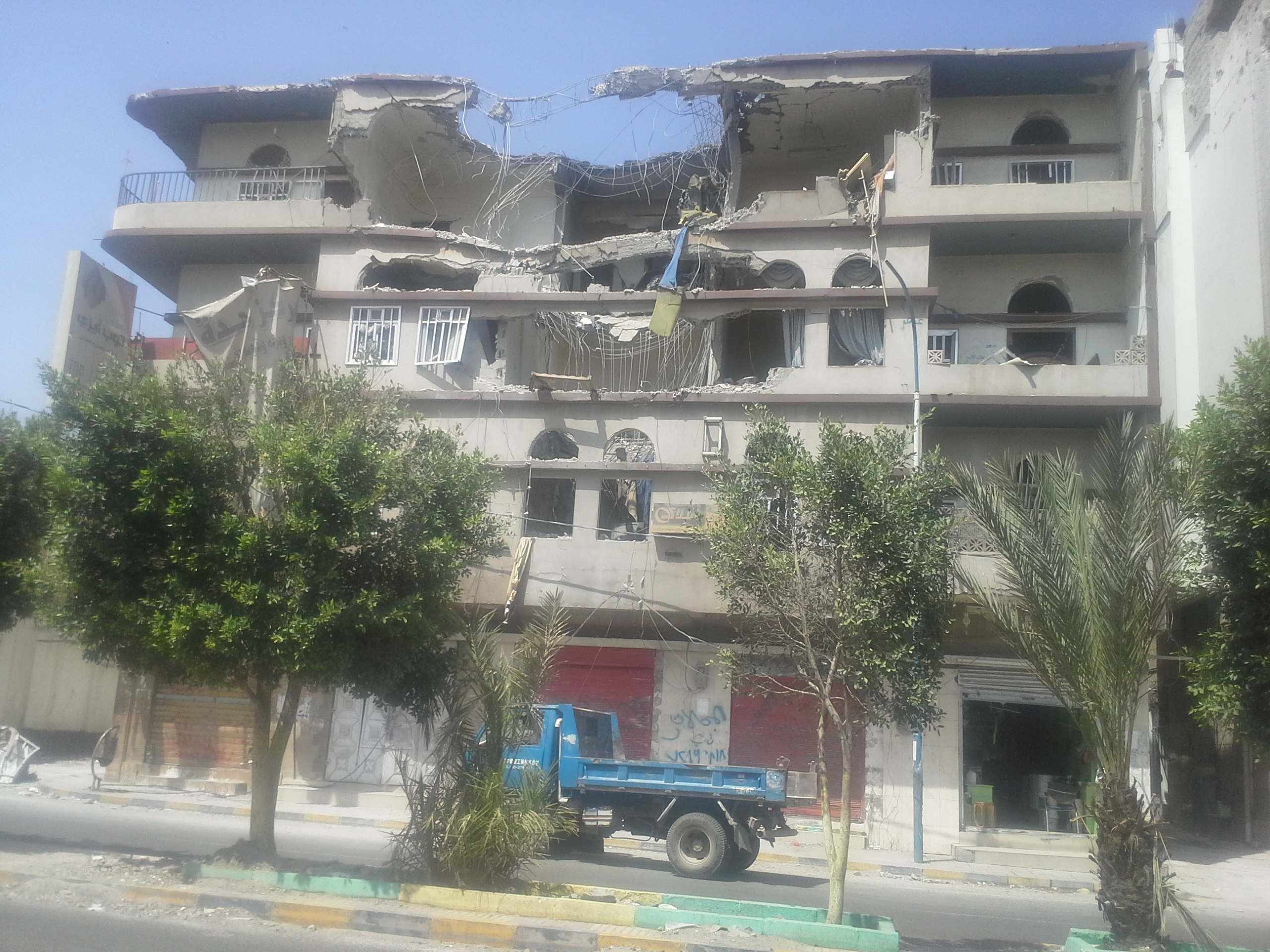
Am 5. September 2015 zerstörtes Wohngebäude in Sanaa

Nachdem UN-Generalsekretär Ban Ki-moon die saudisch geführte Militärallianz Ende Oktober 2015 direkt für Bombenangriffe auf ein Krankenhaus der Hilfsorganisation Ärzte ohne Grenzen (MSF) in der von den Luftangriffen der saudisch geführten Militärkoalition besonders schwer getroffenen Stadt Saʿda verantwortlich gemacht und verurteilt sowie von den Konfliktparteien die Einstellung aller Operationen, einschließlich Luftangriffen, gefordert hatte, kündigte die saudische Regierung Medienangaben das nahe bevorstehende Ende ihrer Luftangriffe im Jemen an. Beobachter wie der jemenitische Analyst Farea al-Muslimi beurteilten den Konflikt hingegen als völlig festgefahren und die Zivilisten als Opfer der Konfliktparteien, die ungestraft den Konflikt miteinander forttrieben. Trotz Tausender Toter durch den Konflikt hatte die saudisch geführte Militärkoalition Ende Oktober kaum Fortschritte damit gemacht, die jemenitische Exilregierung in der von den Huthi-Rebellen kontrollierten Hauptstadt Sanaa wiederherzustellen.

##### November
Anfang November 2015 rief eine Koalition von 15 internationalen Nichtregierungsorganisationen die Außenminister der EU-Staaten dazu auf, beim Rat für Auswärtige Angelegenheiten am 17. November 2015 klar Stellung zum Jemen zu beziehen. Sie wiesen darauf hin, dass zu diesem Zeitpunkt 21 Millionen Menschen (84 Prozent der Bevölkerung) unverzüglich humanitäre Hilfe benötigten. Das intensive tägliche Bombardements der saudisch geführten Militärkoalition sowie rücksichtsloser Artilleriebeschuss habe dazu geführt, dass über 2500 Zivilisten getötet wurden, darunter viele Kinder. Alle Konfliktparteien würden angeblich regelmäßig Verstöße gegen das internationale Völkerrecht und Menschenrechtsgesetz begehen sowie häufig besiedelte Gebiete angreifen, was nicht nur zu Opfern unter Zivilisten, sondern auch zu Beschädigung und Zerstörung lebenswichtiger ziviler Infrastruktur führe, einschließlich 51 Krankenhäusern und Gesundheitseinrichtungen wie im Falle der MSF-Klinik in der Provinz Saʿda. Insgesamt 13 Millionen Menschen würden hungern (3 Millionen mehr als zu Beginn des Konflikts im März). Da der Jemen darauf angewiesen sei, über 90 Prozent der Nahrung und den größten Teil des Kraftstoffs zu importieren, würden die Restriktionen gegen humanitäre und Handelseinfuhren – in erster Linie infolge der De-facto-Blockade der jemenitischen Häfen durch die saudisch geführte Militärkoalition – das Leben von Millionen Zivilisten bedrohen und die Lebensmittelpreise für Millionen Jemeniten in unerschwingliche Höhen treiben, zumal viele Jemeniten seit Monaten ihr Einkommen verloren hätten. Der Preisanstieg aller Verbrauchsgüter habe zu einer frappanten Krise geführt. Das geringe Maß an Sicherheit, beschränktem humanitären Zugang und die Importrestriktionen würden die Lage weiter verschärfen, den Zugang zu grundlegenden Hilfs- und Lebenssicherungsdiensten behindern und das Leben zehntausender Zivilisten – insbesondere von Frauen und Kindern – bedrohen. Unter anderem forderten die Nichtregierungsorganisationen in ihrem Appell, All land dazu auf, die See- und Luftwege in den Jemen wieder zu öffnen und die de-facto-Blockade aller Seehäfen einschließlich des Hafens in al-Hudaida – aufzuheben, um die volle Wiederaufnahme der Handels- und humanitären Einführen in alle Teile des Landes zu ermöglichen, insbesondere in die nördlichen Gebiete. Die UN Verification Inspection and Monitoring Mechanism solle unverzüglich operationalisiert und Schritte unternommen werden um sicherzustellen, dass die Implementierung des Waffenembargos nach der UN-Sicherheitsrat-Resolution 2216 nicht dazu missbraucht werde, um eine de-facto-Blockade auf Handelseinfuhren zu verhängen.
Am 18. November nannte der UN-Koordinator für humanitäre Angelegenheiten im Jemen, Johannes Van der Klaauw, die Verhängung drastischer Verringerungen der Handelseinfuhren eine der Ursachen für das Leiden der Menschen im Jemen. Angesichts der Abhängigkeit des Landes vom Import von Treibstoff, Lebensmitteln, Medizin und anderen lebensnotwendigen Gütern seien deren Bestände auf den Märkten alle gefährlich gering. Als Folge daraus sei das Pumpen und der Lastwagentransport von Wasser in vielen Gebieten zum Erliegen gekommen, hätten Gesundheitseinrichtungen ihre Dienste eingestellt, seien Lebensmittelpreise dramatisch angestiegen und stände weiten Teilen des Landes weniger als eine Stunde Elektrizität pro Tag zur Verfügung. Van der Klaauw begründete damit seine Aufforderung an die „internationale Gemeinschaft“, eine politische Lösung für den Konflikt zu finden, „bevor es zu spät ist und wir sogar weitere Verwüstung im Jemen“ erlebten. Zudem rief er die „internationale Gemeinschaft“ dazu auf, die Restriktionen auf Handelseinfuhren – insbesondere auf Treibstoff, medizinisches Bedarfsmaterial und Lebensmittel – zu lockern.

#### Reaktionen (ab 22. April)
Die verkündete Einstellung der Luftangriffe der saudisch-geführten Militärallianz wurde von allen Seiten begrüßt.

##### Jemen
- Die Huthi-Rebellen erklärten sich grundsätzlich zu Gesprächen über eine Lösung des Konflikts bereit. Huthi-Sprecher Mohammed Abdulsalam teilte mit, Voraussetzung für politische Gespräche sei das Ende der Luftangriffe der von Saudi-Arabien angeführten Militärkoalition: „Nach einem vollständigen Ende der Aggression gegen den Jemen und der Aufhebung der Blockade wollen wir einen politischen Dialog unter Vermittlung der Vereinten Nationen“, hieß es in einer Erklärung.[26]

Aus Vermittlerkreisen verlautete, dass die Huthis als Geste des guten Willens trotz der erneuten Luftangriffe mehrere Gefangene aus den Reihen der Regierung Hadi frei ließen. Demnach setzten die Huthi-Milizen überraschend den jemenitischen Verteidigungsminister der gestürzten Regierung Hadi, Mahmoud el-Soubeihi, sowie den Vize-Geheimdienstchef dreier Provinzen in Südjemen, General Nasser Mansour Hadi – ein Bruder des Präsidenten Hadi – und einen weiteren Militärkommandanten und General frei, die alle am 25. März 2015 gefangen genommen worden waren. Beobachter deuteten dies als mögliches Signal dafür, dass eine baldige Einigung zwischen den Rebellen und ihren Verbündeten sowie Hadi in Aussicht stehen könnte. Die Rebellen teilten mit, sie seien für die Wiederaufnahme des Dialogs und für jedes Bestreben unter Leitung der UN, das zu einem friedlichen Kompromiss führt.
Tausende Anhänger der Huthis zogen durch die Hauptstadt Sanaa und verurteilten die „saudisch-amerikanische Aggression“.
Am 2. Mai 2015 riefen die Huthi-Rebellen die UN in einem Brief an den UN-Generalsekretär auf, sich für ein Ende der saudi-arabischen Luftangriffe einzusetzen. Die Angriffe seien eine offensichtliche Aggression gegen das Land und seine Bewohner.
Die Huthi-Rebellen bestritten, dass sie Wohngebiete unter Beschuss nehmen und beschuldigten islamische Extremisten. Huthi-Sprecher Hamed Bachit sagte: „Es ist nicht im Interesse der Huthis, Zivilisten zu treffen“.
- Der ehemalige jemenitische Präsident und Verbündeter der Huthis, Ali Abdullah Salih, begrüßte die Freilassung der Gefangenen aus den Reihen der Regierung Hadi durch die Huthis[263] sowie die Ankündigung von Gesprächen[263] und rief zu einer „Rückkehr zum Dialog“ auf.[72] Auf Facebook schrieb er, das „hoffentlich endgültige Ende“ der Intervention eröffne eine neue Möglichkeit, den Frieden durch Dialog wiederherzustellen.[263] In einem von ihm kontrollierten jemenitischen Fernsehsender ließ Salih die Huthi-Rebellen auffordern, sie sollten der Resolution des UN-Sicherheitsrates Folge leisten und sich aus allen eroberten Regionen einschließlich der Hauptstadt Sanaa zurückziehen. Zugleich forderte Salih die von Saudi-Arabien geführte Koalition auf, ihre Angriffe gegen die Rebellen einzustellen. Er rief die Bürgerkriegsparteien dazu auf, zum Dialog zurückzukehren, um den Krieg zu beenden.[264][265] Er selbst sei im nationalen Interesse zur Versöhnung mit seinen Gegnern bereit.[265]
- Jemen Regierung Hadi – Der im Exil in London befindliche Außenminister der Regierung Hadi, Rijad Jassin, wies am 26. April 2015 die Forderung des früheren Präsidenten Salih nach einer Rückkehr zum politischen Dialog zurück.[80][82][266] Nach all den von Salih verursachten Zerstörungen sei dessen Appell inakzeptabel, so Jassin. Eine Übereinkunft mit den Huthi werde es nicht geben, solange sie sich nicht aus den von ihnen eroberten Gebieten zurückzögen.[80][82] Weiter sagte Jassin am 26. April, einige Tage nach Verkündung der Beendigung der Operation Decisive Storm, dass die Militäroperation Decisive Storm sowohl gegen die Huthis als auch gegen Salih-Anhänger weitergehe[47] und nicht beendet worden sei:[266] „Die Operation 'Entscheidender Sturm' ist nicht beendet. Vorübergehend mag es weniger Luftschläge geben. Bisher haben diese Luftschläge den militärischen Nachschub abgeschnitten. Sollte es irgendwelche Bewegungen von Seiten der Huthis oder von Salihs Milizen geben, werden sie beschossen, und das wird weitergehen.“[47] Jassin sagte, es bestehe keine Notwendigkeit für die Militärkoalition Bodentruppen im Jemen aufzustellen, da sich 70 Prozent des Jemen nicht unter Kontrolle der Huthis oder unter der von Salih befänden.[266]

Am 2. Mai 2015 sagte Jassin in einem Interview mit Al Jazeera, die Bombardements seien trotz der Verluste notwendig. Die Huthis hätten kein politisches Projekt, sondern seien „nur Milizen, die einfach nur zerstören wollen“, Sie würden nichts regieren, sondern „nur zerstören und den Jemen an den Iran ausliefern“. Ein Hauptfehler sei gewesen, Salih zu erlauben im Jemen zu bleiben und Teil der Golf-Initiative zu sein.
Nachdem die Regierung Hadi wiederholt auch den Einsatz von Bodentruppen gegen die Huthis gefordert hatte, bat die Exilregierung Hadi Medienberichten zufolge den UN-Sicherheitsrat am 6. Mai 2015 um Hilfe durch den Einsatz von Bodentruppen. Zum Schutz des Yemen würden schnell Bodentruppen aus anderen Staaten benötigt, die eingreifen müssten. Der jemenitische UN-Botschafter Khaled Alyemany schrieb an den UN-Sicherheitsrat: „Wir fordern die internationale Gemeinschaft auf, schnell mit Bodentruppen zu intervenieren, um den Jemen zu retten, besonders Aden und Taizz.“ Die Huthi-Rebellen nähmen „alles ins Visier, was sich in der Stadt Aden bewegt“. Die Regierung Hadi werde daher keine Mühen scheuen, um die Verantwortlichen wegen Kriegsverbrechen vor internationale Gerichte zu bringen. Alyemany rief in dem Schreiben an den UN-Sicherheitsrat auch die internationalen Menschenrechtsorganisationen auf, die „barbarischen Rechtsverstöße gegen die schutzlose Bevölkerung“ zu dokumentieren.
Der Außenminister der Exilregierung Hadi, Rijad Jassin, beschuldigte die Huthis am 6. Mai 2015, „Völkermord“ zu begehen und rief die „internationale Gemeinschaft“ auf, Anklage gegen die Gruppe zu erheben.

##### International
Die Golfmonarchien des Golfkooperationsrats wiesen eine Forderung der iranischen Regierung zurück, auf neutralem Boden unter Schirmherrschaft der UN über den Jemen-Konflikt zu verhandeln und bestanden stattdessen darauf, dass Verhandlungen über einen Ausweg aus der Krise im Jemen in Saudi-Arabien stattfinden. Die Außenminister des Golfkooperationsrats unterstützen die Bemühungen der jemenitischen Exil-Regierung Hadi, eine Konferenz „unter der Schirmherrschaft des Golfkooperationsrates in Riad“ zu veranstalten, an der alle diejenigen Konfliktparteien teilnehmen sollten, die die „Legitimität“ des jemenitischen Präsidenten Abd Rabbo Mansur Hadi anerkennen. Nachdem UN-Generalsekretär Ban Ki-moon am 30. April 2013 erklärt hatte, dass der Jemen am Rand einer humanitären Katastrophe stehe und Russland als Reaktion darauf für den 1. Mai eine Dringlichkeitssitzung des UN-Sicherheitsrats zur Abwendung der befürchteten humanitären Katastrophe einberufen hatte, konnten sich die Ratsmitglieder auf kein gemeinsames Vorgehen einigen und Russland scheiterte Russland mit seinem Resolutionsentwurf an der UNO. Nach Angaben des russischen UN-Botschafters Witali Tschurkin hatte der russische Entwurf einen sofortigen Waffenstillstand oder zumindest humanitäre Feuerpausen sowie die schnelle Wiederaufnahme von Friedensverhandlungen unter UN-Vermittlung gefordert, an der alle Konfliktparteien an einem Ort, auf den sich alle einigen könnten, teilnehmen sollten. Auch habe Tschurkin den anderen Ratsmitgliedern angeboten, die Forderung nach einem sofortigen Waffenstillstand zu streichen. Doch habe Saudi-Arabien auf Riad als Verhandlungsort beharrt, während einige UN-Botschafter darauf bestanden hätten, zunächst mit ihren Regierungen Rücksprache zu nehmen.

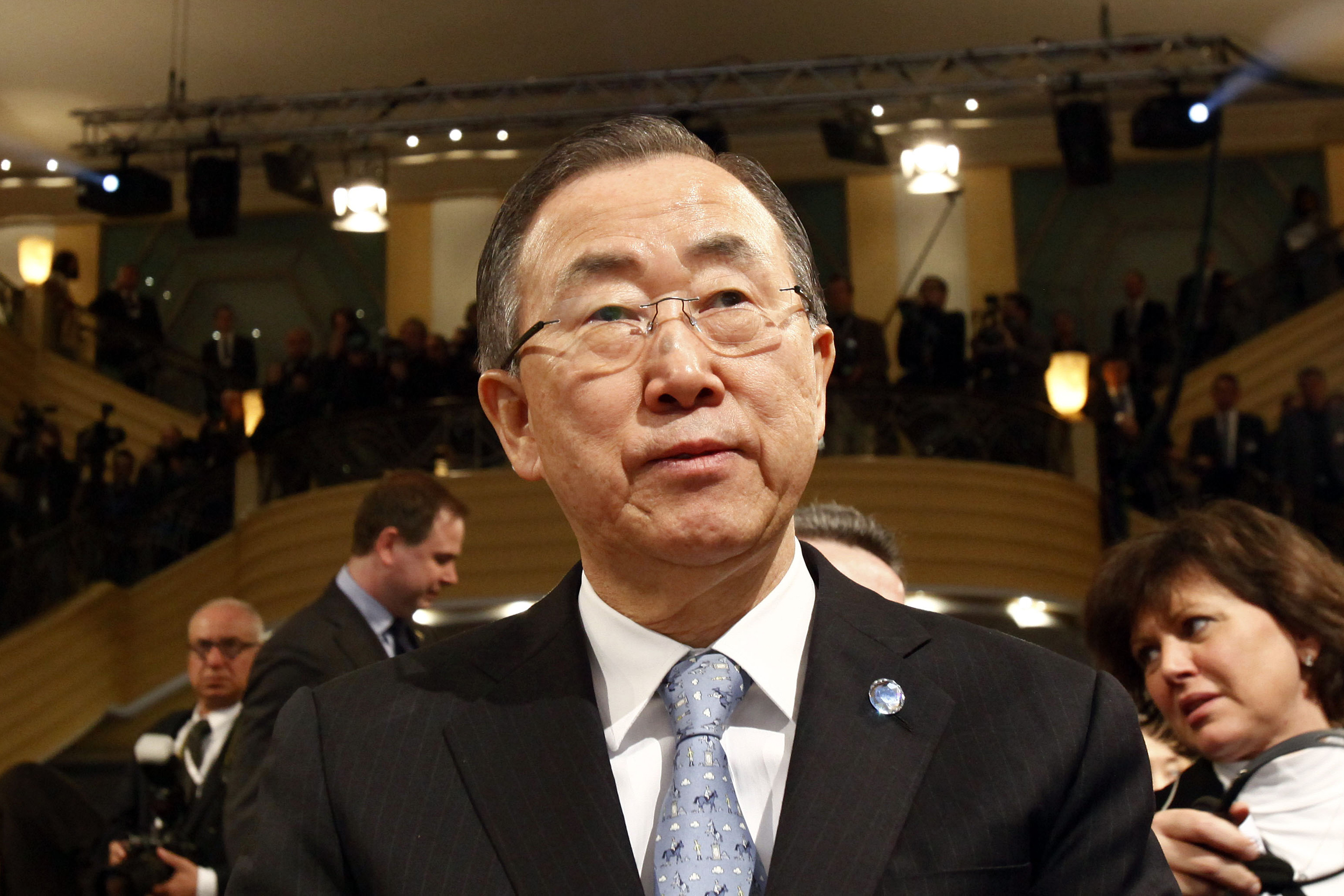
UN-Generalsekretär Ban Ki-moon

- UNO – UN-Generalsekretär Ban Ki-moon forderte ein rasches Ende der Kämpfe und Friedensverhandlungen.[76] Ban äußerte Sorge über die Fortsetzung der Bombardierungen.[76][26] Die UN seien bereit, die erforderlichen diplomatischen Mittel einzusetzen, um den Konflikt im Jemen „im Dialog“ zu lösen.[76] Er hoffe, dass die Kämpfe so schnell wie möglich beendet würden.[26] Am 30. April 2015 (Ortszeit New York) äußerte Ban Ki-moon seine Besorgnis über die „anhaltenden Bodenkämpfe und das Luftbombardement in Jemen deren Auswirkungen auf unschuldige Zivilisten“.[269][153] Es gebe „glaubwürdige Berichte über Familien in Aden, die durch das Bombardement und Heckenschützen, die auf Zivilisten auf den Straßen zielen, gefangen sein“, so Ban.[269] Er rief die beteiligten Parteien erneut zu einer sofortigen Waffenruhe auf.[153][96][93][154][155][269] Zudem seien zwischenzeitlich humanitäre Feuerpausen notwendig.[96][155] Mehr als 1.200 Menschen seien in den vergangenen Wochen getötet worden, weitere 300.000 seien aus ihren Häusern geflohen.[153][93][154][155] Die Angriffe, die auch Zivilisten und die „zivile Infrastruktur“ nicht aussparten, darunter Depots von Hilfsorganisationen und UN-Einrichtungen, seien „inakzeptabel“ und verletzten das humanitäre Völkerrecht, betonte Ban.[96][153][93][154][155] Die anhaltende Gewalt erschwere es zudem Helfern, Lebensmittel, Treibstoff und Medikamente zu den vielen Bedürftigen zu bringen: „Die Gesundheits-, Wasser- und Abwassersysteme sowie das Telekommunikationsnetz des Landes stehen kurz vor dem Kollaps.“[153][96][154][155] Es müssten alle Konfliktparteien dafür sorgen, dass Hilfsorganisationen ein gesicherter Zugang ermöglicht werde.[96][154][155]

Der aus dem Amt scheidende UN-Sondergesandte für den Jemen, Jamal Benomar, warnte am 27. April 2015 vor einer neuen Gefahr, die darin bestehe, dass die Anstrengungen für ein Waffenembargo gegen den Jemen die humanitäre Krise verstärken könne. Er teilte mit, er habe dem UN-Sicherheitsrat in einem privaten Treffen erklärt, die Anwendung eines neuen Waffenembargos könnte unbeabsichtigt den Fluss der dringendstbenötigten wirtschaftlichen Güter und humanitäre Hilfe für den Jemen beschneiden, einschließlich Nahrung, Treibstoff und medizinische Lieferungen.
Der UN-Koordinator für humanitäre Angelegenheiten im Jemen, Johannes Van der Klaauw, nannte die Lage am 2. Mai 2015 „äußerst besorgniserregend“, da aufgrund der akuten Treibstoffverknappung nach Ansicht der UN eine dramatische Verschlechterung der humanitären Lage drohe. Weil kein Treibstoff mehr ins Land gelassen werde, mangele es an Gesundheitsversorgung, Nahrungsmitteln und Wasser. Wenn innerhalb von Tagen nichts gegen diesen Missstand unternommen werde, werde das Land „vollständig zum Stillstand kommen“. Ohne Treibstoff könnten weder Krankenhäuser noch Krankenwagen betrieben werden. Auch die Wasserversorgung sei auf Treibstoff für Pumpen angewiesen und das Telekommunikationsnetz drohe zusammenzubrechen. Die Seeblockade der saudisch geführten Militärallianz gegen den Jemen erschwere zudem die Lieferung von Hilfsgütern. Am 4. Mai forderte Van Der Klaauw die Einstellung der Bombardierung des Internationalen Flughafens in Sanaa durch die Militärkoalition Saudi-Arabiens und seiner Verbündeten, die im Laufe der vorangegangenen Woche die Start- und Landebahnen ins Visier genommen hätten. Er sagte: „Ich fordere die Koalition nachdrücklich dazu auf, den Beschuss des Flughafens in Sanaa einzustellen“. Es sei unabdingbar, „diese wichtige Versorgungsader – ebenso wie alle anderen Flughäfen und Häfen – zu erhalten“. Van Der Klaauw sagte weiter, die UN wollten über eine Luftbrücke von Dschibuti aus Entwicklungshelfer und Hilfsgüter in den Jemen bringen, doch könnten die Rollbahnen aufgrund der Luftangriffe nun nicht mehr genutzt werden: „So lange die Rollfelder repariert werden, kann kein Flug abheben oder landen.“ Nachdem die saudisch geführte Militärkoalition die gesamte Provinz Saʿda zum „militärischen Ziel“ erklärt hatte, verurteilte Van Der Klaauw am 9. Mai 2015 die Luftangriffe der von Saudi-Arabien geführten Militärallianz im Jemen als Verstoß gegen das internationale humanitäre Völkerrecht: „Die wahllosen Angriffe auf besiedelte Gebiete mit wie auch ohne vorherige Warnungen stellen einen Verstoß gegen das internationale humanitäre Völkerrecht dar“. Viele Zivilisten seien in der von der saudisch geführten Militärkoalition angegriffenen Gegend wegen Treibstoffmangels regelrecht gefangen. Die Erklärung der gesamten Region zum „militärischen Ziel“ führe zur Bedrohung unzähliger Menschen.
Nach Ablauf der sogenannten „humanitären Pause“ am 17. Mai 2015 forderte Ban alle Seiten auf, ein erneutes Einverständnis für eine Verlängerung der „humanitären Pause“ um weitere fünf Tage abzugeben.
In einem am 18. Mai 2015 in Umlauf gebrachten Bericht an den UN-Sicherheitsrat wies Ban darauf hin, dass die gesamte Region von der aus Somalia stammenden islamistischen Miliz Al-Shabaab bedroht werde. Der politische Konflikt im Jemen könne eine Route für Dschihadisten durch den Golf von Aden ermöglichen. Ban sagte, Al-Shabaab sei immer aktiver geworden, wie etwa bei Angriffen in der halbautonomen Region Puntland am Golf von Aden oder durch das Massaker an 147 Studenten der kenianischen Garissa-Universität im April zu sehen gewesen sei: „Gleichzeitig hat die Krise im Jemen das Potenzial, die Region weiter zu destabilisieren und einen Korridor für dschihadistische Bewegungen durch Somalia zu öffnen“.
- Ägypten – Ägypten erklärte am 3. Mai 2015 erstmals, dass es Truppen in der Golfregion und im Roten Meer einsetze. Der Nationale Verteidigungsrat Ägyptens erklärte, die ägyptische politische Führung habe entschieden, die Entsendung ägyptischer Truppen für Kampfeinsätze um drei Monate auszuweiten. Dies solle arabische und ägyptische Interessen schützen.[99]
- Deutschland – Die deutsche Bundesregierung nahm eine zunehmend kritische Haltung gegenüber der saudischen Luftoffensive ein. Man sehe die neuerlichen saudischen Luftangriffe im Jemen mit Besorgnis. Das deutsche Außenministerium forderte Saudi-Arabien auf, „den Worten Taten folgen zu lassen und tatsächlich die Waffen schweigen zu lassen“. Die Bundesregierung stelle sechs Millionen Euro für humanitäre Hilfe im Jemen zur Verfügung. Der Sprecher des Außenministeriums, Martin Schäfer, sagte, es seien allein in den vergangenen Wochen 150.000 Menschen vertrieben worden.[263]

Kurz nach dem Angebot einer fünftägigen Waffenruhe sagte der Sprecher des deutschen Außenministeriums, Martin Schäfer, eine Umsetzung der angekündigten humanitären Feuerpause durch alle Konfliktparteien wäre sehr zu begrüßen. Im Jemen gebe es eine „echte humanitäre Notlage“, von der „Hunderttausende Menschen“ betroffen seien. Darüber hinaus sei eine Friedenskonferenz in Riad oder anderswo „zwingend geboten“.
- Iran – Der Iran, der die Luftangriffe als Einmischung in die inneren Angelegenheiten des Jemen verurteilt hatte,[208] begrüßte die Ankündigung der Einstellung der Luftangriffe.[31] Die Sprecherin des Außenministeriums, Marsieh Afcham, sagte, dies sei ein „Schritt nach vorn“ in Richtung einer politischen Lösung.[31] Die Sprecherin des Außenministeriums betonte, der Iran habe sich von Anfang an für eine Verhandlungslösung eingesetzt.[72] Der iranische Außenminister Mohammed Dschawad Sarif hatte betont, dass mögliche Verhandlungen an einem Ort stattfinden müssten, „der nicht in den Konflikt verwickelt ist“. Saudi-Arabien sei dafür genauso ungeeignet wie die Vereinigten Arabischen Emirate. Zudem forderte er Verhandlungen unter der Schirmherrschaft der UN.[48]

Einige Stunden, nachdem Saudi-Arabien verkündet hatte, dass erste Teile der auf Stammesmilizen gegründeten saudi-arabischen Nationalgarde das Grenzgebiet zum Jemen erreicht hatte und die regulären Armeeverbände und die Grenzsoldaten verstärkten, beschuldigte der Führer der 150.000 Mann umfassenden Iranischen Revolutionsgarde, Mohammad Ali Dschafari, am 27. April 2015 die Saudis, die islamischen Werte durch die Militärintervention im Jemen mit Füßen zu treten und verglich das Königreich Saudi-Arabien mit Israel. Er nannte die Luftangriffe der Saudis „schamlos“, lobte den Aufstand der Huthis und formulierte die Hoffnung, dass „die nächste Welle“ zum „Sturz des saudischen Herrscherhauses“ führen möge. Er beschuldigte die Saudis, durch die Bombardierung Jemens als ärmstem Staat in der arabischen Welt „in die Fußstapfen Israels und der Zionisten zu treten“. Die saudischen Bodentruppen hatten es zu diesem Zeitpunkt noch unterlassen in den Jemen vorzudringen, sich jedoch bereits einige Scharmützel mit der Gegenseite an der langen Grenze zum Jemen geliefert, bei denen einige saudische Soldaten getötet worden waren.
Nachdem die saudi-arabisch geführte Militärkoalition in den vorangegangenen Wochen Flugblätter in arabischer Sprache über dem Jemen abgeworfen hatte, in denen es mit Verweis auf den altertümlichen Namen Irans und seiner Sprache hieß, man wolle die Jemeniten „gegen die persische Expansion“ unterstützen (wörtlich: „Mein jemenitischer Bruder. Das wirkliche Ziel der Koalition ist die Unterstützung des jemenitischen Volkes gegen die persische Expansion.“), warf ein führender iranischer Sicherheitsvertreter Saudi-Arabien am 28. April 2015 vor, Propaganda wie in der „Ära des Kalten Krieges“ zu führen. Ali Schamchani, Sekretär des iranischen Nationalen Sicherheitsrats, wurde mit den Worten zitiert: „Das Abwerfen dieser Flugblätter, so unwahr wie sie sind, hat zum Ziel das jemenitische Volk zu verängstigen“.
Nach dem Luftangriff auf den Flughafen in Sanaa sagte der Stabschef der iranischen Streitkräfte, Hassan Firuzabadi, am 28. April 2015, die saudi-arabische Führung verdiene eine harte Bestrafung für die Angriffe auf den Jemen. Zudem rügte er die USA, die UNO und Großbritannien, die Rechtsansprüche des jemenitischen Volkes unverhohlen verletzt zu haben, indem sie Saudi-Arabien dabei unterstützt hätten, jemenitische Zivilisten zu massakrieren und die Städte des Landes dem Erdboden gleichzumachen. Das Abfangen von Flugzeugen, die humanitäre Hilfe für unschuldige Zivilisten an Bord gehabt hätten, durch Saudi-Arabien erfordere eine „proportionale Antwort“, so Firouzabadi. Am 29. April 2015 verurteilte der Iran den saudischen Luftangriff auf die zwei iranischen Flugzeuge in Sanaa scharf. Die iranische Sprecherin des Außenministeriums, Marsieh Afcham, sagte, das Vorgehen sei „absolut unmenschlich“ gewesen. Die iranischen Flugzeuge hätten lediglich Lebensmittel und Medikamente für die Menschen im Jemen transportiert. Aus Protest gegen den Angriff wurde auch der Geschäftsträger der saudischen Botschaft in Teheran einbestellt.
Am 2. Mai 2015 machte der iranische Vize-Außenminister Hossein Amir Abdollahian für den Iran Sicherheitsinteressen im Jemen geltend und sagte: „Wir werden nicht zulassen, dass andere unsere gemeinsame Sicherheit mit militärischen Abenteuern aufs Spiel setzen“.
Nachdem der saudische Außenministers al-Dschubeir dem Iran am 7. Mai 2015 eine „negative“ Rolle im Jemen und die Unterstützung der Rebellen vorgeworfen hatte, wies der Iran am 8. Mai erneut den Vorwurf zurück, die Huthi-Rebellen mit Waffen zu unterstützen. Außenamtssprecherin Marsieh Afcham sagte, die Vorwürfe basierten „auf unbegründeten Analysen“ und seien „nichts anderes als Bemühungen, die Schuld anderen anzulasten“.
Kurz nach dem Angebot einer fünftägigen Waffenruhe forderte der Iran zugleich eine unbefristete Feuerpause. Außenminister Mohammed Dschawad Sarif sagte am 11. Mai 2015: „Diese vorübergehende Waffenruhe sollte dauerhaft werden, für humanitäre Hilfe und danach auch für das Erreichen einer politischen Lösung“.
- Pakistan – Der pakistanische Ministerpräsident Nawaz Sharif, Generalstabschef Raheel Sharif und Verteidigungsminister Khawaja Asif kündigten an, am 23. April 2015 in Saudi-Arabien über die Situation im Jemen sprechen zu wollen. Pakistan hatte bereits zuvor eine Teilnahme an der von Saudi-Arabien angeführten Koalition gegen die Huthis abgelehnt und stattdessen auf eine Verhandlungslösung gedrängt.[72]

- Russland – Nachdem sich der UN-Sicherheitsrat am 1. Mai 2015 bei einer Dringlichkeitssitzung zur Lage im Jemen nicht auf eine gemeinsame Erklärung verständigen konnte, kritisierte der russische UNO-Botschafter Witali Tschurkin die „erstaunliche Unentschlossenheit“ des Gremiums angesichts der prekären Lage im Jemen.[276][208] Wenn es nicht einmal eine Einigung über eine derartig simple Erklärung gäbe, „auf welche kann man sich dann überhaupt noch einigen“, fragte Tschurkin anwesende Reporter.[276]

- Saudi-Arabien – Prinz Mohammed bin Nawaf, Botschafter Saudi-Arabiens in Großbritannien, betonte, die Luftangriffe zeigten die Entschlossenheit der Araber, ihre eigenen Interessen auch ohne US-Führung zu vertreten. Die sunnitische Koalition habe ihre Ziele im Jemen erreicht und könnte ein Vorbild für weitere gemeinsame arabische Unternehmungen sein.[72]

Der saudi-arabische Botschafter in den USA, Adel al-Dschubeir, äußerte sich: „Wenn die Huthis und ihre Verbündeten sich aggressiv Verhalten, dann wird es eine Antwort geben“. Die saudischen Streitkräfte seien bereit, jeden Vormarsch der Huthis auf Aden zu unterbinden. Am 4. Mai 2015 teilte al-Dschubeir mit, Saudi-Arabien erwäge die Einrichtung sogenannter Sicherheitszonen im Jemen zur Versorgung der Einwohner mit Hilfslieferungen. Saudi-Arabien werde den an der Militärintervention beteiligten Partnerländern vorschlagen, „die Luftangriffe in bestimmten Zonen zeitweise einzustellen, um so die Versorgung mit Hilfsmitteln zu ermöglichen“.
Am 5. Mai 2015 gab der neue saudische Außenministers Adel al-Dschubeir nach Gesprächen mit US-Außenminister John Kerry bekannt, dass Saudi-Arabien einer Feuerpause zustimme, die al-Dschubeir als fünftägige „humanitären Pause“ anbot, und die den Transport von Hilfslieferungen für die notleidende Bevölkerung ermöglichen solle.
- Senegal – Je nach Quelle am 4. oder 5. Mai 2015 kündigte der senegalesische Außenminister Mankeur Ndiaye vor dem Parlament senegalesischen Parlament überraschend an, der Senegal werde sich mit 2100 Soldaten an der von Saudi-Arabien angeführten Militärkoalition gegen die schiitischen Huthi-Rebellen im Jemen beteiligen.[278][279] Der senegalesische Ministerpräsident Macky Sall habe mit der Truppenentsendung einer bei einem Treffen im April vorgetragenen Bitte des saudischen Königs Salman entsprochen.[278][161][280] Die senegalesische Regierung nannte Saudi-Arabien einen „guten Freund“ und warnte, dass die Huthi-Rebellen im Jemen eine ernste Gefahr für die regionale Stabilität bedeuteten.[161] Ndiaye bezeichnete es als Zweck der Beteiligung des Senegals an der saudisch geführten Militärkoalition, eine „Verbreitung des islamistischen Terrors“ zu unterbinden und „die heiligen Stätten des Islam – Mekka und Medina – zu schützen, die ebenfalls von diesen terroristischen Gruppen gefährdet sind“.[278][161] Die Entsendung der 2100 Soldaten sei im Interesse beider Länder und trage dem „Ausmaß der geopolitischen Umwälzungen“ Rechnung, die eine Verschlechterung der Lage im Jemen verursachen könnte.[281]

Die Opposition im senegalesischen Parlament kündigte am 5. Mai 2015 Widerstand gegen die Entsendung von 2100 Fallschirmjägern und Panzergrenadieren an. Der Oppositionspolitiker Modou Diagne Fada sagte: „Saudi Arabien ist nicht bedroht – noch sind es die heiligen Stätten des Islam. Es gibt nichts, das eine militärische Intervention des Senegal rechtfertigen könnte.“
- Türkei – Der türkische Staatspräsident Recep Tayyip Erdoğan sagte, die Luftangriffe hätten offenbar ihr Ziel erreicht.[72] Während eines Staatsbesuchs in Kuwait befürwortete Erdoğan den Krieg im Jemen und unterstrich, dass die Türkei den Eingriff Saudi-Arabiens im Jemen für notwendig erachte.[282] Gegenüber der türkischen Nachrichtenagentur Anadolu Agency (AA) sagte er: „Stabilität im Jemen aufzubauen ist entscheidend. Wir, als Türkei, unterstützen die von Saudi-Arabien geführte Militärkoalition. Die zweite Phase, die mehr auf Politik basiert, ist sehr wichtig, um die militärische erste Phase abzuschließen“.[282][283] Laut AA forderte Erdoğan ein Ende der Huthi-Angriffe und sagte, die Milizen sollten Teil des politischen Prozesses sein.[283]

- Vereinigte Staaten – Die verkündete Einstellung der Angriffe wurde von den USA begrüßt. Eine Regierungssprecherin sagte, es sei allerdings „die Arbeit noch nicht getan“.[72] Nach der Fortführung der Luftangriffe durch die saudi-arabisch geführte Militärallianz warnte US-Verteidigungsminister Ashton Carter, der Iran könne mit Waffenlieferungen an die Huthis den Konflikt weiter anheizen. Die USA seien besorgt, dass eine Gruppe iranischer Frachtschiffe Waffen geladen haben könnte. Carter sagte: „Es gibt für niemanden einen Grund, hochtechnische Waffen auszuliefern in einer Lage, die schon weit jedes vernünftige Maß überschritten hat“. Er drohte damit, dass die in den Golf von Aden entsandten US-Kriegsschiffe – darunter ein Flugzeugträger – Präsident Barack Obama Handlungsoptionen eröffneten. Er ließ offen, ob die USA möglicherweise die iranischen Frachter stoppen und durchsuchen würden.[74]

Am 27. April 2015 verteidigte US-Außenminister John Kerry die Krisenhandhabung Saudi-Arabiens und sagte, die Saudis hätten für die Teilnahme an politischen Gesprächen bereitgestanden, bis die Huthis ihre Offensive gestartet hätten.
Am 6. Mai 2015 bezeichnete Kerry die humanitäre Lage im Jemen als äußerst besorgniserregend. Die Lage verschlechtere sich täglich. Der Mangel an Nahrung, Benzin und Medizin habe zu einer Krise geführt. Kerry stellte humanitäre Hilfsgelder für das Land in Höhe von 68 Millionen US-Dollar in Aussicht. Das Außenministerium teilte mit, das Geld solle den rund 16 Millionen hilfsbedürftigen Menschen zukommen, darunter 300.000 Binnenflüchtlinge, und unter anderem für Wasser, Lebensmittel, Unterkünfte und medizinische Versorgung verwendet werden. Kerry kündigte zudem an, am 6. Mai in Saudi-Arabien über Möglichkeiten einer Kampfunterbrechung beim Militäreinsatz im Jemen zu sprechen. Er hoffe, eine „humanitäre Pause“ in dem Konflikt bewirken zu können und dass die Militärallianz gemeinsam mit den UN und der „internationalen Gemeinschaft“ Wege finden werde, den Menschen zu helfen. In der vorangegangenen Woche hatte US-Sicherheitsberaterin Susan Rice gesagt: „Es gibt keine militärische Lösung der Krise im Jemen, und die humanitäre Lage wird sich nur verschlimmern, wenn der Konflikt anhält“. Die US-Regierung drängte auf ein baldiges Ende der Luftangriffe. Die über den UN-Sicherheitsrat weitergebene Forderung der Regierung Hadi an die „internationale Gemeinschaft“, Bodentruppen einzusetzen, wies Kerry mit dem Hinweis zurück, „weder Saudi-Arabien noch die USA“ dächten an einen derartigen Einsatz. Er unterstützte den Vorschlag Saudi-Arabiens vom 7. Mai 2015 für eine humanitäre Feuerpause.

##### Forderung eines UN-Mandats zum Bodentruppeneinsatz
Am 6. Mai 2015 trug der UN-Botschafter der jemenitischen Regierung dem UN-Sicherheitsrat die Bitte um ein UN-Mandat für einen Einmarsch von Bodentruppen der „internationalen Gemeinschaft“ in den Jemen vor. Die UN sollten einen Einmarsch unter saudischer Führung mit einem UN-Mandat autorisieren und ihn auch mit UN-Friedenstruppen unterstützen. Einige Verbündete der Saudis, darunter auch der Senegal, hatten in den vorangegangenen Tagen bereits bilateral zugesagt, Soldaten zu entsenden, die sich an einer solchen Bodenoffensive beteiligen würden.
Die de facto bereits weitgehend entmachtete Regierung des als saudi-treu geltenden jemenitischen Präsidenten Abdrabbuh Mansour Hadi befand sich bereits seit Ende März 2015 im Exil in Saudi-Arabien. In den sechs Wochen, die der Bitte der Regierung Hadi um ein UN-Mandat für Bodentruppeneinsatz vorausgingen, hatte Saudi-Arabien weitgehend erfolglos versucht, den – zuvor langjährig an Saudi-Arabien gebundenen – Jemen mit militärischen Mitteln unter seine Kontrolle zu bringen. Unmittelbar vor der Bitte um das UN-Mandat hatte stattdessen die Huthi-Bewegung, die auch das innenpolitische Ziel verfolgte, die mit saudisch und US-amerikanisch finanzierte Elite Jemens abzusetzen, weitere Bezirke im Jemen eingenommen.
Die Gewährung eines UN-Mandats setzte Kapitel 7 der UN-Charta voraus, dass der UN-Sicherheitsrat mit einer Mehrheit von neun aus fünfzehn Stimmen feststellt, dass der Staatsstreich der Huthis in Jemen den „Weltfrieden und die internationale Sicherheit“ gefährdet. Im Falle einer solchen Mehrheitsentscheidung des UN-Sicherheitsrats für das UN-Mandat und dem Ausbleiben eines Widerspruchs der UN-Vetomächte wie Russland und China bedeutete die Gewährung des UN-Mandats eine nachträgliche völkerrechtliche Legalisierung der Militäreinsätze, mit denen die von Saudi-Arabien geführte Koalition am 26. März 2015 bereits begonnen hatte.
Der deutsche Journalist und Jurist Ronen Steinke sah in der von der jemenitischen Exilregierung vorgetragenen Bitte um ein UN-Mandat für einen Bodentruppeneinsatz den Versuch des zuvor militärisch weitgehend erfolglosen Saudi-Arabiens um „neue Verstärkung von außen“ und vermutete, dass sich die USA, die zusammen mit Großbritannien und Frankreich als zwei weiteren UN-Vetomächten die Luftangriffe der saudisch geführten Militärallianz bereits unterstützt hatten, auch einem UN-Mandat für einen Einmarsch nicht in den Weg stellen würden.
US-Außenminister John Kerry wies die über den UN-Sicherheitsrat weitergebene Forderung der Regierung Hadi an die „internationale Gemeinschaft“, Bodentruppen einzusetzen, zunächst mit dem Hinweis zurück, „weder Saudi-Arabien noch die USA“ dächten an einen derartigen Einsatz, während Saudi-Arabien sich am 6. Mai 2015 vorbehielt, auch mit Bodentruppen in den Bürgerkrieg im Jemen einzugreifen, alle Optionen zur Bekämpfung der Huthi-Rebellen inklusive einer „Boden-Operation“ zu überprüfen und keine konkreten Angaben dazu machte, ob Saudi-Arabien der Bitte der jemenitischen Regierung nachgekommen werde, Truppen insbesondere zur Stabilisierung der Stadt Aden zu entsenden. Die Militärführung der saudisch geführten arabischen Militärkoalition in Saudi-Arabien hatte eine Entsendung von Bodentruppen nie ausgeschlossen und es galt arabischen Medien zufolge als sicher, dass jemenitische Stammesangehörige, die seit langem mit dem saudi-arabischen Königshaus verbündet waren, ausgebildet wurden. Die New York Times berichtete über Ausbildungslager in Saudi-Arabien, in denen Hunderte jemenitische Kämpfer an Waffen trainiert würden. Insbesondere nach Aden sollten derart ausgebildete Kräfte bereits entsandt worden sein, um die Vormachtstellung der Huthis zu brechen.

## Vermittlungsversuche während der Operation Restoring Hope
Die Bemühungen der UN blieben auch während der Operation Restoring Hope wenig erfolgreich. Eine UN-vermittelte Friedenskonferenz in Genf kam nicht zustande. Eine von Generalsekretär Ban Ki Moon angekündigte Feuerpause wurde umgehend gebrochen. Ein im Juli einseitig von dem saudischen Militärbündnis ausgerufener Waffenstillstand wurde umgehend an vielen Orten verletzt, auch von Saudi-Arabien selbst.

### Gespräche in Saudi-Arabien
Gespräche im saudi-arabischen Riad am 17. Mai 2015 waren von den Huthis boykottiert worden, während Persönlichkeiten der Partei des ehemaligen jemenitischen Präsidenten Salih an ihnen teilgenommen hatten.

### UN-Vermittlungsversuch für Genfer Friedensgespräche für den 28. Mai
Hoffnungen auf Friedensgespräche unter Vermittlung der UN, die am 28. Mai 2015 in Genf hätten beginnen sollen, wurden zunächst zerschlagen, als die Friedensgespräche auf unbestimmte Zeit verschoben wurden, nachdem und offenbar weil der sich im saudi-arabischen Exil aufhaltend jemenitische Präsident Hadi als Vorbedingung für Friedensgespräche darauf beharrte, dass die Huthis die Autorität seiner Exilregierung anerkennen und sich aus den größeren Städten des Landes zurückzuziehen.
Die Mission des UN-Sondergesandten Ismail Ould Sheikh Ahmed galt damit als weitgehend gescheitert. Ahmed selbst gab an, er werde seine Bemühungen „verdoppeln“, erklärte die Situation aber als „festgefahren“.

#### Anberaumung für den 28. Juni
Nachdem die mehrtägige „humanitäre Feuerpause“ Mitte Mai 2015 trotz internationaler Appelle nicht verlängert worden war und die sunnitisch-arabische Militärallianz unter Führung Saudi-Arabiens ihre Luftangriffe auf die Huthi-Miliz wieder aufgenommen hatte, planten die UN für Ende Mai 2015 Friedensgespräche in Genf. UN-Generalsekretär Ban Ki Moon lud die Konfliktparteien zum 28. Mai nach Genf ein und kündigte am 20. Mai an, die Gespräche sollten „den politischen Prozess im Jemen wieder in Gang setzen, das Ausmaß der Gewalt eindämmen und die humanitäre Last verringern, die unerträglich geworden ist“. An den Gesprächen sollten unter Vermittlung der UN Delegationen der Huthi-Rebellen und der jemenitischen Exil-Regierung teilnehmen. Die Friedensgespräche waren die erste große Initiative des neuen UN-Sondergesandten für den Jemen, Ismail Ould Scheich Ahmed, der sich im Mai 2015 mit rivalisierenden politischen Größen im Jemen getroffen hatte. Farhan Haq, der stellvertretende Sprecher des UN-Generalsekretärs, sagte am 21. Mai 2015 gegenüber Medien, dass Ahmed „glaubt, dass er die Zusicherung hat“, mit den Gesprächen fortfahren zu müssen.
Weiter hieß es von Seiten der UN, mit den Genfer Gesprächen solle der „Impuls für einen jemenitisch-geführten politischen Wandel wiederhergestellt“ werden. Die UN betonten, der Jemen habe schon einmal auf den Weg zu mehr Stabilität gebracht werden können. Ein UN-Sprecher mahnte: „Tragischerweise ist der Jemen nun in einen Konflikt abgerutscht, der sich über die Grenzen auszubreiten droht und der dramatische Auswirkungen auf die Zivilisten hat, die den höchsten Preis zahlen“.

#### Reaktionen der Konfliktparteien
Huthi-Rebellen
- Die Huthis sprachen sich für die Konferenz aus und sagten ihre Unterstützung der und Teilnahme an den Gesprächen zu.[287][219][290][291] Sie zeigten sich offen für Verhandlungen über eine politische Lösung. Rebellenchef Abdelmalik al-Huthi, der Gespräche als einzige Lösung aus dem Krieg bezeichnet und anlässlich einer zuvor von Saudi-Arabien abgehaltenen Konferenz die Abhaltung von Friedensverhandlungen in einem neutralen Land gefordert hatte,[291] verkündete in einer Fernsehansprache, alle revolutionären Kräfte des Landes seien bereit zu einem Dialog unter UN-Schirmherrschaft in einem neutralen Staat.[289] Zugleich warf al-Huthi Saudi-Arabien vor, keine politische Lösung des Konflikts anzustreben.[289]
- Jemen (Regierung Hadi) – Von der im saudi-arabischen Exil befindlichen Regierung Hadi kamen hingegen widersprüchliche Signale.[289] Sie stellte in einer ersten Antwort Bedingungen für ihre Teilnahme und wollte nur an den Gesprächen teilnehmen, wenn die Rebellen sich aus den von ihnen kontrollierten Städten zurückziehen.[289][287][219] Der Außenminister der entmachteten, aber international anerkannten Regierung Hadi, Rejad Jassin, forderte in einer Stellungnahme aus Riad, unter anderem müssten sich die aufständischen Huthi zuerst aus den umkämpften Städten zurückziehen. Der UN-Vertreter Jemens, Khaled Alyemany, erklärte hingegen später, das Kabinett Hadi werde in Genf auf jeden Fall hochrangig – eventuell durch den Vizepräsidenten – vertreten sein.[289] Während teilweise berichtet wurde, die jemenitische Exilregierung habe der Teilnahme an den Gesprächen in Genf für den 28. Mai 2015 zugesagt,[292] bestand die jemenitische Exil-Regierung Hadi wenige Tage vor den angekündigten Friedensgesprächen als Vorbedingung für eine Teilnahme an den Friedensgesprächen in Genf erneut darauf, dass die Huthi-Rebellen sich aus den von ihnen eingenommenen Gebieten – einschließlich Sanaa – zurückziehen,[293][123][291] obwohl die Ankündigung der Friedensgespräche durch die UN unter Ausschluss von Vorbedingungen erfolgt war.[291]
- Saudi-Arabien – Saudi-Arabien wandte sich scharf gegen eine Teilnahme des Iran an den Genfer Friedensgesprächen. Der saudische UN-Botschafter Abdullah Al-Mouallimi forderte: „Es gibt keinen Platz für den Iran bei diesen Gesprächen. Er hat keine konstruktive Rolle gespielt und darf daher nicht mit einem Platz am Verhandlungstisch belohnt werden“.[294]

#### Aufschub auf unbestimmte Zeit
Am 24. Mai 2015 wurde aus UN-Kreisen ohne Angaben von Gründen auf Anfrage von Medien unter der Bedingung der Anonymität bestätigt, dass die von den UN einberufene Friedenskonferenz für den Jemen auf unbestimmte Zeit verschoben worden sei. Auch Vertreter der Huthi-Rebellen, der Sozialisten und der Nasseristischen Gewerkschaftspartei im Jemen gaben unter der Bedingung der Anonymität an, dass man sie über die Vertagung auf unbestimmte Zeit informiert habe.
Die jemenitische Exil-Regierung hatte als Vorbedingung für eine Teilnahme an den Friedensgesprächen in Genf gefordert, dass die Huthi-Rebellen sich aus den von ihnen eingenommenen Gebieten zurückziehen. Vertreter der jemenitischen Exilregierung zitierten am 25. Mai die Forderung Hadis zum Rückzug der Rebellen aus den von ihnen eingenommenen Gebieten als Voraussetzung für Gespräche und beschrieben die Konferenz als auf unbestimmte Zeit verschoben.
AFP-Korrespondenten in Sanaa berichteten von einer angewachsenen Unklarheit darüber, welche der kriegsführenden jemenitischen Parteien an den Gesprächen teilnehmen würden und bezeichneten die kurzfristige Vertagung der UN-vermittelten Friedensgespräche als „weiteren Dämpfer für die Anstrengungen der UN zur Friedensvermittlung in einem Land, in dem fast 2.000 Menschen seit März getötet wurden“. In anderen Medien hieß es, dass mit der Verschiebung auf unbestimmte Zeit die Friedenskonferenz in Frage gestellt erscheine oder sich „der letzte Funken Hoffnung für eine politische Lösung“ zerschlagen habe.
Gleichzeitig mit dem Aufschub der Friedenskonferenz auf unbestimmte Zeit begann die dauerhafte Bombardierung von Rebellenstellungen in Sanaa und im ganzen Jemen durch saudisch geführte Luftangriffe, und es kam in der Folge zu einer Intensivierung der Gewalt.

### Vermittlungsversuche für neuen Termin der Genfer Friedensgespräche

#### Drängen der UN auf neuen Termin
Nach der Absage der Friedensgespräche für den Jemen drängte UN-Generalsekretär Ban Ki-Moon gegenüber dem UN-Sondergesandten Ahmed auf einen frühestmöglichen neuen Termin. Bans Sprecher teilte am 25. Mai 2015 in einer Stellungnahme mit, Ban sei „enttäuscht, dass es nicht möglich gewesen sei, eine derart bedeutende Initiative zum frühestmöglichen Termin einzuleiten“ und Ban wiederhole seine Forderung, die Verhandlungen zwischen der Exil-Regierung Hadi und den Huthi-Rebellen müssten so schnell wie möglich „in gutem Glauben und ohne Vorbedingungen“ beginnen. Ban wiederhole auch, dass die einzig dauerhafte Lösung für die Krise im Jemen in einer inklusiven, politischen Verhandlungslösung liege.
In der Stellungnahme vom 26. Mai 2015 teilten die UN mit, Ban habe den UN-Sondergesandten Ahmed angewiesen, „seine Bemühungen zu verdoppeln“ sich mit der jemenitischen Regierung, den jemenitischen politischen Gruppierungen und den Ländern der Region mit dem Ziel abzustimmen, einen umfassenden Waffenstillstand und die Wiederaufnahme eines friedlichen Dialogs sowie eine geregelte politische Transition herzustellen. Alle Parteien sollten das Leiden der jemenitischen Zivilisten berücksichtigen und die Bemühungen des UN-Sondergesandten unterstützen. Es sei Ban „sehr wohl bewusst“, dass eine Verschiebung oder Verzögerung der Rückkehr zum politischen Prozess letztlich zu einer Verschärfung der sich stetig vertiefenden humanitären Krise führen würde.
Am 27. Mai 2015 äußerte Ban in einem Telefongespräch mit dem jemenitischen Exilpräsidenten Hadi seine Besorgnis über die Eskalation der Kämpfe am Boden und über die Luftangriffe im Jemen seit dem Ende der „humanitären Pause“. Er wiederholte gegenüber Hadi seine „feste Überzeugung“, dass es keine militärische Lösung für den Konflikt gebe und erinnerte daran, dass er den UN-Sondergesandten Ahmed gebeten hatte, seine „Anstrengungen zu verdoppeln“, um die jemenitische Regierung, jemenitische politische Gruppierungen und Länder der Region mit dem Ziel zu konsultieren, sie zum frühestmöglichen Zeitpunkt zu Gesprächen in Genf einzuberufen.
Am 2. Juni 2015 unterstützte der UN-Sicherheitsrat einen Aufruf von UN-Generalsekretär Ban Ki-moon für eine erneute „humanitäre Pause“ bei den Kämpfen zur Belieferung der jemenitischen Bevölkerung mit dringend benötigten Hilfsgütern sowie möglichst früh zu führende Friedensgespräche. Der 15-köpfige Rat zeigte sich in seiner Erklärung zudem in einer einhelligen Stellungnahme „tief enttäuscht“ über die Aufschiebung der für den 28. Mai geplanten Gespräche in Genf. Medienangaben zufolge bestand die Ankündigung für ein neues Datum für die Gespräche bevor.
Bans Sprecher Stéphane Dujarric erklärte: „Diese Gespräche in Genf müssen ohne Vorbedingungen stattfinden.“ Der Sprecher der jemenitischen Exil-Regierung, Radshah Badi, bestätigte zwar Bemühungen um ein Treffen in Genf „in zwei Wochen“, forderte aber als Vorbedingung, dass die Gespräche auf der UNO-Resolution 2216 basieren müssten, in der die Huthi-Rebellen zum Rückzug aus den von ihnen besetzten Gebieten aufgefordert worden waren. Badi sagte, ein Waffenstillstand sei zu diesem Zeitpunkt nicht Gegenstand der Gespräche.
Die arabische Militärkoalition lehnte weiterhin ein Ende der Luftschläge ab, solange die Huthis sich nicht aus denen von ihnen seit Ausbruch des Konflikts besetzten Gebieten zurückziehen.

#### Vorgespräche
Ende Mai 2015 unternahm der UN-Sondergesandten Ahmed einen Einsatz, um über die ausgesetzten Friedensgespräche in Genf zu diskutieren, während gleichzeitig Kampfflugzeuge der saudisch geführten Militärkoalition Rebellenpositionen im Land unter Beschuss nahmen. Ahmed, der am 29. Mai nach Sanaa geflogen war, sagte laut der unter Kontrolle der Rebellen stehenden Nachrichtenagentur sabanews.net, dass „alle Parteien des Jemens zum Dialog zurückkehren“ müssen. Laut einem Mitglied des Allgemeinen Volkskongresses von Ali Abdullah Salih, traf sich Ahmed am 29. Mai mit „obersten Führern“ der Partei für Gespräche über die Konferenz in Genf, jedoch nicht mit Salih selbst.
Salih wandte sich in einem Interview mit einem in Beirut ansässigen Fernsehsender am 29. Mai 2015 gegen Saudi-Arabien. Aus Sanaa sprechend sagte Salih in dem Interview, er habe ein Angebot Saudi-Arabiens ausgeschlagen, in dem ihm für das Auflösen des Bündnisses mit den Huthis „Millionen von Dollar“ angeboten worden seien. In seinem Interview erneuerte Salih die Forderung nach Gesprächen in Genf zwischen den jemenitischen Parteien und Saudi-Arabien, das er beschuldigte, „Aufruhr“ in dem vom Krieg erschütterten Land zu säen. Hadi sagte: „früher oder später werden wir Gespräche mit Saudi-Arabien führen“. Die Gespräche in Genf, die er selbst zuerst vorgeschlagen habe, so Salih, sollten sich auf „Machtübergabe, Auswahl einer neuen Obrigkeit“ und Wahlen konzentrieren, sowie auf eine „Verurteilung der saudischen Aggression“. Kurz nach der Sendung des Interviews griffen Kampfflugzeuge der saudisch geführten Militärkoalition ein Haus von Salih in seiner Heimatstadt Sanhan an.
Ein Sprecher der Exilregierung wiederholte die Forderung der Regierung Hadi, dass die Huthis auf eingenommenes Territorium und Waffen verzichten müssten, bevor die Regierung Hadi an den für Mitte Juni geplanten Gesprächen in Genf teilnehmen würde, und sagte: „Das ist, worauf wir bestehen“. Mohammed Al-Huthi, der Chef des Revolutionsrats der Rebellen, äußerte scharfe Kritik an den Luftangriffen und an Hadi. Dieser behindere Verhandlungen mit der Forderung, dass die Huthis zunächst aus den von ihnen eroberten Gebieten – darunter Sanaa – wieder abziehen müssen.
Am Abend des 2. Juni 2015 sagte dann ein Mitarbeiter Hadis, Hadi sei nun nach in Riad geführten Gesprächen mit dem UN-Sondergesandten für den Jemen, Ismail Ould Scheich Ahmed, doch bereit, zu den Gesprächen nach Genf zu reisen. Von dem Abzug der Huthis als Vorbedingung war nicht mehr die Rede. Der Uno-Vermittler für Jemen Ahmed sagte dem UN-Sicherheitsrat am 3. Juni, die Exil-Regierung Hadi habe zugesagt, während die Huthi ihre Teilnahme noch bestätigen müssten.

#### Gespräche in Oman
Weitere Gespräche fanden Berichten zufolge in Oman statt, wohin eine Delegation der Huthis am 28. Mai 2015 gereist war, zwei Tage nach einem Besuch des iranischen Außenministers Mohammed Dschawad Sarif. Nach Angabe Salihs sollen auch die USA Gespräche in Oman geführt haben. Sabanews.net zitierte einen Sprecher der Huthis mit den Worten, in Oman sei ein Austausch der Ansichten und Vorschläge mit internationalen und regionalen Parteien gesendet worden.
Oman, das einzige Mitglied des Golf-Kooperationsrates, das sich dem saudisch geführten Krieg nicht angeschlossen hatte, verfügte über gute Verbindungen zur die Huthis politisch unterstützenden iranischen als auch zur saudi-arabischen Führung und hatte in der Vergangenheit schon oft die Rolle eines Vermittlers gespielt.
Anfang Juni führten Vertreter der USA, deren Regierung noch Ende Mai gegenüber den Medien angegeben hatte, keinen direkten Kontakt zu den Huthi-Rebellen zu haben und für Bemühungen um die Freilassung von im Jemen festgehaltenen US-Bürgern auf die Vermittlung durch humanitäre Gruppen in Sanaa angewiesen zu sein, mit den Huthi-Rebellen Vorgespräche für eine mögliche Friedenskonferenz. Unter Berufung auf diplomatische Kreise gaben Medien an, dass sich Vertreter der Huthi und der USA über mindestens drei Tage in Oman trafen. Am 2. Juni 2015 bestätigten die USA, dass ein US-amerikanischer Gesandter in Oman Gespräche mit jemenitischen Rebellen über die Teilnahme an einer Friedenskonferenz für Mitte Juni 2015 in Genf geführt hatte. An den Gesprächen nahm laut dem US-Außenministerium der Spitzendiplomat der USA für den Nahen Osten teil, der Gespräche mit in den Konflikt im Jemen involvierten Parteien führte, einschließlich Vertretern der Huthis. Anne Patterson, die auch zu Gesprächen über den Konflikt nach Saudi-Arabien gereist war, gab an, sie wolle die Akteure im Konflikt überzeugen, an der vorgeschlagenen Friedenskonferenz in Genf teilzunehmen. Ein Diplomat in Oman gab an, die Huthis hätten den USA mitgeteilt, dass sie ein Ende der Bombardements und einen freien Zugang für Hilfsorganisationen zur notleidenden Bevölkerung wollten. Offenbar als Ergebnis der Verhandlungen mit US-amerikanischen Diplomaten in Maskat wurden ein zwei Wochen zuvor von den Rebellen „offiziell festgenommener“ US-Reporter und einen Bürger Singapurs wieder freigelassen. Darüber hinaus sollten die Bemühungen um eine Friedenskonferenz in Genf erneut aufgenommen werden. Medienangaben zufolge bereiteten offenbar informelle Gespräche in der omanischen Hauptstadt Maskat den Weg für die auf den 14. Juni 2015 angesetzten UN-vermittelten Friedensgespräche in Genf.
Die Exilregierung Hadi sagte, dass sie über die Gespräche in Oman, die auf Bitte der USA stattfanden, unterrichtet seien, aber daran nicht teilnehmen würden.

### UN-vermittelte Genfer Friedensgespräche ab dem 15. Juni

#### Anberaumung für den 14. Juni
Nach wochenlanger Pendeldiplomatie des UNO-Sondergesandten Ahmed und direkten Gesprächen zwischen US-amerikanischen Vertretern und den Huthi-Rebellen setzte die UNO Anfang Juni den 14. Juni 2015 als neuen Termin für Friedensgespräche in Genf zwischen den jemenitischen Konfliktparteien an. Am 3. Juni 2015 verkündete der jemenitische UN-Botschafter Chaled Aljemani gegenüber Medien, dass alle jemenitischen Konfliktparteien am 14. Juni 2015 unter UN-Vermittlung Friedensgespräche in Genf beginnen würden und eine offizielle Bekanntgabe des noch vorläufigen Termins durch die UN kurz bevorstehe.
Nach Informationen aus diplomatischen Kreisen sollten die Gespräche darauf abzielen, einen Waffenstillstands abzusichern, sich auf einen Abzugsplan der Huthis zu verständigen und die Lieferung humanitärer Hilfe zu beschleunigen. Da der Verhandlungstermin kurz vor dem muslimischen Fastenmonat Ramadan lag, wurde vermutet, dass UN-Vermittler Ahmed auf eine Einigung auf eine Waffenruhe während des Ramadan hoffte.
Es wurde vermutet, die UNO wolle eine erste Verhandlungsrunde zwischen Huthi und der Exil-Regierung Hadi veranstalten, in der sich die zwei Parteien auf einen Weg zur Umsetzung der UN-Resolution 2216 einigen sollen, die im Wesentlichen ein Ende der Kämpfe, den Abzug der Huthi aus den von ihnen eroberten Gebieten und die Rückgabe der von den Huthi der Armee abgenommenen Waffen verlangte.
Nach Angaben des UN-Sprechers Ahmad Fawzi, wurde für die Gespräche eine Dauer von zwei bis drei Tagen und der Ausschluss der Öffentlichkeit festgelegt. Erstmals seit Beginn der saudi-arabisch geführten Militärintervention wollten damit die Konfliktparteien am 14. Juni in Genf zu Friedensgesprächen zusammenkommen. An den Verhandlungen sollten unter UN-Vermittlung 14 Jemeniten teilnehmen – sieben von jeder Seite.

#### Einschätzungen der militärischen und politischen Ausgangslage
Experten erwarten bei der als schwierig eingeschätzten Ausgangslage der Verhandlungen keinen Durchbruch. Während der von Saudi-Arabien unterstützte Hadi mit Verweis auf die UNO-Resolution 2216 darauf pochte, dass sich die Huthi aus den Städten zurückziehen und Hadi als Staatsoberhaupt anerkennen sollen, wollten die Huthis die trotz der saudi-arabisch geführten Luftangriffe erreichten Bodengewinne nicht wieder aufgeben.
Kurz vor den Genfer Friedensverhandlungen zum Jemen zeigten sich die Konfliktparteien wenig kompromissbereit. Die Konfliktelage wurde als komplex beschrieben. Nach Einschätzung von Sebastian Sons von der Deutschen Gesellschaft für Auswärtige Politik stand für alle Beteiligten so viel auf dem Spiel, dass einfache Verhandlungen nicht zu erwarten seien. Laut dem jemenitischen Analysten Abdel-Bari Taher „verbarrikadierten“ sich „alle Parteien“ im Vorfeld der Gespräche hinter ihren Positionen und setzten weiterhin eher auf Krieg als auf eine politische Einigung.
Dass die UN-vermittelten „Beratungen“ vom 14. Juni in Genf „Friedensgespräche“ genannt wurden, wurde teilweise als hochgesteckt angesehen. Unmittelbar vor Beginn des Treffens in der Schweiz dämpften auch die UN bereits die Erwartungen. Der UN-Sondergesandte für den Jemen Ahmed warnte vor zu großen Erwartungen an das Treffen. Es gehe erst einmal darum, eine Basis für weitere Gespräche zu schaffen und über eine erneute Feuerpause zu diskutieren. Ahmed sprach nun wörtlich von „vorläufigen inklusiven Konsultationen“.

##### Militärische Ausgangslage
Während das Leiden der Bevölkerung im Jemen unter der katastrophalen humanitäre Lage weiter zunahm, schienen die Rebellen nach Medienangaben „stärker als je zuvor“ zu sein (Rainer Hermann/FAZ). Zwar hieß es nach Medienangaben teilweise, der saudisch geführten Militärkoalition sei es gelungen, einen Großteil der schweren Waffen der Huthi-Rebellen und der Truppen Salihs zu zerstören und ihnen bedeutende Verluste beizufügen. Doch hatte der saudische Luftkrieg auch nach 11 Wochen die von einem großen Teil der jemenitischen Armee unterstützten Huthi militärisch kaum schwächen und nicht zurückdrängen können. Trotz der Zerstörung vieler ihrer schweren Waffen kontrollierten die Huthi-Miliz und Salih-loyale Armeeeinheiten den größten Teil des bevölkerungsdichten Westens und griffen weiterhin täglich saudisches Territorium mit Granatfeuer oder Raketen an. Das Abfeuern einer Scud-Rakete der Huthi-Rebellen über die saudische Grenze und die begleitenden Grenzangriffe am Boden am 6. Juni wurden als Versuch der Huthis und der sie unterstützenden Salihloyalen Armeeverbände gedeutet, die Verwundbarkeit des saudi-arabischen Königreichs zu betonen und als Widerlegung der saudischen Behauptung, dass die Feuerkraft der Rebellen zerstört sei. Unmittelbar vor Beginn der Genfer Gespräche wurde die Einnahme der wichtigen Provinzhauptstadt Al-Hasmein als jüngster militärischer Erfolg der Rebellen gemeldet.
Die Möglichkeit einer Bodenoperation zur Unterstützung lokaler Gruppen, die noch immer gegen in Aden, Taizz, Marib und ad-Dāliʿ gegen die Huthis kämpften, schien von den Saudis und ihren Alliierten der arabischen Militärkoalition schon von früh an unberücksichtigt geblieben zu sein. Zumindest eigene Bodentruppen schickte Saudi-Arabien nicht in den Jemen. Es war den Saudis innerhalb von nahezu drei Monaten weder gelungen, die den Jemen dominierenden Huthi-Rebellen zu befrieden, noch die Exilregierung Hadi wieder an die Macht zu bringen.

##### Exil-Regierung Hadi
Die Ausgangslage für Verhandlungen wurde als sehr schwierig eingeschätzt, da Hadi die Umsetzung der UN-Resolution 2216 verlangte, nach der sich die Huthi aus den Städten zurückziehen und Hadi als Staatsoberhaupt anerkennen sollen. Auch der Ministerpräsident der Exil-Regierung, Khaled Bahah, stellte klar, dass die Exil-Regierung von den Gesprächen ihre Rückkehr an die Macht erwarte. Damit stellte die gewählten, aber de facto außer Landes geflohene Regierung Hadi vor der Teilnahme an den Gesprächen Maximalforderungen.
Die Exilregierung Hadi zeigte Anzeichen einer Spaltung zwischen Exilpräsident Hadi und seinem Stellvertreter, Khaled Bahah. Bahah hielt in Dschibuti und nicht am Sitz der Exilregierung in Riad auf, wo am 10. Juni in seiner Abwesenheit die Unterhändler ausgewählt wurden. Nach Ansicht von Farea al-Muslimi vom Carnegie Middle East Center erfolgte die Ernennung der Unterhändler weitgehend auf Grundlage ihrer Loyalität zu Hadi. Seiner Einschätzung nach belegte dies, dass die Exilregierung nur wenig von den Gesprächen erwartete und aus symbolischen Gründen und eher aufgrund des internationalen Drucks daran teilnahm, als dass sie dort eine ernsthafte Lösung erstrebe. Auf der Liste der Unterhändler befand sich auch der Führer der salafistischen al-Rashad-Partei, Abd al-Wahhab al-Humayqani, der sich auf einer Liste der USA für Personen befand, die den Terrorismus unterstützen sollen. Nach Ansicht von jemenitischen Vertretern und ausländischen Diplomaten und Analysten versuchte Hadi offenbar die Gespräche zu untergraben und fürchtete marginalisiert zu werden für den Fall, dass in Genf eine Einigung der Konfliktparteien erreicht werde oder die saudisch geführte Militärkampagne ohne einen Sieg enden werde. Gleichzeitig schien die Unterstützung Saudi-Arabiens für Hadi nachzulassen. Da Hadi über keine wirkliche eigene Machtbasis im Jemen verfügte, versuchte er, mit Hilfe Saudi-Arabiens als seinem Schutzherrn eiligst eine eigene militärische Streitkraft aufzustellen. Als in Saudi-Arabien die Ansicht zunahm, dass der Krieg aus der Luft die Kontrolle der Huthis über den Jemen nicht schwächen könne, bot Saudi-Arabien Hadi nur geringe Unterstützung für dessen Wunsch nach Errichtung einer „safe zone“ als Basis für seine Streitkräfte an. Andererseits schien Hadi weiterhin die Unterstützung der Mehrheit in Saudi-Arabien zu sein, die einen Sieg im Krieg für möglich hielten.
Die vom Außenminister geführte Delegation der Exilregierung wiederholte in der Nacht des 14. Juni 2015, unmittelbar vor dem Beginn der Gespräche, ihre Forderungen, nach denen für jeglichen Waffenstillstand der Rückzug der Milizen aus allen eingenommenen Territorien Voraussetzung sei.

##### Rebellen
Die Rebellen hatten zwar die Idee begrüßt, an den von den UN unterstützten Friedensgesprächen teilzunehmen, die unter anderem das Ziel hatten, nach separaten Gesprächen Vertreter der Rebellen und der Exil-Regierung Hadi an einen Tisch zu bringen. Für die Huthi gab es jedoch nach Medienangaben „keinen triftigen Grund“ (tagesschau.de), die trotz der Luftangriffe erreichten Bodengewinne wieder aufzugeben, zumal Saudi-Arabiens Krieg im Jemen bis zu diesem Zeitpunkt erfolglos verlaufen war und Saudi-Arabien kein Kriegsziel erreicht hatte.
Es wurde davon ausgegangen, dass auch Ali Salih, der mit ihm gegenüber loyalen Teilen der Armee an der Seite der Huthis im Konflikt gekämpft hatte, weiterhin an der Macht beteiligt sein wolle, auch wenn er kaum auf eine neue Ernennung zum Präsidenten hoffen könne. Die UN beabsichtigte, auch Salihs Partei, den Allgemeinen Volkskongress, an die Gespräche einzuladen. Die meisten anderen jemenitischen Parteien sowie die Aktivisten der Demokratiebewegung, die Salihs Sturz verursacht hatten, stellten sich dagegen gegen das Zugeständnis einer politischen Beteiligung Salihs im Jemen.
Kurz vor den geplanten Friedensgesprächen wurden in den Medien Gerüchte weiter gegeben, nach denen die „Huthi-Rebellen“ die Friedensgespräche angeblich „in Frage“ stellten (Björn Blaschke/ARD) und die Teilnahme der Rebellen in Frage stünde. Es wurde darauf verwiesen, dass die Rebellen einen geplanten Flug, der die Gesandten der Rebellen zur UN nach Genf bringen sollte, nicht bestiegen hatten. Es wurde der kommunistische Politiker Ali al Srary in Sanaa mit inoffiziellen Angaben zitiert, nach denen sich die Rebellen, bei denen es sich um keine einheitliche Gruppe, sondern eine Koalition handelte, uneins seien über die Frage der Zusammensetzung ihrer gemeinsamen Delegation. Al Srary behauptete demnach, es werde „erzählt, dass Saleh die Mehrheit in der Delegation für sich beansprucht, so dass er mehr Gesandte hätte als die Huthis“. Den Medienberichten zufolge seien einige Rebellen zudem angeblich gegen die Idee zweier separater Delegationen, da eine Seite, die Rebellen, dadurch als eine „Putsch“-Gruppe erscheine und die andere als die legitime, weil gewählte Regierungsseite, so dass keine Diskussion Gleichberechtigter möglich sei.
Entgegen dieser Darstellung in den Medien erklärte ein Vertreter der Huthis, dass die Weigerung der Rebellen, am 13. Juni das UN-Flugzeug von Sanaa nach Genf zu nehmen, darauf beruhe, dass das Flugzeug einen Halt in Saudi-Arabien einlegen sollte, das heftige Luftangriffe gegen die Rebellen durchführte. Der UN-Sprecher Ahmad Fawzi gab an, dass die Vertreter beider Seiten am Abend des 14. Juni in der Schweiz erwartet würden. Die UN erwarteten den Beginn der Gespräche weiterhin für den 15. Juni 2015.

##### Saudi-Arabien
Besondere Bedeutung für die Gespräche wurde dem Königreich Saudi-Arabien, dem Anführer der Militärkoalition, zugeschrieben, das nach Einschätzung von Sebastian Sons mit den Angriffen eigene außen- und innenpolitische Interessen verfolgte und bei den Genfer Gesprächen auf Garantien drängen werde, die den Einfluss der Huthis beschränkten.
Aufgrund des Misserfolgs der saudisch geführten Militäroperation bei dem Versuch, das Kräfteverhältnis im Jemen zu verändern wurde davon ausgegangen, dass für Saudi-Arabien die Optionen schwanden, die Exilregierung Hadi wieder im Jemen einzusetzen. Es wurde angenommen, dass Hadi und die Saudis den Huthis bedeutende Zugeständnisse machen müssten, um sie zum Einlenken zu bewegen. Die saudische Führung stand demnach vor der Wahl, die de facto-Kontrolle ihrer Gegner über Sanaa hinzunehmen und eine Vereinbarung mit ihnen zu treffen oder die Kämpfe fortzuführen mit der Gefahr, dass der Jemen in ein vollständiges Chaos versinkt und so eine Bedrohung für die Sicherheit der saudischen Sicherheit wird. Aus gut unterrichteten diplomatischen Kreisen hieß es nach Medienangaben, die USA drängten die Saudis dazu, die Gespräche zu akzeptieren, doch verhielten diese sich widerstrebend, weil sie sich im Jemen jenseits des Luftraums in einer derart schwachen Position befänden.
Die Saudis standen unter internationalem Druck, ihre Offensive zu drosseln, die bis zu diesem Zeitpunkt möglicherweise bereits 2000 jemenitische Zivilisten getötet hatte. Internationale Mächte waren Medienangaben zufolge sehr an einer Lösung des Konflikts interessiert, da sie eine Machtzunahme der AQAP befürchteten, die das Chaos im Land für territoriale Gewinne genutzt hatte. Der Jemen-Experte Laurent Bonnefoy vom International Research Centre am Sciences Po hielt es für möglich, dass die Gespräche eine „Atempause“ ermöglichten, die es Saudi-Arabien erlaube, eine Waffenruhe auszurufen. Diese könne ernsthaftere Diskussionen einleiten und den Saudis „das Gesicht durch die Beendigung einer Offensive wahren, die sie eindeutig nicht im Feld gewinnen können“.

#### Erste Reaktionen der Konfliktparteien
Sowohl Exil-Präsident Hadi wie auch die Huthi-Bewegung Ansar Allah erklärten sich bereit, an den Friedensgesprächen in Genf teilzunehmen. Für die Huthi-Rebellen sagte deren Vertreter Mohammed al-Huthi am 3. Juni gegenüber Medien, man sei willens, an der UN-Konferenz teilzunehmen. Auch die Exil-Regierung Hadi stimmte zu. Daifallah al-Schami vom Politbüro der Huthi-Rebellen sagte, man werde Vertreter nach Genf schicken und ohne Vorbedingungen die UN-Bemühungen unterstützen. Gegenüber Medien erklärte er weiter, die Rebellen würden keine Bedingungen von anderen Parteien für das Zustandekommen der Gespräche akzeptieren.
Am 5. Juni 2015 stimmten sowohl die Huthi-Rebellen als auch die jemenitische Exil-Regierung zu, an den von den UN-vermittelten Friedensgesprächen in Genf teilzunehmen. Das provisorisch für den 14. Juni angesetzten Treffen in Genf stellte bei Zustandekommen die erste bedeutsame Anstrengung für eine Beendigung der Kämpfe dar, die nach Angabe der UN zu einer katastrophalen humanitären Lage im geführt hatten.
Am 6. Juni 2015 begrüßte UN-Generalsekretär Ban in einer Erklärung die dem UN-Sondergesandten mitgeteilte Bereitschaft Hadis, eine Delegation zu den auf den 14. Juni angesetzten innerjemenitischen Beratungen zu entsenden. In der Stellungnahme zeigte sich Ban „ebenso zufrieden“ darüber, dass Delegationen der jemenitischen Parteien aus der „Hauptstadt Sanaa“ dem UN-Sondergesandten ihre Zusage an der Teilnahme der Beratungen zugesagt hatten. Ban wiederholte seinen dringenden Aufruf an alle jemenitischen Parteien, sich in gutem Glauben, ohne Vorbedingungen und im Interesse des gesamten jemenitischen Volkes zu engagieren. Auch wiederholte er seine Aufruf für eine erneute „humanitäre Pause“, die es erlaube, für alle Jemeniten humanitäre Hilfe verfügbar zu machen und die einem friedlichen Dialog zuträglich sein könne.
Am 9. Juni 2015 wurde die Abhaltung der Genfer Friedensgespräche „ohne Vorbedingungen irgendeiner Gruppe, mit Goodwill und unter Schirmherrschaft der UN“ vom Allgemeinen Volkskongress begrüßt, der Partei von Ali Abdullah Salih, der nach Angaben aus der Partei nicht an den Treffen teilgenommen hatte. Die Partei teilte mit, dass sie noch keine formelle Einladung der UN erhalten habe, sich der UN-Sondergesandte jedoch Ende März 2015 mit Vertretern der Partei in Sanaa als Teil der Bemühungen um eine Teilnahme an den Genfer Gesprächen getroffen habe. Salih, der Genf als Tagungsort für Gespräche als Kompromiss zwischen der von den Rebellen gehaltenen Stadt Sanaa und dem saudischen Rückzugsort des Exiplräsidenten Hadi, Riad, vorgeschlagen hatte, stand selbst aufgrund seiner Unterstützung der Rebellen weiterhin unter UN-Sanktionen, deren Implementierung – wie auch die gegen seinen Sohn Ahmed Ali Abdullah Salih und gegen den Huthi-Führer Abdulmalek al-Huthi – die EU am 8. Juni verkündet hatte.
Spät am 9. Juni 2015 sagte der Huthi-Sprecher Mohammed Abdel-Salam, dass die Vertretung der Huthis auf der Konferenz noch immer diskutiert werde und finalisiert werden müsse.

#### Internationale Reaktionen
Der Iran begrüßte die für Mitte Juni 2015 geplanten Friedensgespräche der Konfliktparteien in Jemen und wies darauf hin, schon am Anfang des Konflikts für einen internen Dialog und gegen einen gewaltsamen Konflikt plädiert zu haben. Außenamtssprecherin Marsieh Afcham erklärte auf einer Pressekonferenz, das Ziel solle ein Ende der Gewalt im Jemen sein. Die iranische Führung sei dafür zu jeglicher Zusammenarbeit bereit, nur wären Vorbedingungen im Vorfeld der Gespräche in Genf keine gute Basis.
Auch China drängte am 10. Juni erneut auf eine Waffenruhe und Dialog für eine politische Lösung im Jemen. Der chinesische Botschafter für den Hemen, Tian Qi, sagte nach Angaben der chinesischen Regierung, China hoffe, es könne so früh wie möglich ein Waffenstillstand erreicht werden und dass alle Parteien den UN-Resolutionen folgen und nach einer politischen Lösung suchen würden. China sei bereit alles in seiner Macht Mögliche zu tun, um zu helfen.
Während sich die UN für die Friedensgespräche in Genf vorbereiteten, riefen 13 internationale humanitäre Organisationen (Adventist Development and Relief Agency International, ZOA, Norwegian Refugee Council, INTERSOS, CARE, Action Contre la Faim, Oxfam, International Rescue Committee, Relief International, Friedrich-Ebert-Stiftung, Save the Children, Progressio) am 11. Juni 2015 die „internationale Gemeinschaft“ auf, eine dauerhafte Lösung zu unterstützen, die „das Leben von Millionen Zivilisten im Jemen retten könnte“. Was der Jemen dringend benötige, sei ein permanenter Waffenstillstand, eine Beendigung der saudisch geführten Wirtschaftsblockade, einen Stopp der Waffenlieferungen an die Verantwortlichen für Verstöße gegen das Humanitäre Völkerrecht und eine beträchtliche Erhöhung der humanitären und Langzeitfinanzmittel.

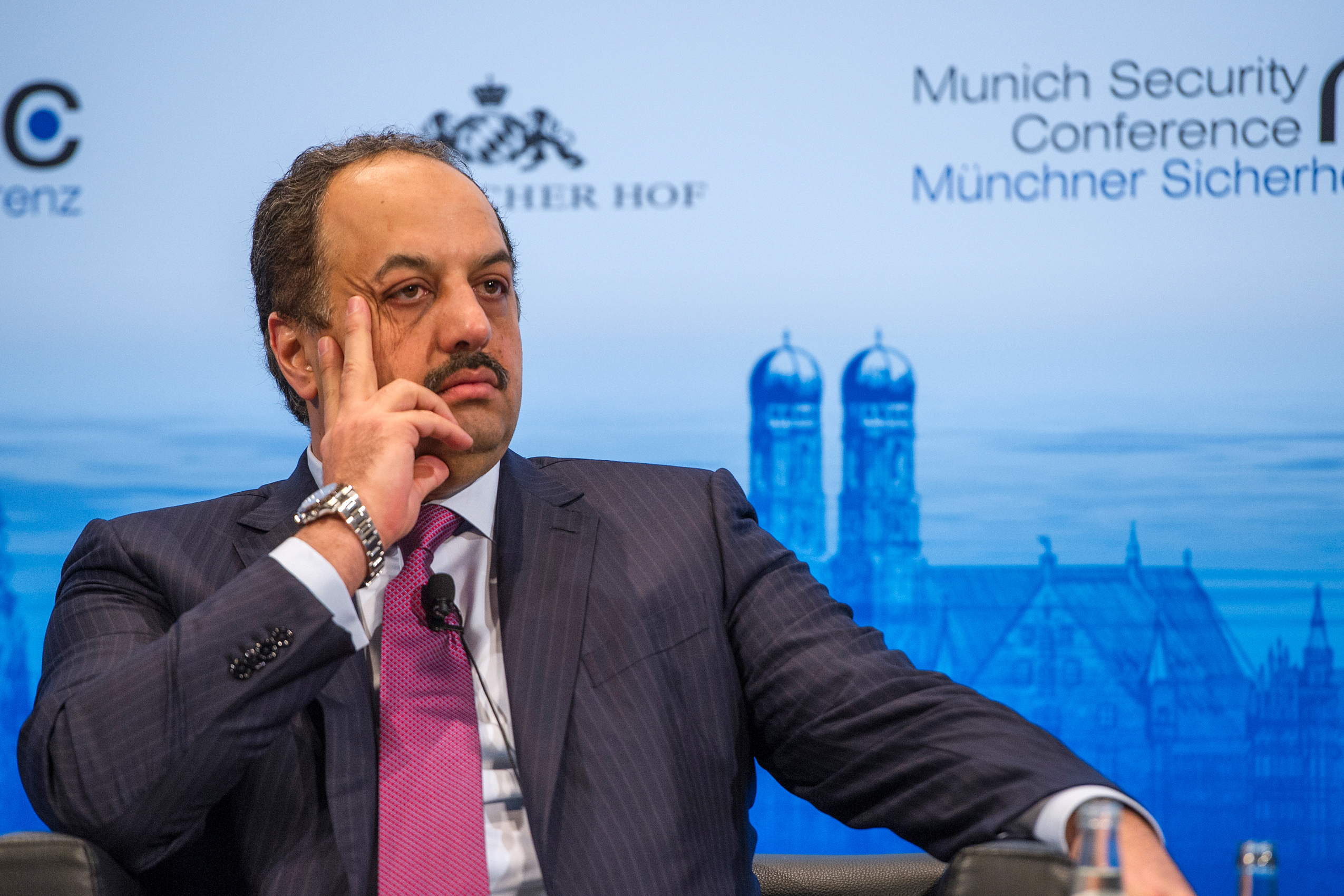
Khalid al-Attiyah, Außenminister von Katar (Foto: 2014)

Nachdem der Außenminister von Katar, Khalid al-Attiyah, den Vorsitz zu einem Treffen mit Kollegen des Golfkooperationsrats geführt hatte, sagte er am 11. Juni 2015, die saudisch geführte Militärkoalition werde die über zweimonatige Bombardierung der Rebellen im Jemen fortsetzen, bis die UN-Resolution 2216, die den Rückzug der Rebellen fordert, zum Tragen komme. Al-Attiyah sagte weiter: „Unsere Brüder im Jemen haben uns versichert“, dass die Gespräche innerhalb des Rahmens der Resolutionen des UN-Sicherheitsrats, der Ergebnisse des nationalen Sicherheitsdialoges und der Initiative des Golfkooperationsrats stattfinden würden.

#### Ablehnung von Verhandlungen für den 14. Juni durch die Exil-Regierung
Die Regierung von Exilpräsident Hadi spielte demonstrativ die Bedeutung der Genfer Gespräche im Vorfeld herunter und sprach von einfachen „Konsultationen“, um die Mitte April beschlossene Resolution 2216 des UN-Sicherheitsrats umzusetzen, die die Legitimität Hadis bekräftigte, Sanktionen gegen die Rebellen verhängte und deren Rückzug auf die Positionen vor Beginn des Konflikts im September 2014 forderte.
Entgegen der Aufforderung Bans vom 7. Juni 2015 an alle Seiten, ohne Vorbedingungen in Genf teilzunehmen, setzte der Exil-Präsident Hadi in einem am 8. Juni ausgestrahlten Interview neue Bedingungen und bestand darauf, dass der einzige Gegenstand der Diskussionen die Implementierung der UN-Resolution sein dürfe, die den Rückzug der Rebellen forderte. Hadi schlug damit nach Medienberichten „eine harte Linie“ ein, schloss Verhandlungen mit den Rebellen aus und prangerte die iranische Führung an, eine „gefährliche“ Einmischung im Jemen zu betreiben. Hadi sagte, der einzige Gegenstand für Gespräche am 14. Juni in Genf werde die Implementierung der Resolution des UN-Sicherheitsrats sein, die im April 2015 verabschiedet wurde und den Rückzug der Rebellen von dem von ihnen eingenommenen Territorium verlangte. Auf dem TV-Sender Al-Arabiya sagte Hadi wörtlich: „Es wird keine Verhandlungen geben.“ Weiter sagte er: „Es wird nur eine Diskussion darüber sein, wie die Resolution 2216 des UN-Sicherheitsrats implementiert wird. Wir werden eine Beratung führen.“ Die Frage, ob die Delegation seiner Regierung eine Versöhnung mit dem Verhandlungsteam der Rebellen diskutieren werde, verneinte er strikt. Der Ministerpräsident der jemenitischen Exilregierung und Vizepräsident, Khaled Bahah, wiederholte Hadis Bemerkungen auf einer Nachrichtenkonferenz in Riad und sagte, dass das Treffen in Genf lediglich ein „konsultativer“ Vorgang sei und die Exilregierung ausschließlich mit dem Ziel daran teilnehme, „2216 zu implementieren und den Staat wieder einzusetzen“, der von den Huthis überrannt wurde. Wenn die legitime Regierung wieder eingesetzt sei, so Bahah weiter, „kehren alle politischen Fraktionen zum Dialog zurück um den politischen Prozess wieder aufzunehmen... und stimmen dem Verfassungsentwurf zu und organisieren Wahlen“. Hadi griff in dem Interview erneut den Iran an und behauptete, dieser würde sich in die Angelegenheiten des Jemen einmischen und sei daher „gefährlicher als Al-Qaida“.

#### Verschiebung auf den 15. Juni
Nach UN-Angaben wurden die für den 14. Juni 2015 angesetzten Verhandlungen wegen „unvorhergesehener Ereignisse“ auf den 15. Juni verschoben. Medien berichteten, dass vermutlich neue Bombardements auf Sanaa die Friedensgespräche in Genf erschwerten. Die UN gaben an, dass die Gespräche verschoben wurden, als eine der Delegationen verspätet eintraf. Zudem teilte der UN-Sondergesandte am 12. Juni mit, dass beide Seiten zunächst nicht gemeinsam am selben Tisch sitzen würden.
Die Huthi-Führer bestätigten ihre Teilnahme für den 15. Juni ohne Vorbedingungen, beklagten jedoch, dass ein Mangel an Klarheit bestehe, wer daran teilnehmen werde und was dort diskutiert werde.

#### Gespräche in Genf vom 15. bis 19. Juni
Die Delegation der Huthi-Rebellen kam am 16. Juni 2015 mit einem Tag Verspätung in Genf an.
Wegen der tiefen Gräben sollten die Kontakte zunächst über den UNO-Sondergesandten Ismail Ould Cheikh Ahmed laufen, der zwischen den verschiedenen Hotelzimmern pendeln sollte, in denen die Vertreter der Konfliktparteien untergebracht wurden.
UNO-Generalsekretär Ban wandte sich in Genf an die jemenitischen Kriegsparteien mit der Forderung einer zweiwöchigen Waffenruhe. Ban warnte davor, dass ein Zusammenbruch des jemenitischen Staates die gesamte Region in Flammen setzen könnte und sagte: „Heute steht die Existenz Jemens auf der Kippe. Während die Parteien streiten, brennt Jemen.“
Exilpräsident Hadi, der sich in der saudi-arabischen Stadt Dschidda aufhielt, wiederholte, dass die Delegation der jemenitischen Exilregierung in Genf ausschließlich über Angelegenheiten zur UN-Resolution 2216 Gespräche führen werde.
Ein Mitglied der Rebellengruppe schloss den Dialog mit „denjenigenm, die keine Legitimität besitzen“ aus und bezog sich damit auf die jemenitische Exilregierung und forderte Gespräche mit Saudi-Arabien.
Die von UN-Generalsekretär Ban zu Beginn des Treffens geforderte humanitäre Feuerpause im am 18. Juni beginnenden Ramadan lehnte die jemenitische Exil-Regierung Hadi trotz Drucks der „internationalen Gemeinschaft“ ab. Der Vizepräsident der Exilregierung, Khaled Bahah, sagte am 18. Juni in Kairo zur Begründung der Ablehnung einer Waffenruhe, die vorherige Waffenruhe im Mai sei von den Huthi-Rebellen genutzt worden, um weitere Gebiete in ihre Gewalt zu bringen. Ein Vertreter der mit den Rebellen kooperierenden ehemaligen Staatspartei GPC sagte am Rande der Genfer Gespräche, die Huthis seien zu einer Feuerpause unter der Bedingung bereit, dass die ungeachtet der Friedensgespräche fortgesetzten saudischen Bombardierungen beendet würden.
Die Verhandlungen fuhren sich nach Medienangaben fest, da die jemenitische Exilregierung darauf beharrte, dass die Rebellen sich von dem ausgedehnten, unter ihrer Kontrolle stehenden Territorium zurückziehen sollten und durch den Protest der jemenitischen Exilregierung über die Größe der Delegation der Rebellen, die das Doppelte des vorab vereinbarten Maximums von 10 Köpfen betrug. Es gelang während der Gespräche in Genf nicht, die gegnerischen Parteien an einen Tisch zu bewegen.
Am 19. Juni gingen die Friedensgespräche für den Jemen in Genf ohne Einigung auf einen Waffenstillstand zu Ende. Einen Termin für eine zweite Runde gab es nach UN-Angaben noch nicht. Der UN-Sondergesandten Ahmed sagte auf einer Presseinformation: „Wir wollen kein weiteres Treffen abhalten. Wir dachten, es wäre jetzt besser zur Shuttlediplomatie zurückzukehren.“ Die humanitäre Lage erlaube kein weiteres Warten und müsse dringend angegangen werden. Daher werde eine „humanitäre Pause“ benötigt und habe den Vorrang. Ahmed versprach, seine Bemühungen zu verstärken. Die Konsultationen in Genf seien nur der Beginn eines langen Prozesses gewesen.
Der Außenminister der jemenitischen Exil-Regierung, Riad Jassin, sagte, seine Delegation sei „voller Hoffnung“ zu den Gesprächen angereist. Die Delegation der Huthi-Rebellen habe es jedoch „leider nicht ermöglicht“, bei den Gesprächen «echte Fortschritte» zu erzielen. Die Bemühungen um eine Verhandlungslösung sollten aber fortgesetzt werden.

### Von den UN verkündete Feuerpause vom 10. bis zum 17. Juli
Die Feuerpause wurde deklariert, nachdem UN-Generalsekretär Ban Ki-moon Zusicherungen von Hadi und den Huthi-Rebellen erhalten hatte, die Feuerpause zu achten. Die Waffenruhe trat unmittelbar vor Mitternacht Ortszeit (20:59 Uhr Greenwich Mean Time) in Kraft und sollte bis zum Ende des Ramadan am 17. Juli andauern.
Die von Saudi-Arabien geführte Militärkoalition nahm nicht an der Waffenruhe teil, sondern setzte ihre Bombardierungen im Jemen auch nach Beginn der Waffenruhe fort und behauptete entgegen der UN-Angaben, nicht von der jemenitischen Exil-Regierung Hadi zur Einhaltung der Waffenruhe aufgefordert worden zu sein. Die von Saudi-Arabien angeführte Militärkoalition erklärte am 11. Juli, sie fühle sich durch die Kampfpause nicht gebunden, und flog in deren Folge zahlreiche Luftangriffe auf Stellungen der Huthi-Rebellen. Auch am Boden dauerten die Kämpfe weiter an.

#### UN-Bemühungen im Vorfeld
Nach den gescheiterten Friedensgesprächen in Genf von Mitte Juni 2015 kam der UNO-Gesandte für den Jemen, Ismail Ould Cheikh Ahmed, am 5. Juli 2015 mit dem Ziel in Sanaa an, mit den Konfliktparteien zu verhandeln und eine Feuerpause bis zum Ende des muslimischen Fastenmonats Ramadan Mitte Juli zu vermitteln, um humanitäre Hilfen für die Bevölkerung zu ermöglichen. Ahmed hatte sich am 1. Juli nach Gesprächen mit Vertretern Hadis in Riad optimistisch gezeigt, dass eine humanitäre Feuerpause vereinbart werden könne.
Nachdem die UN am 1. Juli 2015 den Krieg im Jemen mit der höchstmöglichen Einstufung als eine humanitäre Krise der Stufe drei klassifiziert hatten, hatten auch die USA am 2. Juli zu einer „humanitäre Pause“ im Jemen während des Fastenmonats Ramadan aufgerufen, die es den internationalen Hilfsorganisationen erlaube, dringend benötigte Lebensmittel, Medikamente und Treibstoff zu den Menschen im Jemen zu bringen. Die EU hatte am 3. Juli erklärt, die Bemühungen der UN für einen dauerhaften, berechenbaren und nachhaltigen humanitären Waffenstillstand zu unterstützen und forderte die saudisch geführten Streitkräfte auf, die Zugangsrestriktionen für Schiffe zu jemenitischen Häfen zu lockern.
Am 4. Juli hatte die Huthi-Bewegung erklärt, dass sich ihr Sprecher Mohammed Abdul Salam am 3. Juli mit dem UN-Sondergesandten für den Jemen getroffen habe und dass sich die Huthi-Bewegung in Gesprächen mit den UN über eine bis zum Ende des Ramadans dauernde Kampfpause befinde, die die Auslieferung humanitärer Hilfe erlaube.
Medienangaben zufolge führte der UN-Sondergesandte für den Jemen auch Gespräche mit der pro-Hadi-Regierung in Saudi-Arabien, um auf eine Feuerpause zu drängen.
Während des Besuchs des UNO-Sondergesandten für den Jemen in Sanaa bombardierte die von Saudi-Arabien angeführte Militärallianz Medienangaben zufolge Sanaa und tötete dabei am 6. Juli 2015 eine Anzahl von Menschen. Berichten von Parteifunktionären und Zeugen zufolge war das Hauptquartier der Allgemeinen Volkskongress-Partei (GPC) des ehemaligen Präsidenten Salih bombardiert wurden. Die stellvertretende GPC-Generalsekretärin, Faeqa al-Sayed, beschuldigte die saudisch geführte Militärkoalition, mit den Luftangriffen sollten die Bemühungen der UN für die Feuerpause unterlaufen werden. Insgesamt wurden am 6. Juli bei Luftangriffen der saudisch geführten Militärallianz nach Angaben der unter Kontrolle der Huthi stehenden Nachrichtenagentur Saba rund 100 Menschen getötet – darunter auch Frauen und Kinder.
Am 8. Juli 2015 erklärte die Exilregierung Hadi gegenüber den UN, sie würde einem Waffenstillstand zur Beendigung der dreimonatigen Kämpfe unter bestimmten Bedingungen zustimmen. Zu den Bedingungen gehöre, dass die Huthi-Bewegung Gefangene entlasse, einschließlich des der Regierung Hadi gegenüber loyalen Verteidigungsminister, und dass die Huthis sich aus vier südlichen und östlichen Provinzen zurückziehen, in denen sie gegen lokale Milizen kämpften. Die Huthis, der Allgemeine Volkskongress und andere Parteien hatten nach UN-Angaben zugesichert, dass die Feuerpause „vollständig respektiert wird und dass es keine Verletzungen von unter ihrer Kontrolle stehenden Kombattanten“ geben werde. Einen Tag später, am 9. Juli, verkündeten die UN den Beginn einer humanitären Feuerpause im Jemen für den 10. Juli 2015, die Gelegenheit schaffen sollte, dringend benötigte Hilfe an die Zivilbevölkerung zu liefern. Hadi habe auch die von Saudi-Arabien geführte Militärkoalition darüber informiert, dass er die Feuerpause unterstützt. Dagegen gab die saudisch geführte Militärkoalition am 11. Juli nach Bruch der Waffenruhe an, sie habe „keinen Auftrag der legitimen jemenitischen Regierung mit der Bitte um eine Waffenruhe oder Einstellung der militärischen Operationen erhalten“.

#### Verlauf
Die Feuerpause sollte nach UN-Angaben in der Nacht des 10. Juli beginnen und bis zum Ende des Fastenmonats Ramadan am 17. Juli andauern. Medienangaben zufolge wollten „die arabische Militärkoalition und die Huthi-Rebellen im Jemen“ eine Woche lang die Waffen ruhen lassen.
UN-Diplomaten hofften Medienangaben zufolge, dass die vorübergehende Waffenruhe die Grundlage für einen langfristigen Waffenstillstand bilden könnte. Der UN-Sicherheitsrat forderte am 10. Juli alle Seiten des Jemen-Konflikts auf, die von den UN vermittelte Ramadan-Waffenruhe einzuhalten und appellierte an die Parteien eine „in Fällen vereinzelter Verletzungen Zurückhaltung zu üben und eine Eskalation zu vermeiden“. WFP-Sprecherin Abeer Etefa bezeichnete den Waffenstillstand als „unsere letzte Hoffnung“, um Zugang zu den Gebieten zu erhalten, die Hilfe brauchten. UN-Sprecher Stéphane Dujarric sagte, es sei ein „zwingend erforderlich und dringend“, dass humanitäre Hilfe besonders schutzbedürftige Menschen im Jemen „ungehindert und nicht gebunden an Bedingungen über eine humanitäre Pause“ erreichen könne.
Dagegen setzte die saudisch geführte Militärallianz ihre Bombardierungen gegen Stellungen der Rebellen nach Beginn der verkündeten Waffenruhe auch am 11. Juli fort und die Zusammenstöße zwischen aufständischen und Pro-Regierungs-Kämpfern hielten an. Medienberichten zufolge hatte sich die saudisch geführte Militärkoalition nicht zur Waffenruhe verpflichtet.

#### Bruch und Ablehnung durch das saudisch geführte Militärbündnis
- Der Huthi-Führer Abdulmalik al-Huthi hatte bereits am 10. Juli in einer TV-Ausstrahlung auf dem von den Huthi kontrollierten Sender Al-Masirah mit Hinweis auf die fehlende Zustimmung der Saudis zum Waffenstillstand gesagt, dass er nicht erwarte, dass die Waffenruhe anhalte und eine Beendigung der saudischen „Aggression“ gefordert: „Wir haben nicht viel Hoffnung, dass die Waffenruhe erfolgreich verläuft“. „Der Erfolg des Waffenstillstands“, so al-Huthi weiter, „hängt von der Zusage des saudischen Regimes ab und bedingt ein vollständiges Ende der Aggression.“[243][362][365]

- Ein saudischer Vertreter hatte den Waffenstillstand als „unnütz“ abgelehnt und gesagt, die saudisch geführte Militärkoalition habe „keinen Beleg einer Zusage der anderen Seite“ erhalten.[243][362] Nach dem Bruch der Waffenruhe am 11. Juli sagte ein Sprecher der saudisch geführten Militärkoalition, das Militärbündnis halte sich nicht an die Waffenruhe, weil sie von den Huthis und ihren Verbündeten gebrochen worden sei. Er forderte zugleich internationale UN-Beobachter, die die Feuerpause überwachen und Verstöße melden sollen.[352] Zugleich ignorierte das saudisch geführte Militärbündnis die Waffenruhe und gab an, keine offizielle Aufforderung der Exilregierung von Präsident Hadi erhalten zu haben, sich an die Waffenruhe zu halten.[366][365] Die saudisch geführte Militärkoalition behauptete am 11. Juli nach Bruch der Waffenruhe, sie habe „keinen Auftrag der legitimen jemenitischen Regierung mit der Bitte um eine Waffenruhe oder Einstellung der militärischen Operationen erhalten“.[351][350] Der Sprecher der saudisch geführten Militärkoalition, Brigadegeneral Ahmed al-Assiri, gab an, dass die saudisch geführte Militärallianz „sich nicht mit dieser Waffenruhe befasst hat, weil er keine Zusage der Huthi-Milizen geboten hat“.[351] Die Zeitung Asharq al-Awsat berichtete, al-Assiri habe gesagt, es gebe keine Waffenruhe, weil sich die Huthis zu keinem Waffenstillstand verpflichtet hätten und keine UN-Beobachter am Boden abgestellt worden seien, um mögliche Verletzungen der Waffenruhe zu beobachten.[367] Zudem erklärte das saudisch geführte Militärbündnis, es habe keine Treffen mit UN-Vertretern zur Koordinierung gegeben.[352]

- Die amtliche Nachrichtenagentur des Jemen, die von Hadis Exilregierung kontrolliert wird, beschuldigte die Huthi-Rebellen und ihre – dem früheren Präsidenten Salih gegenüber loyalen – Verbündeten der Armee, vor Beginn der Waffenruhe weitere Truppen nach Taizz verlegt zu haben.[362][351]

- Entgegen der Darstellung der von Saudi-Arabien geführten Militärkoalition vom 11. Juli, nicht von der jemenitischen Exilregierung Hadi um Einhaltung der Waffenruhe ersucht wurden zu sein, hatte das Büro des UN-Generalsekretärs Ban Ki-moon zuvor mitgeteilt, der nach Riad geflohene Präsident Hadi habe das saudisch geführte Militärbündnis darüber informiert, dass er die Feuerpause akzeptiere. Dies sei geschehen, um die Unterstützung der saudi-arabisch angeführten Militärkoalition sicherzustellen.[350] Wörtlich hatte Ban Ki-moon in seiner Stellungnahme vom 9. Juli erklären lassen, dass „der Präsident gegenüber der Koalition seine Einwilligung der Pause übermittelt hat, um ihre Unterstützung und Mitarbeit sicherzustellen“.[349][367]

### Angebliche Kairoer Gespräche unter Beteiligung Salihs
Am 23. Juli 2015 wurde von Reuters berichtet, dass sich Vertreter Ali Abdullah Salihs nach Angaben aus seiner Partei (Allgemeiner Volkskongress) in Kairo in Gesprächen mit Diplomaten der UN, Großbritanniens und der VAE für eine friedliche Lösung des Konflikts im Jemen befänden.
Eine später am 23. Juli erfolgte offizielle Stellungnahme der Partei bestritt daraufhin, dass ein Treffen stattgefunden habe. Zwei westliche Diplomaten stellten die Bedeutung gegenüber Reuters als gering dar und sagten, dass es sich um routinemäßige Gespräche mit jemenitischen Vertretern gehandelt habe. Der saudische Außenminister Adel Al-Jubeir sagte gegenüber Reuters, er unterstütze jede Anstrengung zur friedlichen Lösung des Kriegs im Jemen. Reuters zufolge war es zu diesem Zeitpunkt nicht klar, ob sich mit Salih verbundene Kräfte aus dem Kampfgeschehen um den strategisch wichtigen Hafen von Aden zurückgezogen hatten.

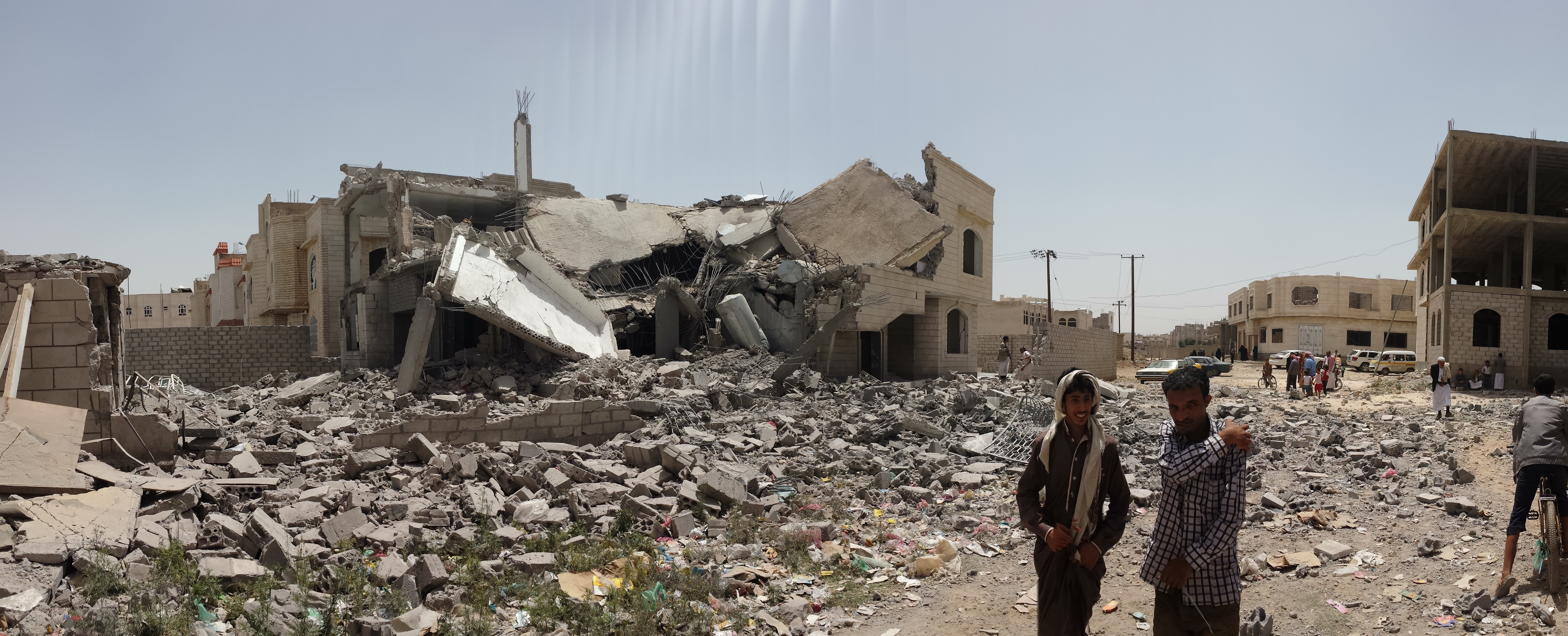
Zerstörung im Süden Sanaas durch einen Luftangriff vom 12. Juni 2015 während der Operation Restoring Hope (Foto: 13. Juni 2015)